# Alpes scandinaves
Vous lisez un « article de qualité » labellisé en 2012.
Pour les articles homonymes, voir Alpes (homonymie).
Les Alpes scandinaves ou Scandes sont une chaîne de montagnes s'étendant tout le long de la côte ouest de la péninsule Scandinave. Elles couvrent l'essentiel de la Norvège, le Nord-Ouest et l'Ouest de la Suède ainsi qu'une toute petite partie de l'Extrême-Nord de la Finlande. Il s'agit d'une des plus importantes chaînes de montagnes d'Europe, s'étirant du sud-ouest au nord-est sur 1 700 km, avec une largeur maximale de 300 km. La chaîne possède deux zones de haute altitude, une dans le Sud de la Norvège, autour du Jotunheimen où se trouve le Galdhøpiggen (2 469 m), point culminant de la chaîne et du pays concerné, et une autre dans le Nord de la Suède, avec le Kebnekaise (2 102 m), point culminant du pays — le point culminant de Finlande se trouve aussi dans la chaîne : il s'agit du Halti (1 328 m).
Les Alpes scandinaves se situent au niveau de l'ancienne chaîne calédonienne, qui s'est formée il y a 400 millions d'années (Ma) lors de la collision entre les paléocontinents Laurentia (actuelle Amérique du Nord) et Baltica (actuelle Scandinavie). Cette chaîne avait une ampleur probablement comparable à l'actuelle Himalaya, mais fut presque entièrement aplanie par l'érosion dans les millions d'années qui suivirent sa formation. Le relief actuel est beaucoup plus récent, lié à un soulèvement tectonique de toutes les marges continentales du Nord de l'océan Atlantique au Paléogène et Néogène (c'est-à-dire à partir de 60 Ma). Cette pénéplaine rehaussée fut ensuite érodée par les glaciers de l'ère quaternaire, sculptant le relief actuel. Cette érosion fut particulièrement importante sur le versant occidental de la chaîne, formant de profondes vallées glaciaires dont beaucoup descendent sous le niveau actuel de la mer, constituant les célèbres fjords norvégiens.
Le climat de la chaîne est très asymétrique. Sur le versant ouest, il est très océanique, avec des températures très douces pour la latitude et d'importantes précipitations, tandis que l'est est plus continental. Ce climat permet la persistance à l'ouest d'un grand nombre de glaciers, dont plusieurs sont les plus grands d'Europe continentale, tels que le Jostedalsbreen. Ces différences de climat affectent aussi fortement la végétation, avec de riches forêts humides de feuillus et de conifères sur les pentes occidentales contrastant avec la taïga plus pauvre du côté oriental. La toundra alpine est caractérisée par des forêts de bouleaux tortueux à l'étage subalpin. C'est le milieu le mieux préservé de la chaîne, avec en particulier un grand nombre de parcs nationaux et de réserves naturelles.
La chaîne a été peuplée par les hommes dès le retrait des glaciers, il y a environ dix mille ans. Les premiers habitants vivaient essentiellement de la chasse aux rennes. Au sud, avec l'arrivée de la culture indo-européenne, ont commencé l'agriculture et l'élevage, avec un schéma de transhumance. Les peuples de la partie septentrionale de la chaîne, les Samis, sont restés quant à eux très liés aux rennes, bien qu'ayant remplacé la chasse par l'élevage, eux aussi selon un schéma de transhumance. Avec la formation des nations scandinaves autour de l'an mille, les voies de communication commencent à se développer à travers les montagnes, bien que celles-ci aient un caractère effrayant et dangereux aux yeux des populations. Ce sont les gisements de métaux de la chaîne qui vont peu à peu amener les gens vers les zones montagneuses et leur permettre d'y développer les infrastructures. Il faut cependant attendre les XVIIIe et XIXe siècles pour que la chaîne soit entièrement explorée et cartographiée, ce qui permet les débuts du tourisme. Celui-ci est tout d'abord axé sur la randonnée dans cette nature encore très sauvage ; s'y ajoute depuis les années 1950 un tourisme d'hiver en croissance constante. Le XXe siècle marque aussi le début de l'exploitation de l'énergie hydroélectrique, qui compte pour une part très significative dans la balance énergétique de la Suède et surtout de la Norvège.

## Toponymie

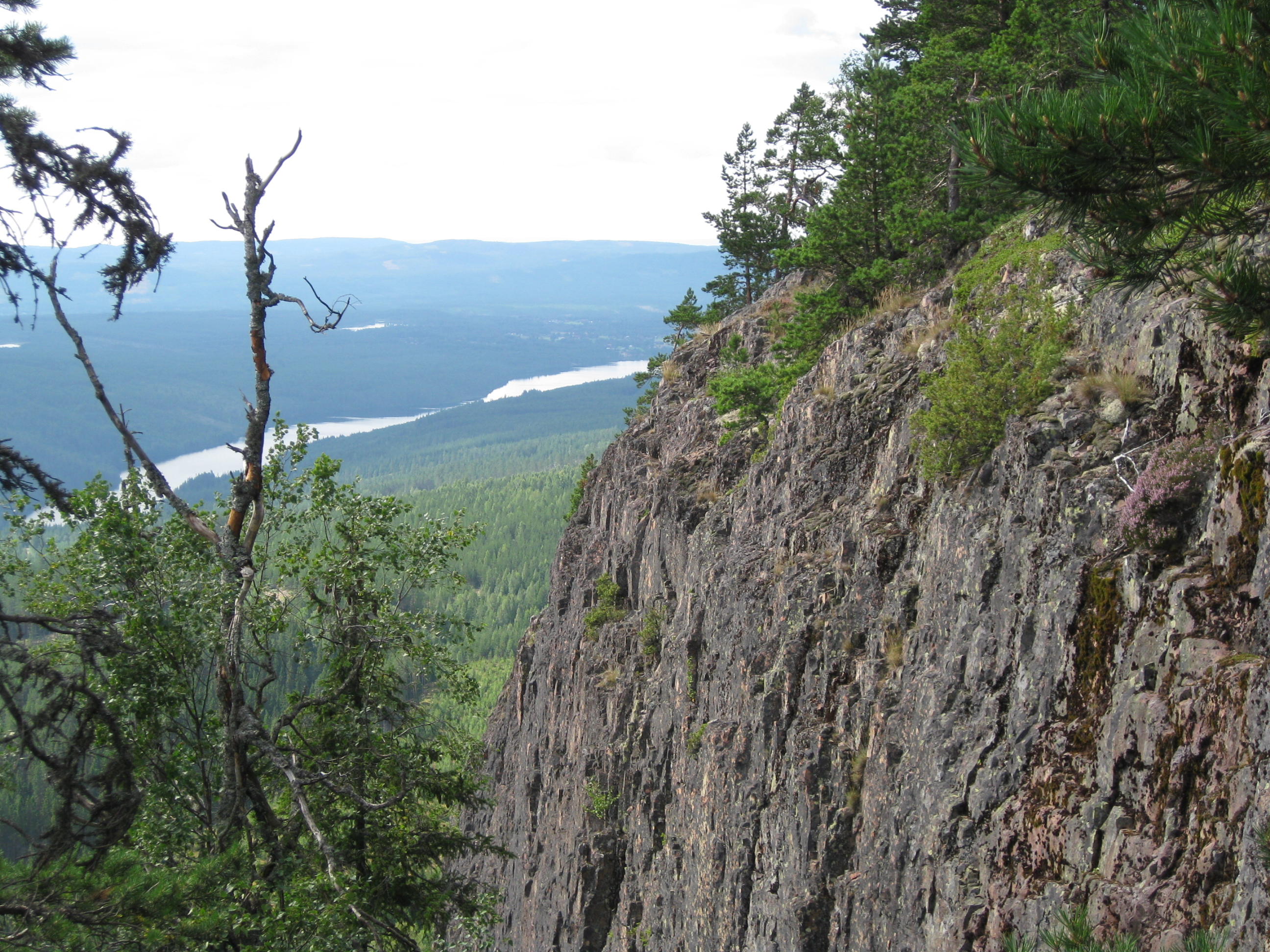
La limite orientale de la chaîne n'est pas nette, avec des sommets isolés très éloignés de la chaîne comme ici à Hykjeberg, dans la commune de Mora.

La chaîne de montagnes qui s'étend tout le long de la péninsule Scandinave n'est perçue comme une seule et même chaîne que depuis relativement peu de temps. Ceci est en partie lié au fait que les Alpes scandinaves s'élèvent progressivement depuis les plaines de l'Est scandinave, ne formant pas un mur visible de loin comme d'autres chaînes telles que les Alpes. Elles n'ont ainsi jamais été perçues comme une entité unique et seuls des sous-ensembles de la chaîne (Jotunheimen, Dovrefjell) et des montagnes individuelles ont donc été nommés. Par exemple, la partie septentrionale de la chaîne entre la Norvège et la Suède fut appelée Kjølen (norvégien) ou Kölen (suédois), signifiant « la quille », car le profil des montagnes est semblable à une quille de bateau renversée. De manière générale, les montagnes étaient simplement appelées fjell ou fjäll, signifiant littéralement « montagne ». Dans les années 1940, le géologue suédois Erik Ljungner proposa le nom Skanderna, en français « les Scandes », afin d'avoir un nom similaire à celui des Alpes ou des Andes. Ce nom est devenu courant en suédois, mais aussi en français ou en anglais par exemple. Les géologues utilisent parfois aussi le nom de « Calédonides scandinaves », la chaîne actuelle s'étendant approximativement au même endroit que l'ancienne chaîne calédonienne. Pour pallier cette absence de nom, un concours fut lancé en 2012 par la société norvégienne de géologie afin de trouver le meilleur nom pour la chaîne,. Le nom sélectionné parmi plus de 5 000 suggestions est Nordryggen, rygg pouvant signifier crête ou colonne vertébrale et nord désignant la position ainsi que la direction de la chaîne. Il faut maintenant attendre un peu pour que le nom s'impose dans la culture populaire.
En français, plusieurs noms ont été utilisés pour décrire la chaîne des Alpes scandinaves. Un de ces noms, plus guère utilisé, est « monts dofrines », dérivé de celui du massif de Dovrefjell. Les deux noms les plus utilisés sont « Scandes » et « Alpes scandinaves ».

## Géographie

### Situation

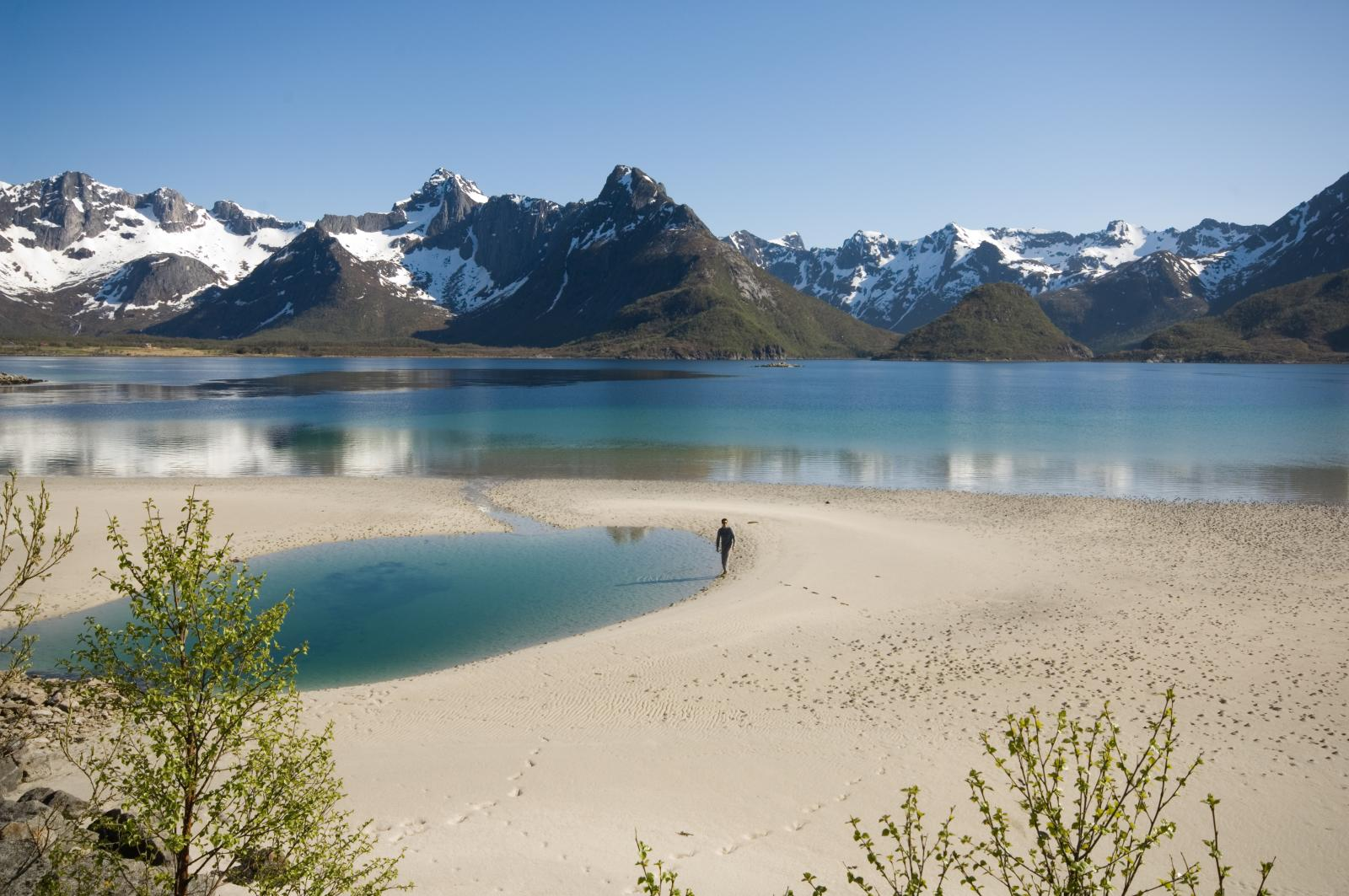
La chaîne possède une longue frontière maritime, comme ici dans les îles Lofoten.

Les Alpes scandinaves s'étendent, selon un axe majoritairement sud-sud-ouest–nord-nord-est, le long de la côte ouest de la péninsule Scandinave dont elles forment en quelque sorte l'épine dorsale. Elles se poursuivent en Laponie norvégienne à travers le comté de Troms pour se terminer au Finnmark. Une petite portion septentrionale de la chaîne se situe cependant sur le territoire finlandais. D'une longueur de 1 700 km, il s'agit de la deuxième plus longue chaîne de montagnes d'Europe après l'Oural. La chaîne est délimitée au sud, à l'ouest et au nord par des étendues maritimes : le Skagerrak, la mer du Nord, la mer de Norvège et la mer de Barents. En revanche, sa délimitation à l'est est relativement difficile, le relief y changeant de façon très progressive. En effet, d'ouest en est, le paysage passe d'un paysage alpin à un paysage préalpin, avec quelques sommets isolés, puis à un paysage ondulant presque jusqu'à la mer Baltique. Parfois, une limite appelée odlingsgräns (littéralement « frontière des cultures »), représentant la limite entre les terrains cultivables et ceux non cultivables, est utilisée comme frontière de la chaîne. Problèmes de définition mis à part, la chaîne couvre la majeure partie de la surface de la Norvège, ainsi que le Nord-Ouest de la Suède (soit 20 % de la surface du pays). Ainsi, la chaîne a servi de frontière naturelle entre la Norvège et la Suède, ce qui explique que le tracé de la section septentrionale de la frontière entre ces deux pays passe par ce massif.

### Topographie

#### Géomorphologie

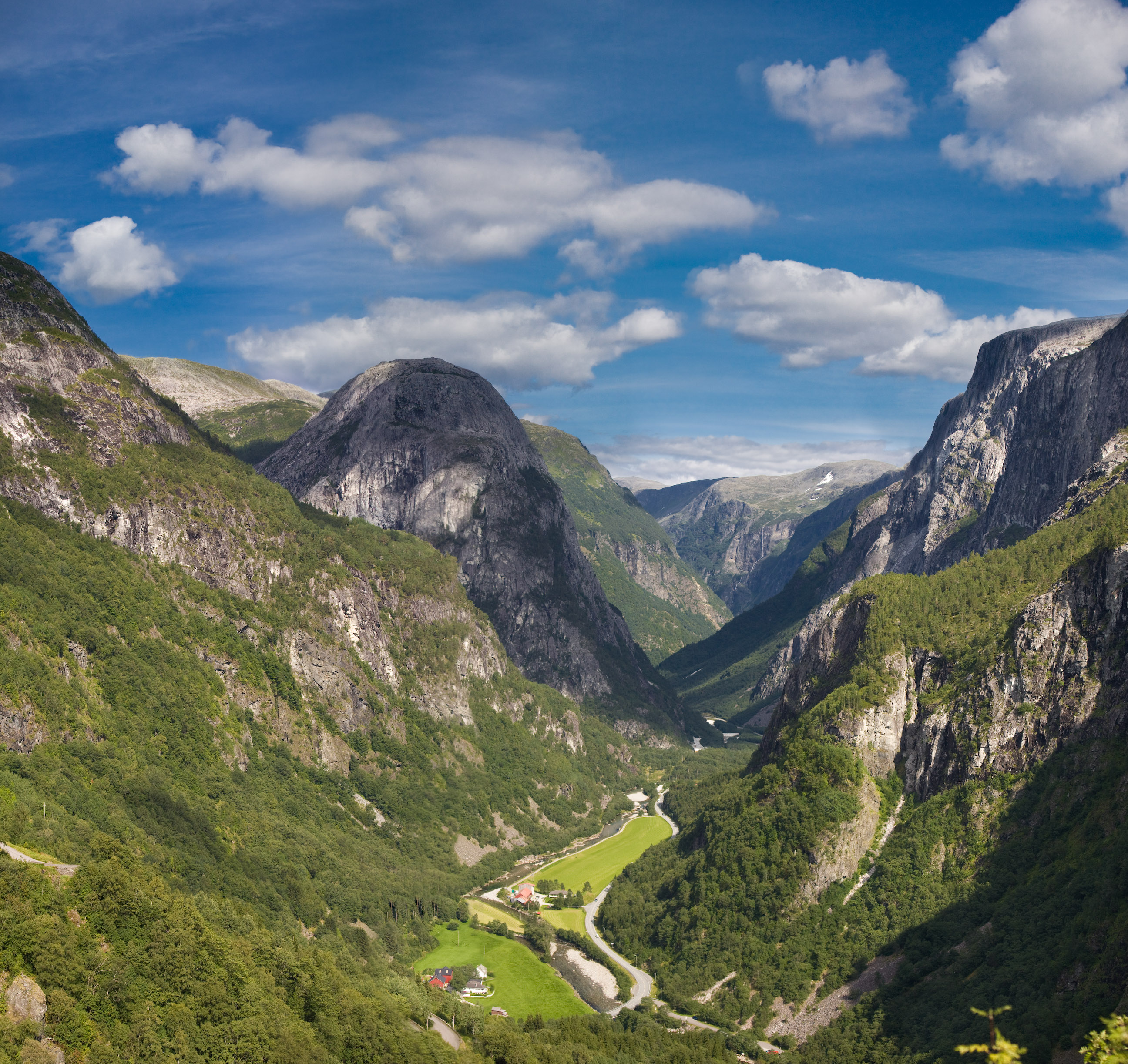
La vallée de Gudvangen. La côte norvégienne possède un relief local très prononcé.

Les Alpes scandinaves sont constituées de deux régions de haute altitude (jusqu'à plus de 2 000 m), une au sud et une au nord, séparées par une zone de plus basse altitude (jusqu'à 1 200 m) à la hauteur du fjord de Trondheim. La partie sud, la plus large (jusqu'à 300 km), a une forme de dôme centrée sur le Jotunheimen, qui comprend la plupart des plus hauts sommets de la chaîne dont le point culminant, le Galdhøpiggen (2 469 m). La zone du Jotunheimen est elle-même entourée d'autres hauts massifs, tels que Hurrungane, Breheimen, Reinheimen, Dovrefjell et Rondane. Cette zone s'étend vers le nord-est jusqu'aux massifs de Sylarna et Helagsfjället à la frontière suédoise, et au sud vers le vaste plateau de l'Hardangervidda et progressivement jusqu'à la mer. La partie nord des Alpes scandinaves est plus en longueur et culmine aux massifs de Kebnekaise (2 102 m,) et Sarek.
Entre les pics du massif se développe un réseau de vallées pouvant descendre jusqu'à 300 m au-dessus du niveau de la mer à l'est mais parfois bien en dessous du niveau de la mer à l'ouest. C'est ainsi que la côte ouest norvégienne est profondément disséquée par un grand nombre de fjords : des vallées glaciaires envahies par la mer. Le plus grand de ces fjords, le Sognefjord, entre sur près de 200 km dans les terres. Ces fjords et les nombreuses îles font que la longueur totale de la côte est de 83 281 km, soit deux fois le périmètre équatorial de la Terre.

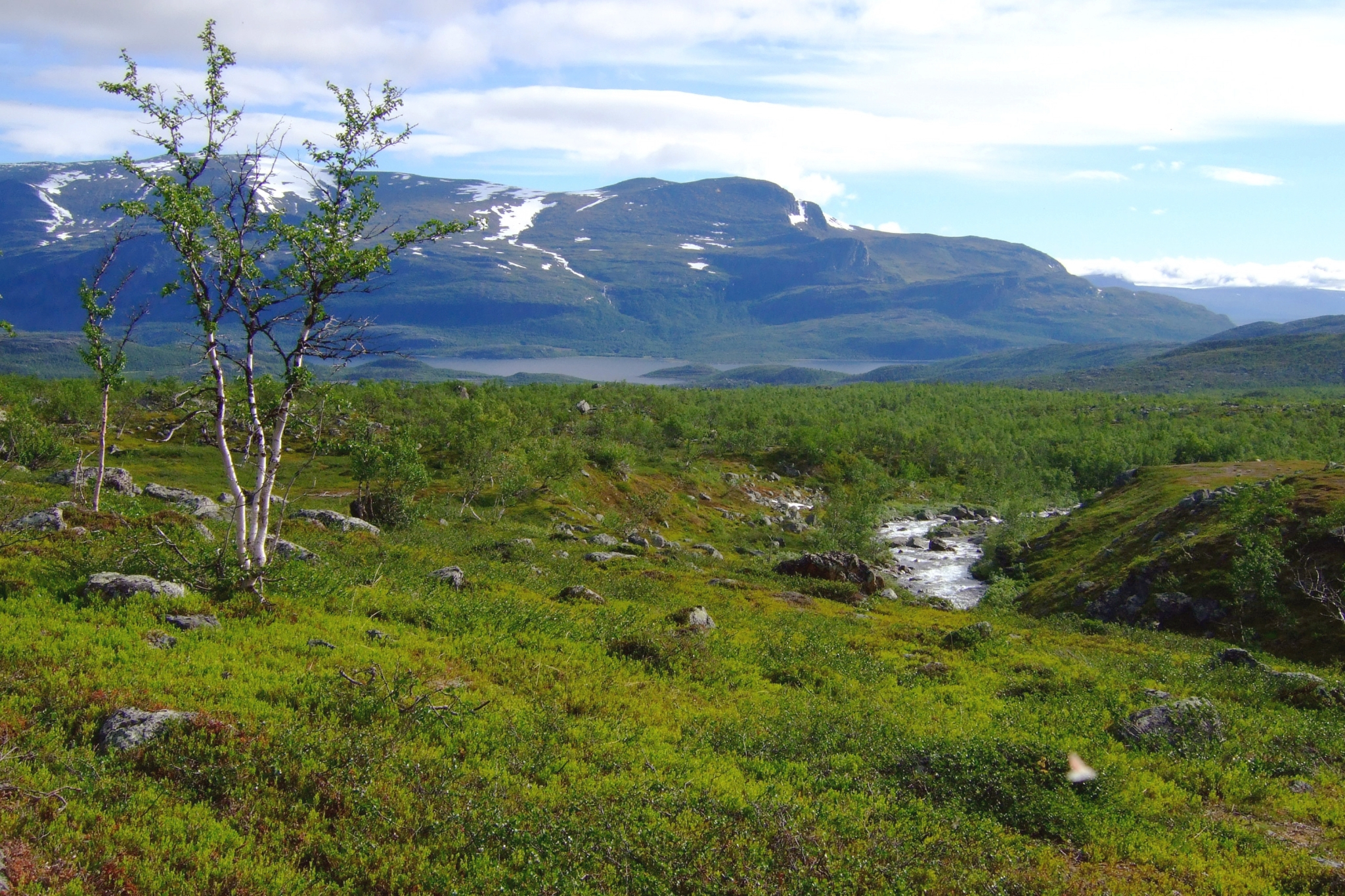
Une grande partie de la chaîne est constituée de paysages doux et de montagnes arrondies, telles qu'ici dans le parc national de Stora Sjöfallet.

La topographie de la chaîne est souvent divisée en plusieurs catégories de relief basées essentiellement sur le relief local, c'est-à-dire la différence d'altitude maximale au sein d'une petite zone. Les zones où le relief local est le plus prononcé (différences d'altitudes de plus de 700 m) sont qualifiées d'alpines : il s'agit en particulier des zones les plus hautes (Jotunheimen, Sarek-Kebnekaise) et de la zone côtière profondément entaillée par les vallées et les fjords. Le relief local y excède parfois 1 500 m et même bien plus si l'on considère la partie sous-marine des fjords, pouvant alors atteindre 2 800 m dans le Sognefjord. Les zones de relief local modéré (entre 400 et 700 m) forment le type de relief majoritaire en dehors de la zone côtière. Ce paysage est principalement constitué de sommets arrondis et de larges vallées. Enfin, la chaîne comprend un certain nombre de plateaux, témoins de l'ancienne pénéplaine qu'était la région avant son soulèvement tectonique. Le plus grand de ces plateaux, le Hardangervidda, est le plus vaste plateau de montagne d'Europe. Dans les zones les plus périphériques de la chaîne, le paysage se fait ondulant, de type plaine mais avec quelques sommets isolés (Monadnock).

#### Subdivisions

Carte des subdivisions des Alpes scandinaves.

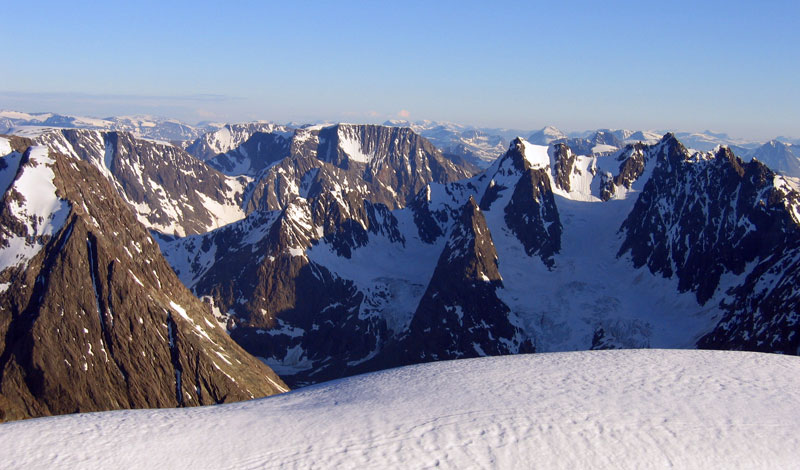
Les Alpes de Lyngen.

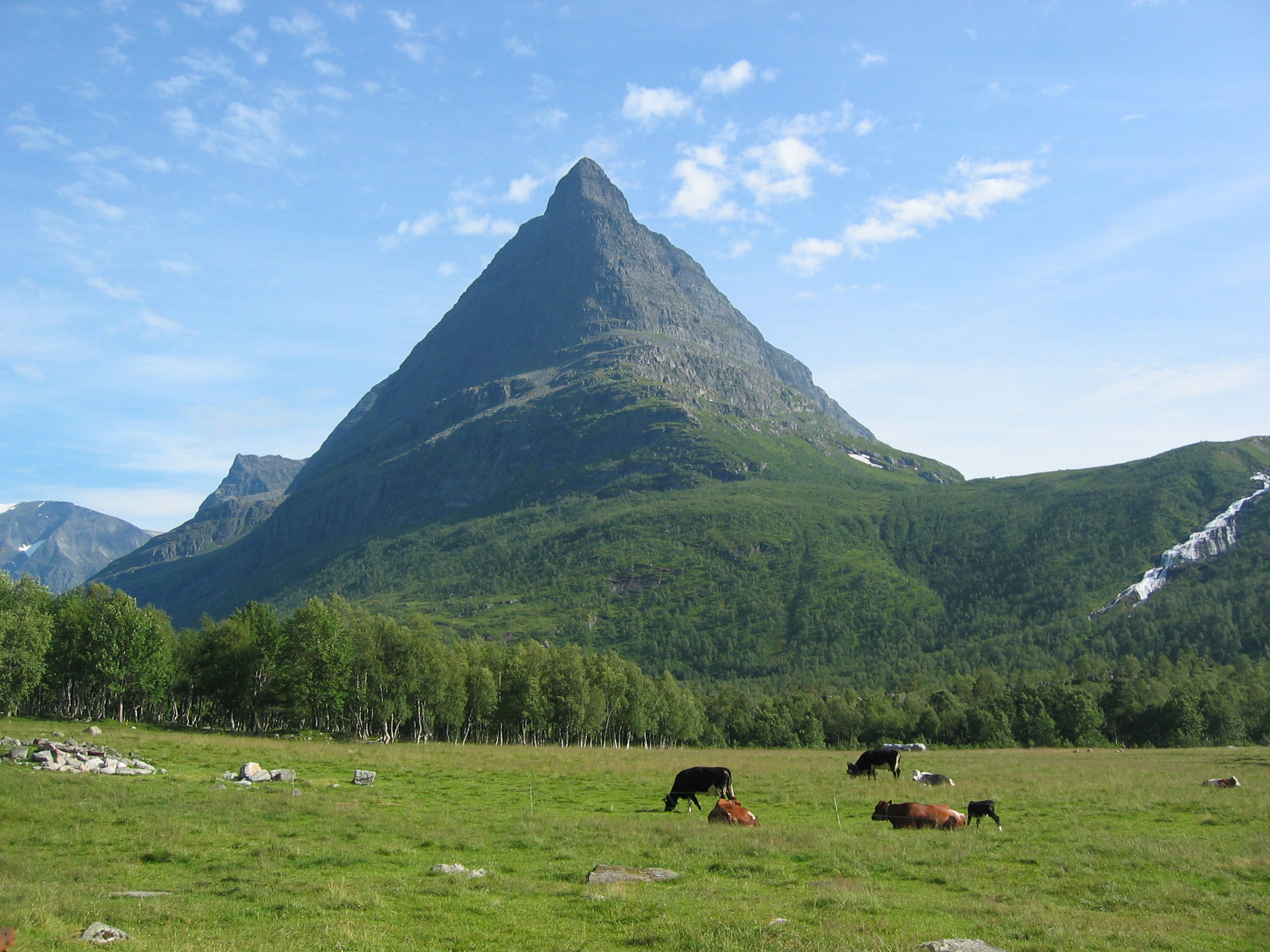
Innerdalstårnet dans le Trollheimen.

Dans le livre Scandinavian Mountains, Peter Lennon propose de diviser la chaîne en six zones subdivisées chacune en plusieurs domaines. Ces subdivisions ne couvrent cependant pas l'intégralité de la chaîne, négligeant en particulier sa partie sud-est.
| Zone                    | Domaine                                             | Point culminant        | Altitude | Légende |
| ----------------------- | --------------------------------------------------- | ---------------------- | -------- | ------- |
| Suède arctique          | Kebnekaise                                          | Kebnekaise nordtopp    | 2 097 m  | [A1]    |
| Suède arctique          | Parcs nationaux de Padjelanta et Stora Sjöfallet    | Akka Stortoppen        | 2 011 m  | [A2]    |
| Suède arctique          | Parc national de Sarek                              | Sarektjåkkå Stortoppen | 2 089 m  | [A3]    |
| Norvège arctique        | Extrême Nord                                        | Ádjit                  | 1 408 m  | [B1]    |
| Norvège arctique        | Troms et Lyngen                                     | Jiehkkevárri           | 1 834 m  | [B2]    |
| Norvège arctique        | Lofoten et Vesterålen                               | Møysalen               | 1 262 m  | [B3]    |
| Norvège arctique        | Sulitjelma - Blåmannsisen - Tysfjord - Narvik       | Suliskongen            | 1 908 m  | [B4]    |
| Norvège arctique        | Svartisen - Saltfjellet - Okstindan - Beiarn        | Oksskolten             | 1 916 m  | [B5]    |
| Hautes terres du Centre | Børgefjell et montagnes du Jämtland et Västerbotten | Norra Sytertoppen      | 1 768 m  | [C1]    |
| Hautes terres du Centre | Groupe de Sylarna                                   | Helagsfjället          | 1 797 m  | [C2]    |
| Chaîne des fjords       | Trollheimen                                         | Store Trolla           | 1 842 m  | [D1]    |
| Chaîne des fjords       | Romsdal                                             | Store Venjetinden      | 1 852 m  | [D2]    |
| Chaîne des fjords       | Sunnmøre et Reinheimen                              | Gråhø i Lesja          | 2 014 m  | [D3]    |
| Chaîne des fjords       | Jostedal - Breheimen - Ålfot                        | Hestbrepiggan          | 2 172 m  | [D4]    |
| Chaîne des fjords       | Stølsheimen et Voss/Mjølfjell                       | Stiganosi              | 1 761 m  | [D5]    |
| Montagnes centrales     | Rondane et Dovrefjell                               | Snøhetta               | 2 286 m  | [E1]    |
| Montagnes centrales     | Jotunheimen                                         | Galdhøpiggen           | 2 469 m  | [E2]    |
| Montagnes centrales     | Hallingskarvet et Filefjell                         | Folarskardnuten        | 1 933 m  | [E3]    |
| Hautes terres du Sud    | Hardangervidda                                      | Hardangerjøkulen       | 1 861 m  | [F1]    |
| Hautes terres du Sud    | Rogaland/Setesdal                                   | Kistenuten             | 1 648 m  | [F2]    |

#### Principaux sommets
Les plus hauts sommets des Alpes scandinaves sont énumérés ci-dessous pour chaque pays,,.
Norvège

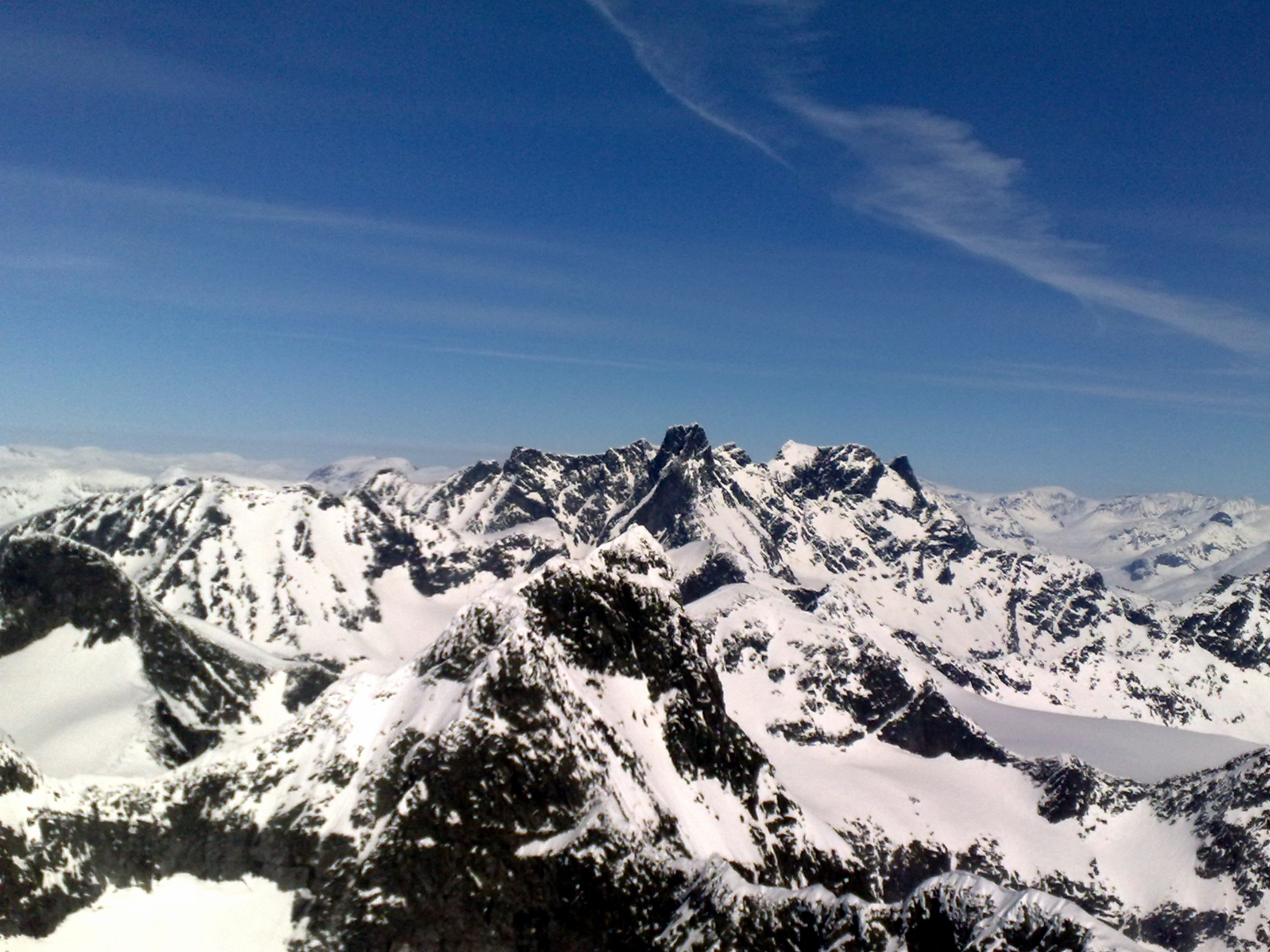
Le massif de Jotunheimen, point culminant des Alpes scandinaves et de la Norvège.

- 2 469 m : Galdhøpiggen (Jotunheimen)
- 2 452 m : Glittertind (Jotunheimen)
- 2 405 m : Storen (Jotunheimen)
- 2 387 m : Store Styggedalstind (Jotunheimen)
- 2 374 m : Skardstinden (Jotunheimen)
- 2 368 m : Surtningssue (Jotunheimen)
- 2 368 m : Vesle Galdhøpiggen (Jotunheimen)
- 2 366 m : Memurutindene (Jotunheimen)
- 2 351 m : Jervvasstind (Jotunheimen)
- 2 348 m : Sentraltind (Jotunheimen)

Suède

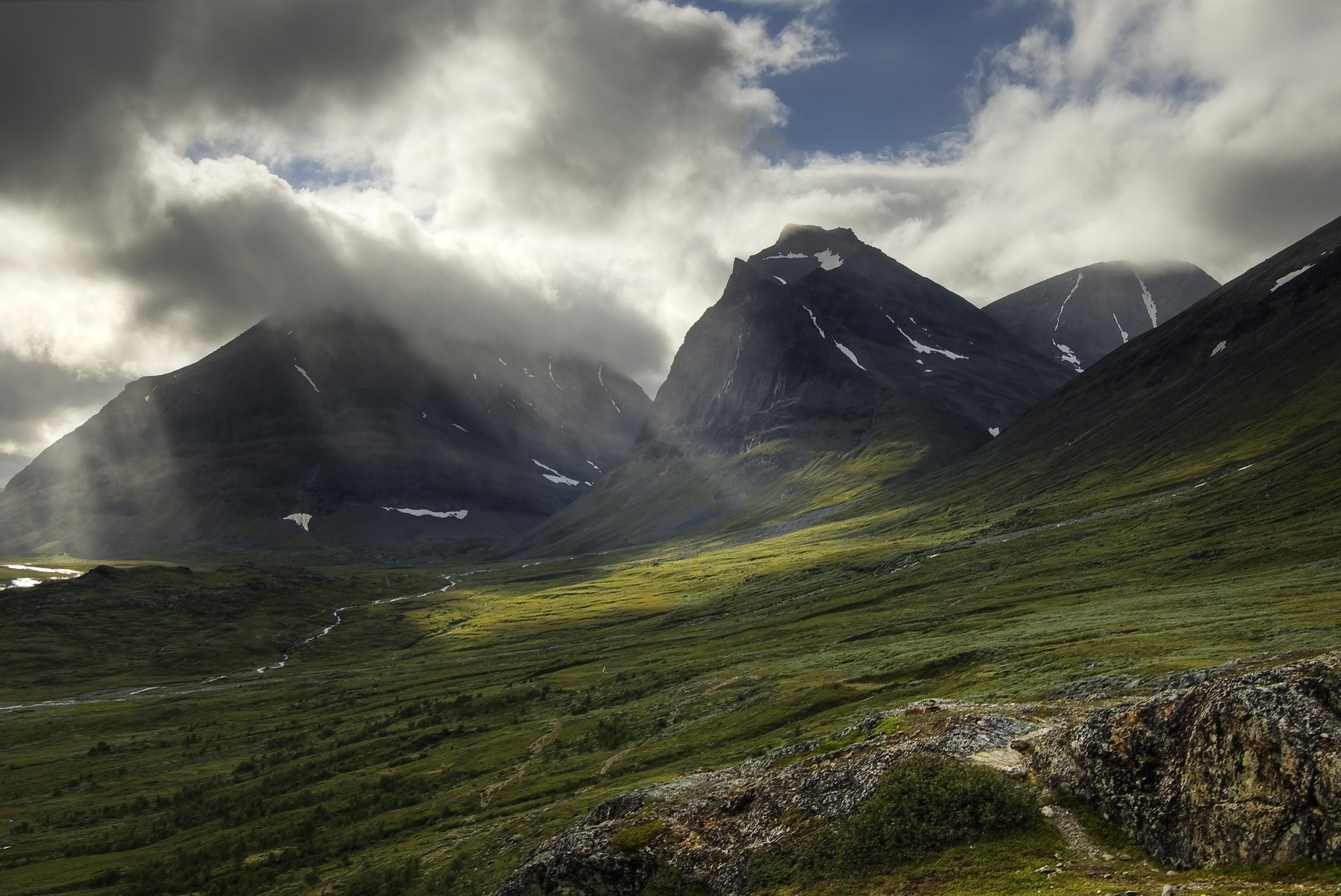
Le massif de Kebnekaise, point culminant de la Suède.

- 2 102 m : Kebnekaise sydtopp (Kebnekaise)
- 2 097 m : Kebnekaise nordtopp (Kebnekaise)
- 2 089 m : Sarektjåkkå stortopp (Sarek)
- 2 071 m : Kaskasatjåkka (Kebnekaise)
- 2 056 m : Sarektjåkkå nordtopp (Sarek)
- 2 040 m : Kaskasapakte (Kebnekaise)
- 2 023 m : Sarektjåkkå sydtopp (Sarek)
- 2 011 m : Akka (Padjelanta et Stora Sjöfallet)
- 2 010 m : Sarektjåkkå Buchttoppen (Sarek)
- 2 007 m : Pårtetjåkkå (Sarek)

Finlande
- 1 324 m : Halti (extrême nord)

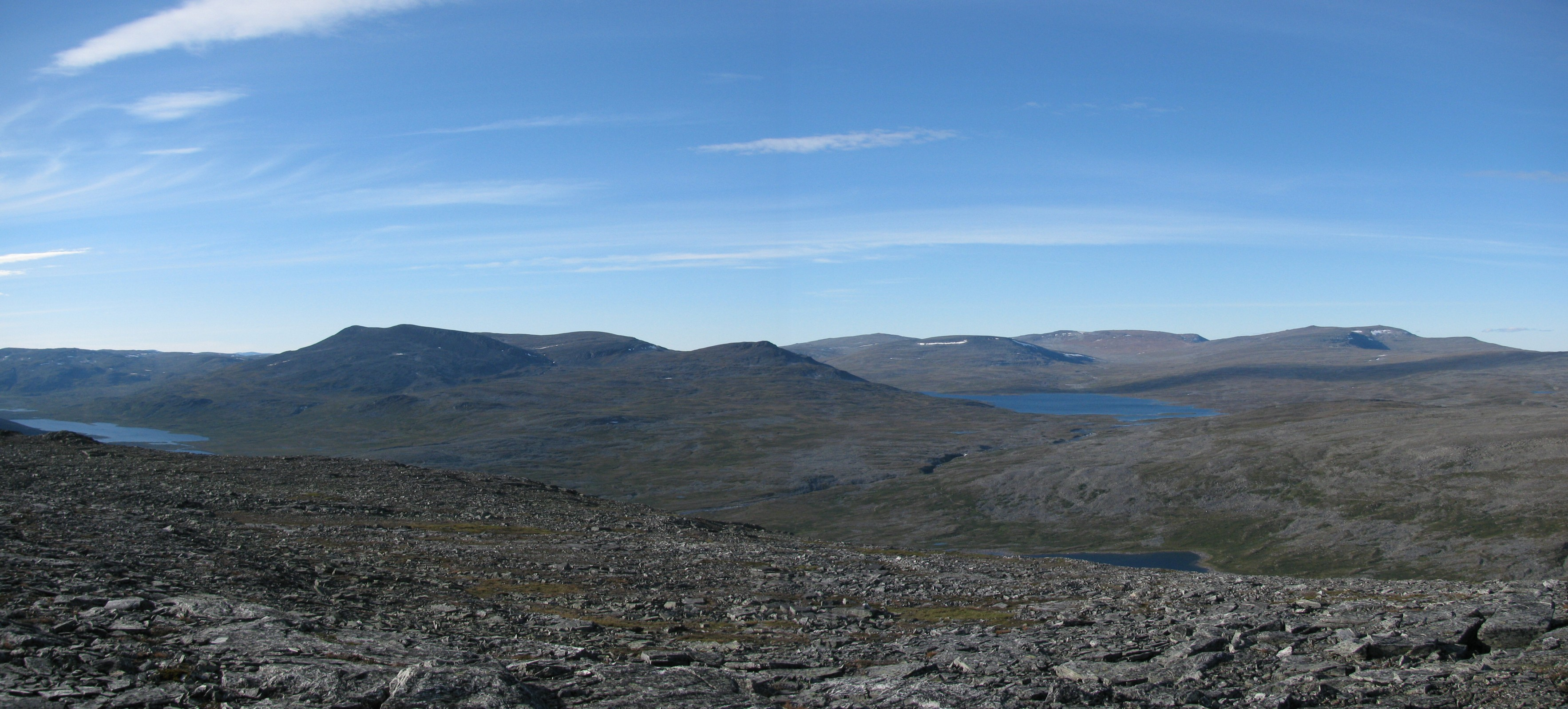
Vue de la chaîne en Finlande avec les principaux sommets du pays.

- 1 317 m : Ridnitsohkka (extrême nord)
- 1 285 m : Kiedditsohkka (extrême nord)
- 1 242 m : Kovddoskaisi (extrême nord)
- 1 190 m : Loassonibba (extrême nord)

Il existe en outre six sommets ultra-proéminents dans la chaîne, dont certains sont présents dans une des listes ci-dessus :
- 2 372 m : Galdhøpiggen (Jotunheimen, Norvège) ;
- 1 754 m : Kebnekaise (Kebnekaise, Suède) ;
- 1 741 m : Jiehkkevárri (Lyngen, Troms, Norvège) ;
- 1 675 m : Snøhetta (Dovrefjell, Rondane, Norvège) ;
- 1 576 m : Store Lenangstind (Lyngen, Troms, Norvège) ;
- 1 519 m : Sarektjåkkå (Sarek, Suède).

### Climat

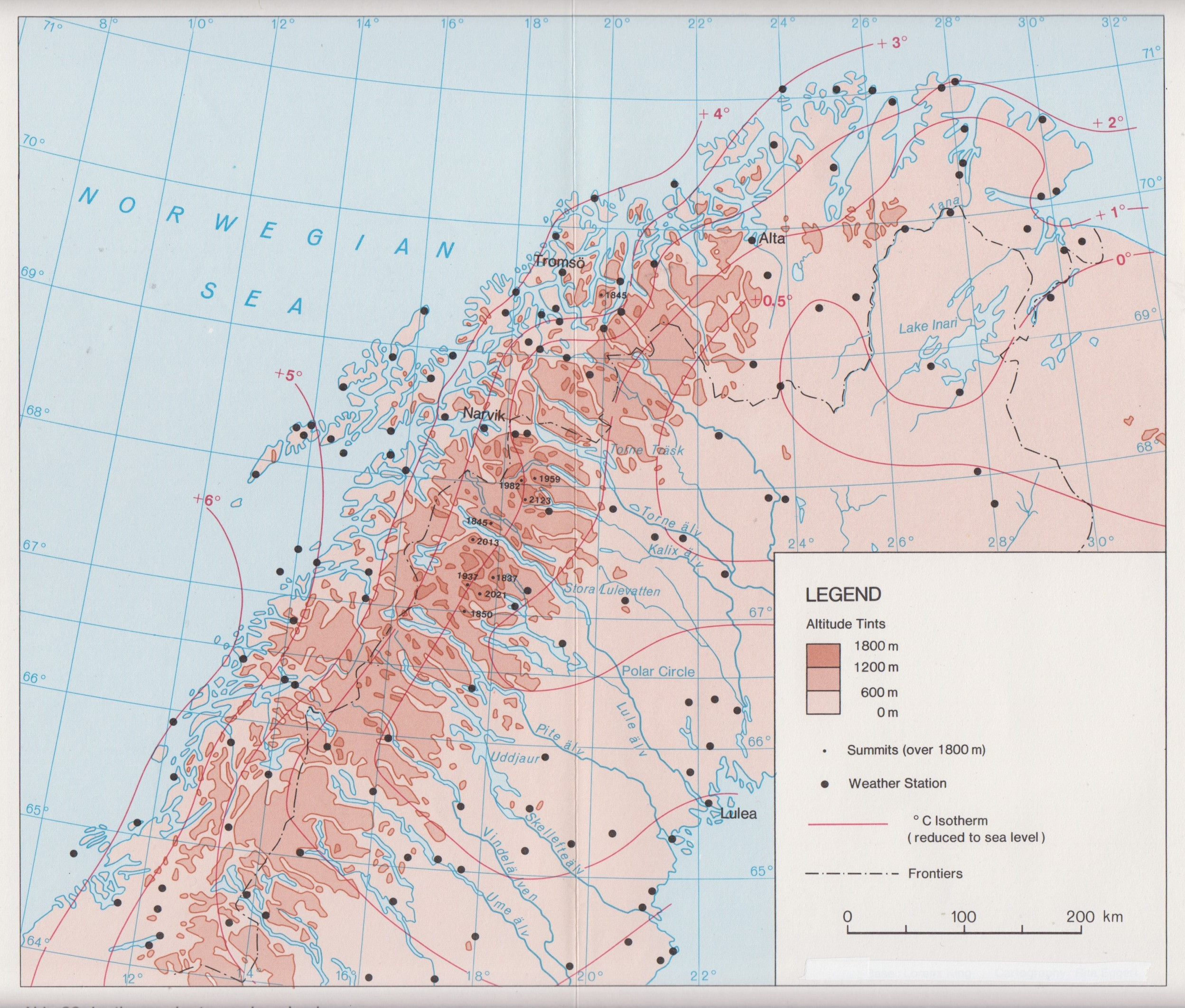
Carte isotherme de la Laponie montrant un fort contraste maritime/continental d'ouest en est. Un isotherme moyenne annuel de (réduit à l'altitude de la mer) correspond à un isotherme de à 1200 m, une région où le pergélisol peut être attendu dans les sites exposés au vent. Dans les zones au-dessus de 1600 mètres, un pergélisol continu est attendu.

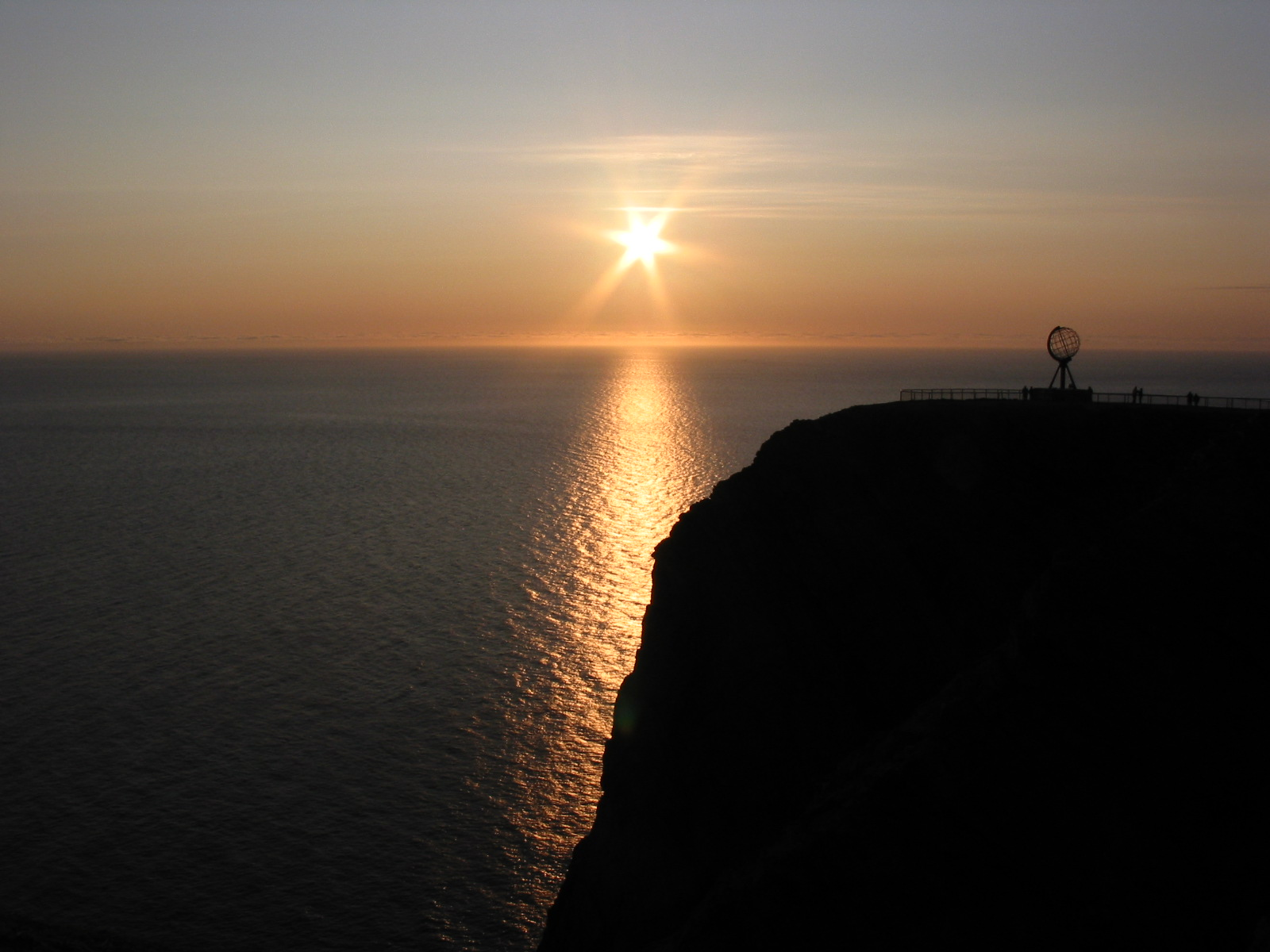
Soleil de minuit du haut de la falaise du cap Nord.

Le climat de la chaîne présente d'importants contrastes dus aux effets conjugués de la latitude, de l'altitude et de l'exposition aux influences océaniques. Le climat y est globalement froid, ce qui s'explique par le fait que la chaîne est entièrement au-dessus du 58e parallèle nord. Ce phénomène est en partie compensé en été par la longueur du jour : en incluant le crépuscule, les journées durent vingt-deux heures lors du solstice d'été à la latitude d'Oslo, et au nord du cercle arctique, c'est jusqu'à deux mois de jour continu qui vont réchauffer le court été. De plus, certaines sections de la chaîne, en particulier le long de la côte atlantique, jouissent d'une douceur remarquable en dépit de leur latitude, tempérées par le courant océanique du Gulf Stream. L'influence de l'océan sur les températures moyennes annuelles est estimée à un apport positif de 12 °C. Cet effet est principalement important lors des mois hivernaux : un des exemples les plus flagrants est l'extrémité sud des îles Lofoten, qui est l'endroit le plus septentrional au monde où la température moyenne est positive toute l'année. En revanche, la partie orientale de la chaîne présente des écarts de température nettement plus marqués, bien que le climat n'y soit pas encore complètement continental. Ainsi, si la température moyenne est de 10 à 12 °C en été, elle chute en hiver à −16 °C en moyenne, avec un record de −52,6 °C enregistré à Vuoggatjålme, en Laponie suédoise. La température annuelle moyenne attendue aux sommets les plus élevés est de l'ordre de −7 °C, une valeur caractéristique des zones à pergélisol continu et d'une épaisseur considérable.

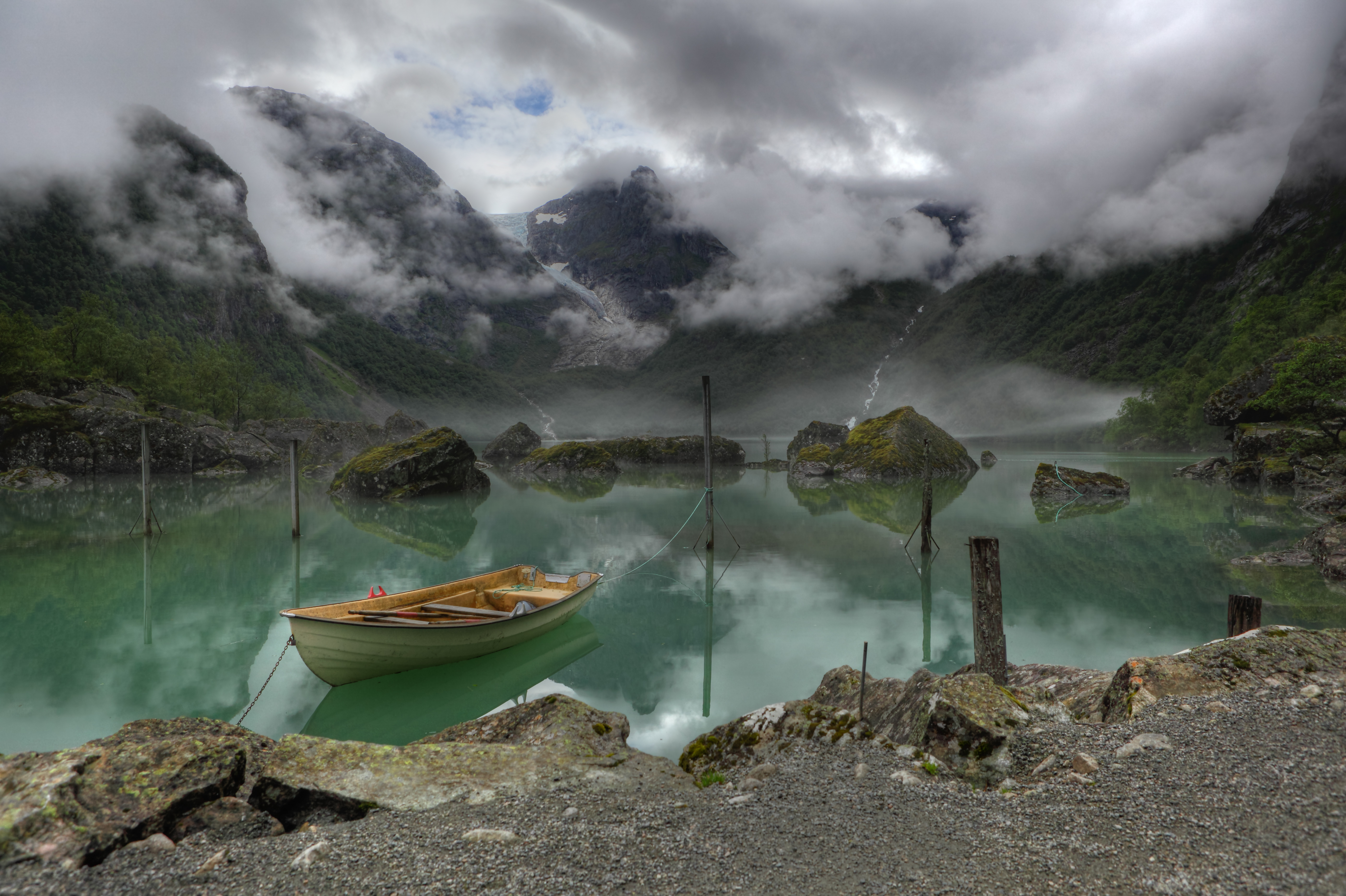
La côte ouest norvégienne reçoit de grandes quantités de précipitations, ici près du glacier Bondhusbreen.

La topographie affecte également fortement la température avec un effet de foehn assez prononcé réchauffant sensiblement le versant oriental de la chaîne. Les vents dominants d'ouest apportent de la douceur à la côte norvégienne, mais aussi des précipitations importantes. Celles-ci peuvent dépasser les 2 000 mm annuels sur le versant occidental de la chaîne, alors qu'elles sont de l'ordre de 450 à 550 mm sur les versants orientaux de la Laponie suédoise du fait de l'ombre pluviométrique. Ces précipitations peuvent, du fait des températures, tomber sous forme de neige, pouvant atteindre 50 % du total des précipitations au nord-est. Dans ces régions, les premières neiges tombent en octobre et la couverture neigeuse peut durer jusqu'à juin. Sur la côte sud, la couverture neigeuse dure moins de cinquante jours.

### Hydrographie
La plupart des cours d'eau des Alpes scandinaves s'écoulent de part et d'autre de la chaîne depuis sa ligne de partage des eaux, tandis qu'à l'extrémité sud, les vallées forment un réseau hydrographique radial. La principale ligne de partage des eaux entre l'océan Atlantique et la mer Baltique coïncide à peu près avec la frontière entre la Norvège et la Suède sur toute la partie septentrionale de la chaîne. Cette ligne était initialement beaucoup plus proche de la côte norvégienne, le soulèvement tectonique ayant principalement eu lieu au niveau de la côte. Cependant, l'érosion régressive provoquée par les rivières coulant vers l'ouest était plus importante que celle causée par les rivières coulant vers l'est, de même pour l'érosion glaciaire au cours du Quaternaire. Par conséquent, une capture progressive des ruisseaux s'est effectuée, visible en plusieurs endroits avec des cours d'eau de direction principale est-ouest qui rejoignent finalement une rivière à direction ouest-est. Il existe aussi quelques rares exceptions où les rivières traversent la chaîne, telles que la rivière Altaelva qui crée ainsi un profond canyon. Ce phénomène est généralement interprété comme une conséquence de l'érosion par surimposition de la rivière au cours du soulèvement qui donna naissance aux reliefs alentour.

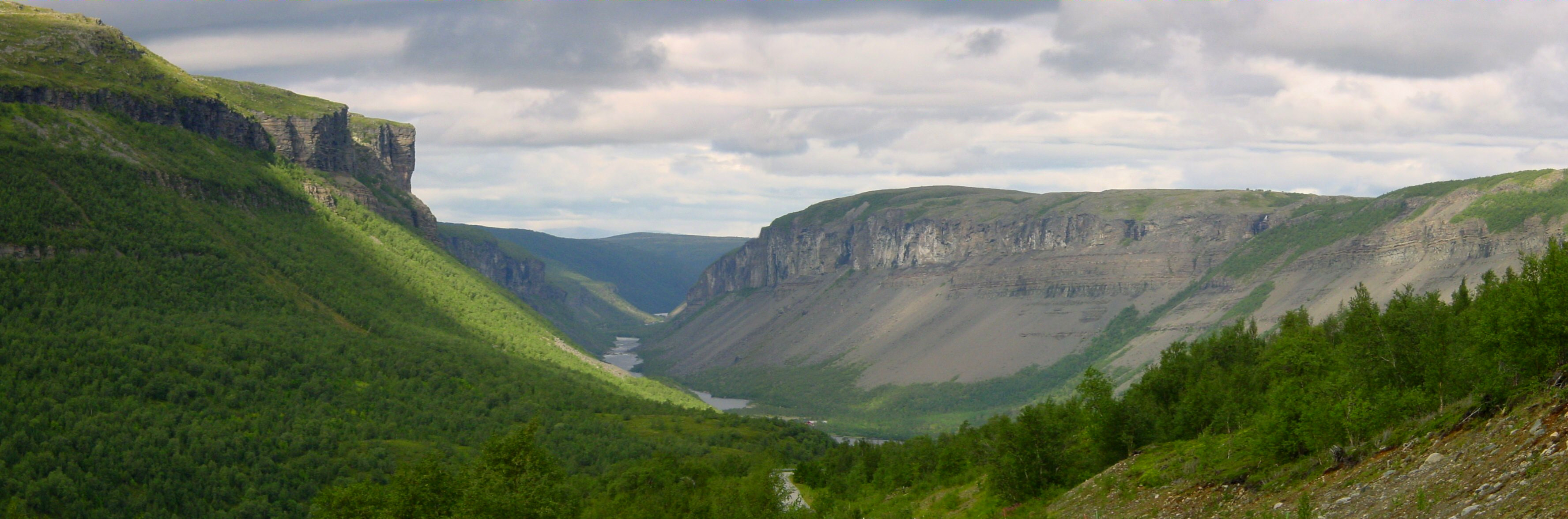
Le canyon Sautso formé par la rivière Altaelva, dans le Finnmark, au nord de la chaîne.

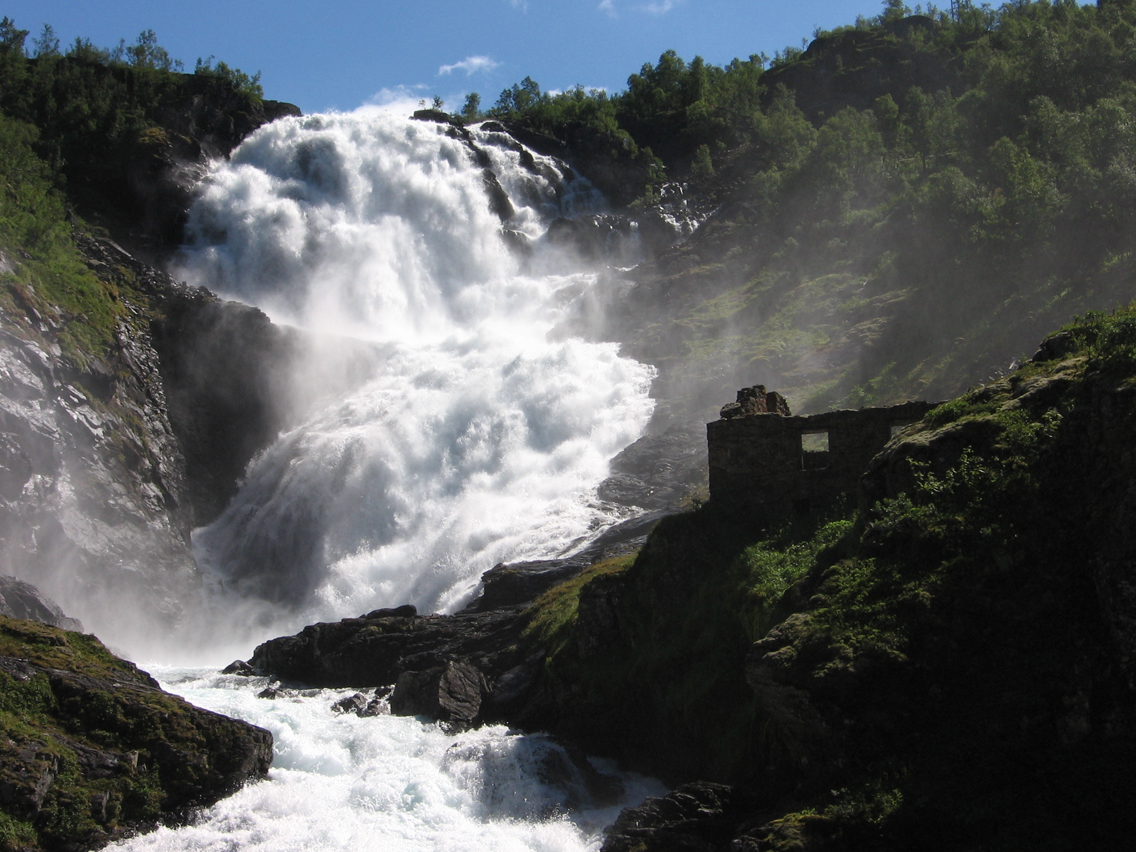
Les rivières du versant occidental se précipitent souvent dans de puissantes cascades, telles qu'ici à Kjosfossen.

L'hydrographie est particulièrement asymétrique entre les versants occidentaux et orientaux de la chaîne. Les vallées à l'ouest de la chaîne sont en général courtes, profondes et escarpées, et les bassins versants y sont en général peu étendus. Du fait des fortes pentes, les rivières du versant occidental forment un grand nombre de chutes d'eau, dont plusieurs figurant parmi les plus hautes chutes d'eau du monde, dont en particulier Vinnufossen, la plus haute d'Europe et figurant parmi les dix plus hautes au monde avec 860 mètres de dénivelé total. À l'inverse, les vallées à l'est sont plus douces, moins profondes et surtout beaucoup plus longues. Malgré l'apport plus important des précipitations sur le versant ouest, cette caractéristique topographique explique que les rivières du versant oriental soient celles ayant le plus grand débit. Ainsi, l'essentiel des principaux fleuves de Scandinavie prennent leur source dans les Alpes scandinaves et s'écoulent vers l'est en vallées souvent presque parallèles. Les principaux fleuves quant au débit sont le Glomma (704 m3/s), le Göta älv/Klarälven (565 m3/s), le Luleälven (506 m3/s), l'Ångermanälven (500 m3/s), l'Indalsälven (455 m3/s) et l'Umeälven (443 m3/s).
Le régime hydrologique de la plupart des rivières est de type nival ou nivo-glaciaire, marqué par un débit minimum en hiver et maximal au printemps et au début de l'été avec la fonte des neiges,. Un second pic, souvent plus faible, apparaît avec les importantes précipitations d'automne. Au niveau de la côte sud-ouest norvégienne, l'importante humidité océanique et la relative douceur entraînent un débit plus constant au cours de l'année, même en hiver.

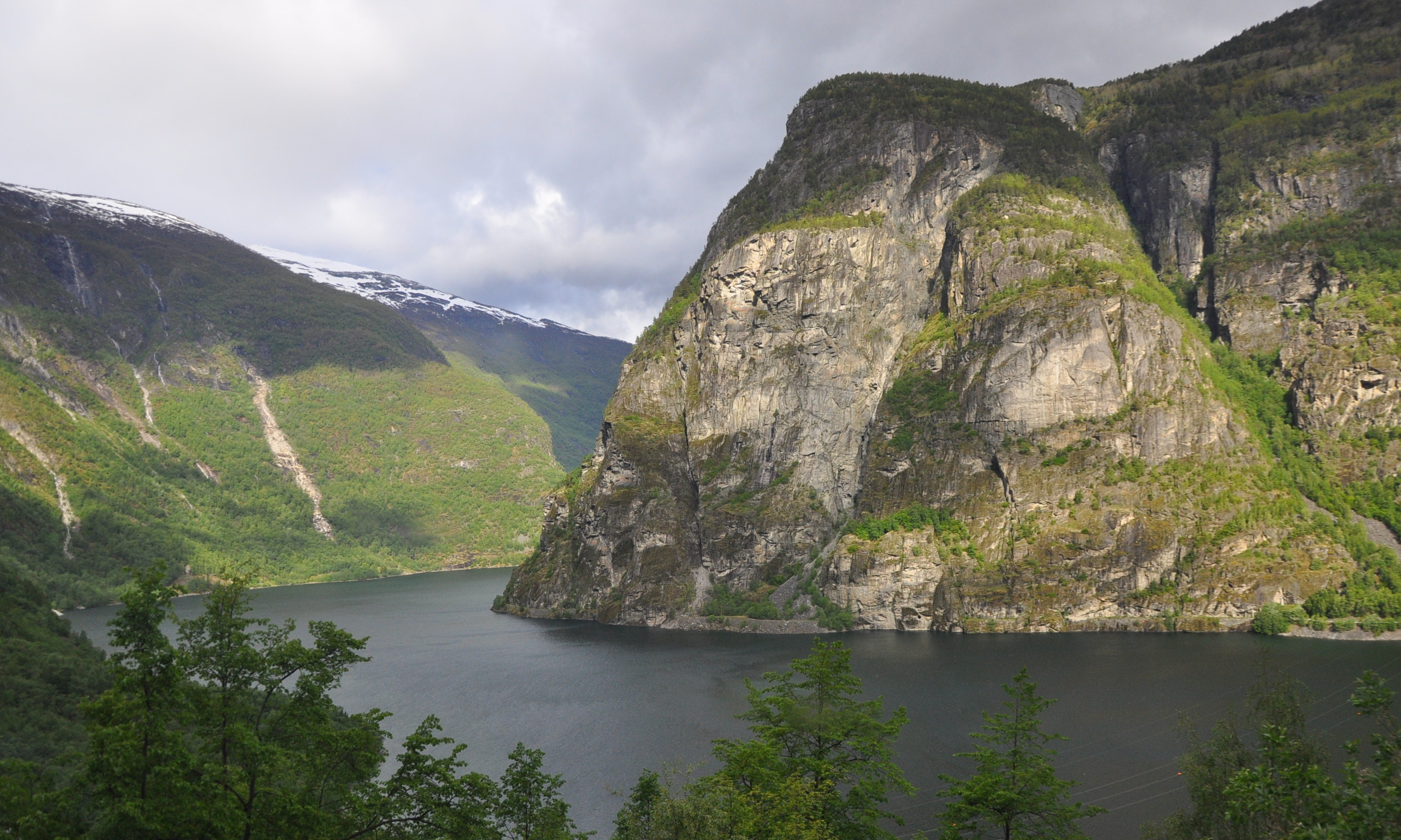
Le lac Vassbygdevatnet près d'Aurland, non loin de l'Aurlandsfjord.

Un grand nombre de lacs ponctuent les cours d'eau dans les montagnes, ainsi qu'à leur pied. Certains d'entre eux sont de petits lacs de montagne, disséminés à travers la chaîne, en particulier dans les grands plateaux, mais les plus importants se trouvent dans les grandes vallées du piémont oriental, formés par un surcreusement glaciaire. Les principaux lacs de ce type sont, du nord au sud : le Torneträsk (330 km2), l'Akkajaure (260 km2), le Hornavan (262 km2), le Storsjön (456 km2), le Femunden (203 km2), le Mjøsa (369 km2) et le Randsfjorden (140 km2),,. Il existe aussi quelques lacs de ce type dans la partie occidentale de la chaîne, souvent dans l'alignement du réseau des fjords. Ils atteignent parfois des profondeurs très importantes : l'Hornindalsvatnet est le lac le plus profond d'Europe, avec 514 m de profondeur, pour une altitude de 53 m,, le fond du lac étant ainsi à une altitude d'environ 450 m sous le niveau de la mer.
Les Alpes scandinaves comprennent un grand nombre de glaciers, dont certains sont les plus vastes d'Europe continentale (excluant donc les glaciers d'Islande, du Svalbard et de la Nouvelle-Zemble). La superficie cumulée de tous ces glaciers est de 2 900 km2 ; les plus vastes se trouvent sur les sommets près de la côte norvégienne, où l'alimentation en précipitations est la plus importante, en dépit des températures supérieures. Les principaux glaciers de la chaîne du point de vue de la superficie sont le Jostedalsbreen (487 km2), le Vestre Svartisen (221 km2), le Søndre Folgefonna (168 km2), l'Østre Svartisen (148 km2), le Blåmannsisen (87 km2) et le Hardangerjøkulen (73 km2). L'équilibre entre température et quantité de précipitations explique le fait qu'au cours du XXe siècle certains glaciers scandinaves aient augmenté en volume durant certaines périodes, l'augmentation des précipitations compensant l'augmentation de la fonte en raison de la hausse des températures due au réchauffement climatique. Cependant, sur l'ensemble du siècle, le retrait des glaciers domine et c'est d'autant plus vrai au XXIe siècle où il n'y a pas de période de reprise.

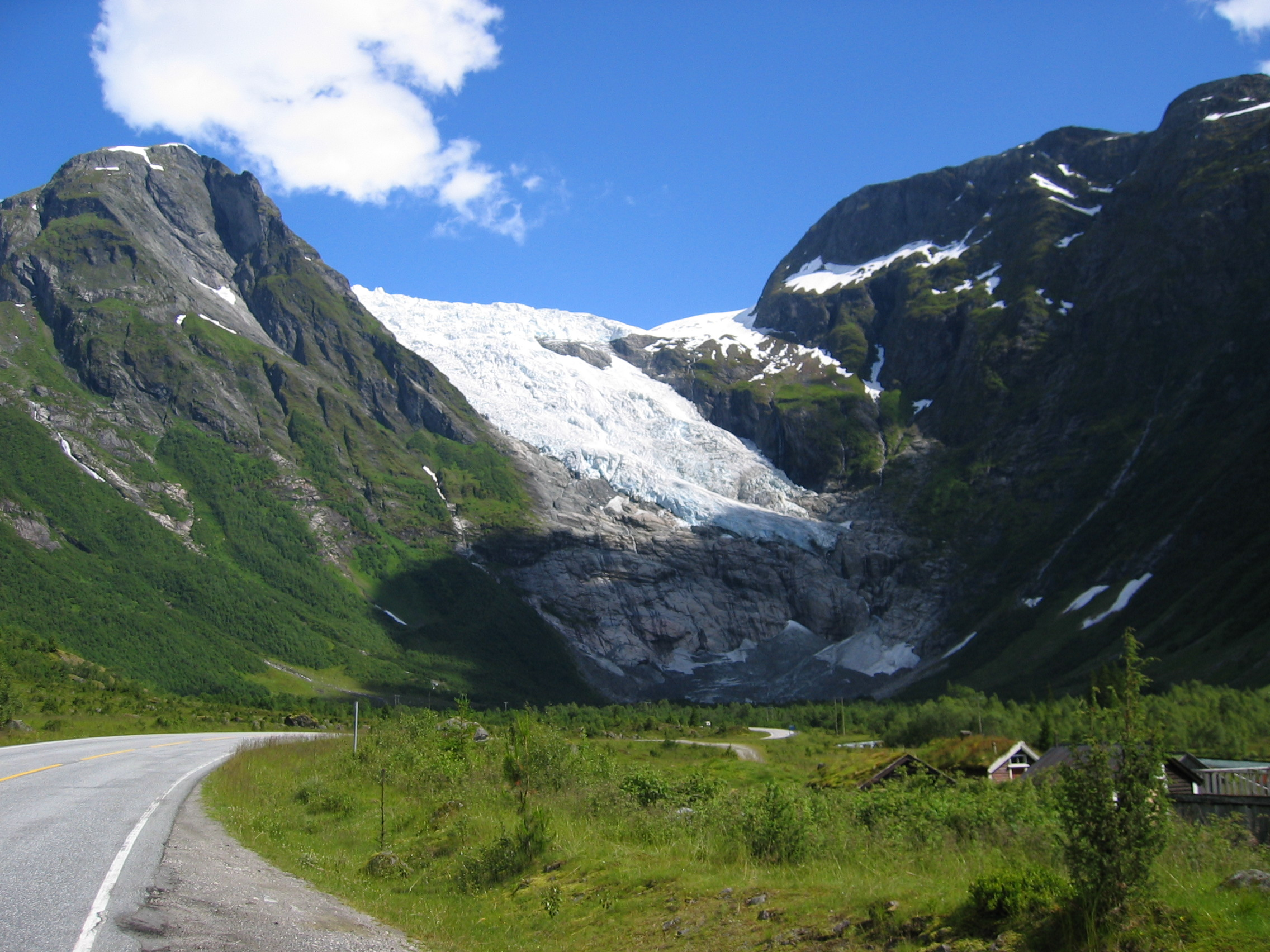
Le Bøyabreen, une langue glaciaire du Jostedalsbreen.
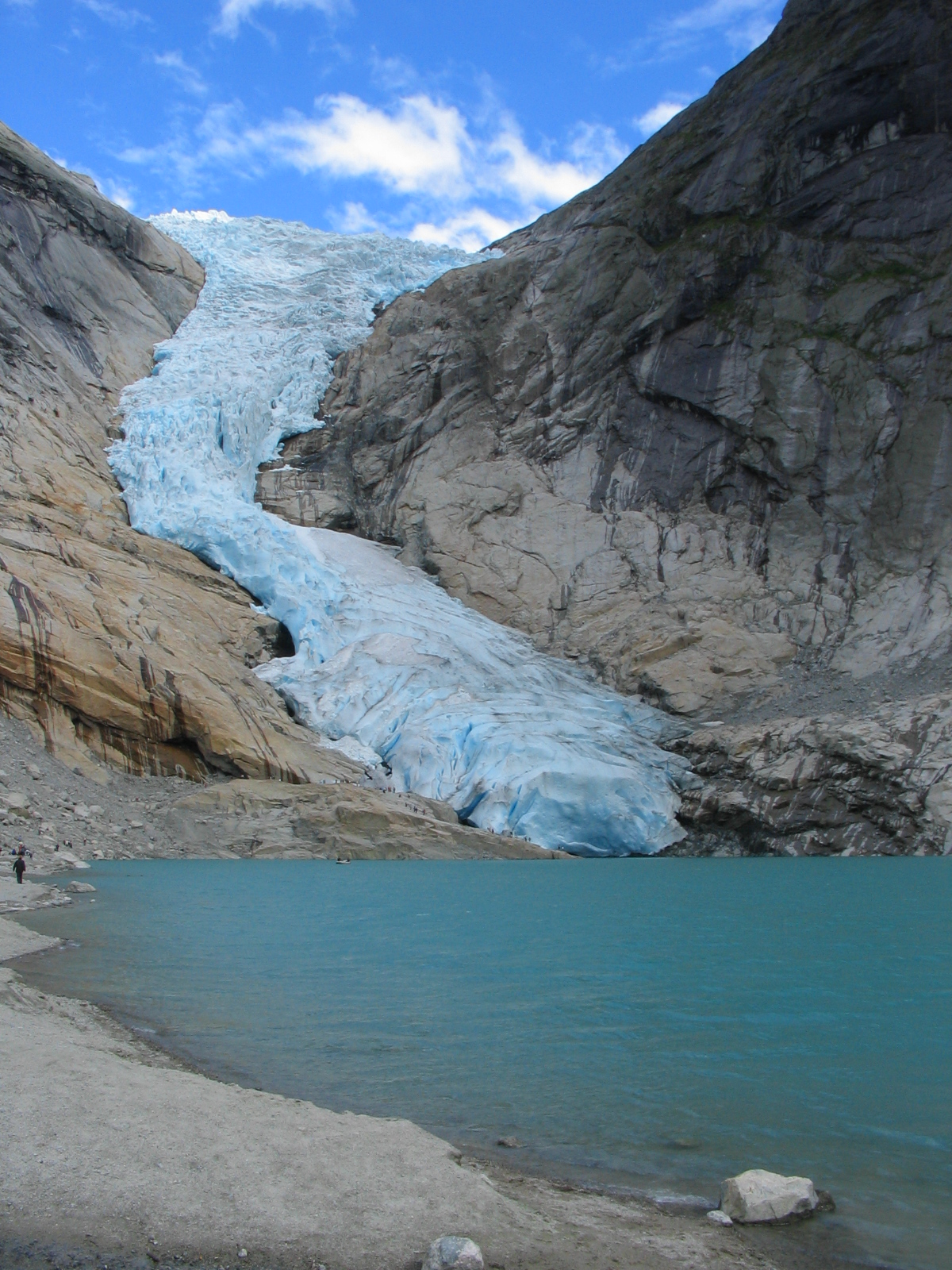
Le Briksdalsbreen, une autre langue du Jostedalsbreen. Le glacier recouvrait encore entièrement le lac en 1997[28].
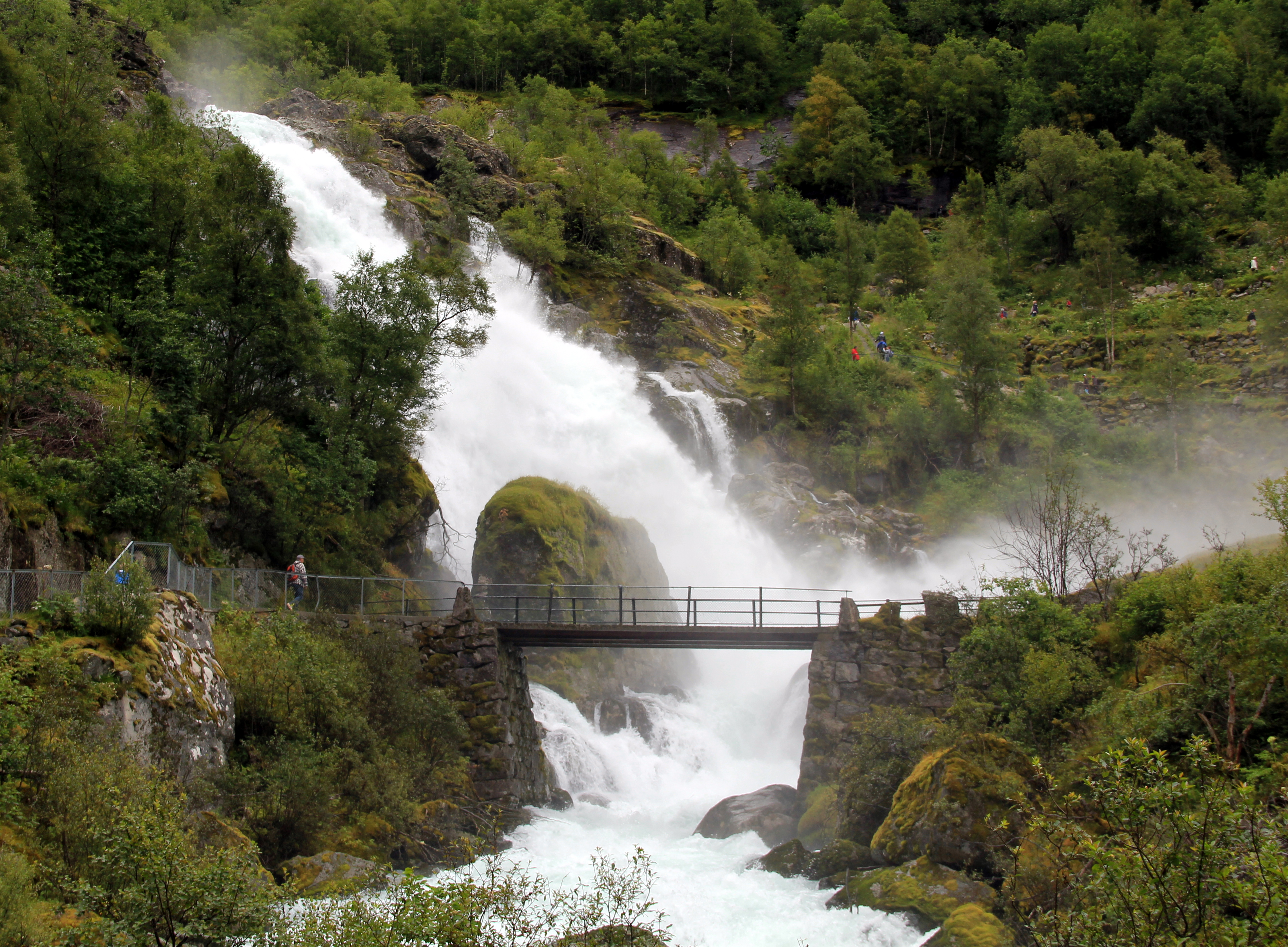
Cascade sur la Briksdalselva, alimentée par la fonte du Briksdalsbreen.

### Géologie
L'histoire géologique des Alpes scandinaves est longue et relativement complexe. Si le relief actuel est récent (Cénozoïque, environ 60 Ma), la chaîne porte distinctement la marque d'une succession d'évènements ayant débuté il y a plus de 450 Ma. Cette histoire peut être divisée en six étapes : l'étape pré-orogenèse calédonienne, l'orogenèse elle-même, une étape post-orogenèse, une phase nommée « paléïque », une phase de soulèvement tectonique et une phase d'érosion glaciaire.

#### Chaîne calédonienne
À la fin du Précambrien, il y a environ 570 Ma, le paléocontinent Baltica, correspondant entre autres à l'actuelle Scandinavie, est une pénéplaine. Ce continent est baigné par l'océan Iapétus, tout comme entre autres le continent Laurentia, correspondant à l'Amérique du Nord et au Groenland actuels. Le premier évènement notable de l'orogenèse calédonienne, affectant le Nord de la Scandinavie, est l'évènement appelé « Finnmarkien », daté d'environ 505 Ma. Il s'agirait d'une collision de la marge du continent Baltica avec un arc volcanique océanique situé dans la mer d'Ægir (section nord-est de l'océan Iapetus) entre les continents Baltica et Sibéria. Cette période est marquée par un métamorphisme dans un faciès éclogite. Par la suite, les continents Baltica et Laurentia commencent leur rapprochement et une partie de la plaque océanique est obduite sur un petit fragment continental, appelé Gula, détaché du continent Baltica, ce qui constitue un deuxième évènement important nommé « évènement de Trondheim », daté d'environ 480 Ma. Il est marqué par les ophiolites (portions de roches océaniques) au niveau de l'actuelle Trondheim ainsi que par un métamorphisme de type schiste bleu. Entre 470 et 450 Ma se déroule une nouvelle phase, appelée « évènement Taconien ». Il correspond à une phase de subduction et d'accrétion au niveau de la marge du continent Laurentia et à l'obduction de lithosphère océanique couplée à un métamorphisme de type éclogite. Bien que celui-ci affecte principalement la marge du continent Laurentia, les roches sont ultérieurement déposées sur le continent Baltica.

La chaîne calédonienne.

Enfin, entre 420 et 400 Ma, la convergence des plaques Laurentia et Baltica aboutit à la collision continentale à proprement parler, appelée « événement Scandien », menant à l'érection de la chaîne calédonienne. Il s'agit d'une collision oblique, et les dates de collision varient grandement entre les extrémités nord et sud de la chaîne. Durant la collision, la marge du continent Baltica est partiellement subduite sous le continent Laurentia. En parallèle, de vastes pans de terrains, appelés « nappes de charriage », sont déplacés sur la plaque Baltica. Ces nappes sont regroupées en quatre complexes en fonction de leur superposition dans la chaîne : allochtone inférieur, moyen, supérieur et sommital. Les nappes inférieures et moyennes proviennent de la marge du continent Baltica. L'allochtone supérieur est constitué de roches ophiolitiques et d'arcs volcaniques, tandis que les allochtones sommitaux proviennent du continent Laurentia. Les nappes inférieures sont avant tout des terrains sédimentaires, légèrement métamorphisés. Les nappes médianes, incluant en particulier la nappe de Jotun, sont aussi des roches sédimentaires métamorphisées, principalement issues de grès avec aussi des dolomies et des tillites. La partie supérieure de ces nappes est entrecoupée de dykes tholéitiques et doléritiques. L'allochtone supérieur regroupe principalement les nappes de Seve et de Köli. La première est constituée de gneiss dans un métamorphisme de faciès amphibolite, tandis que la seconde est constituée de roches volcaniques et sédimentaires. Enfin, l'allochtone sommital comprend à la fois le socle gneissique, les couches de sédiments qui le recouvraient et des ophiolites de la plaque Laurentia. De part et d'autre de ces nappes, on retrouve cependant le terrain précambrien (granites et gneiss), plus ou moins affecté par le métamorphisme au cours de l'orogenèse.

#### Pénéplanation et soulèvement
La chaîne calédonienne formée par cette collision est immense, couvrant les actuelles côtes est du Groenland et de l'Amérique du Nord ainsi que les côtes ouest de Scandinavie, d'Afrique du Nord, l'Irlande et l'Écosse. L'altitude maximale de la chaîne n'est pas connue avec exactitude, mais est estimée entre 8 000 et 9 000 m, soit une altitude comparable à l'actuel Himalaya.
Cependant, la chaîne subit très rapidement un effondrement gravitaire entre 405 et 395 Ma. Les failles s'inversent, passant d'un contexte de compression à un contexte d'extension, et la croûte qui avait atteint une épaisseur supérieure à 60 km à la fin de l'orogenèse est réduite de 15 à 20 km. Les roches profondément enfouies, caractérisées par un métamorphisme de haute pression, sont exhumées. Le mouvement d'extension continue ensuite plus lentement jusqu'au Permien (250 Ma) et s'étend progressivement à distance de la chaîne. S'ajoutant à l'amincissement de la chaîne dû aux mouvements tectoniques, la chaîne subit une dénudation par érosion. La chaîne est alors incluse dans le super-continent Pangée, dans un climat allant du climat équatorial humide à un climat subtropical aride.

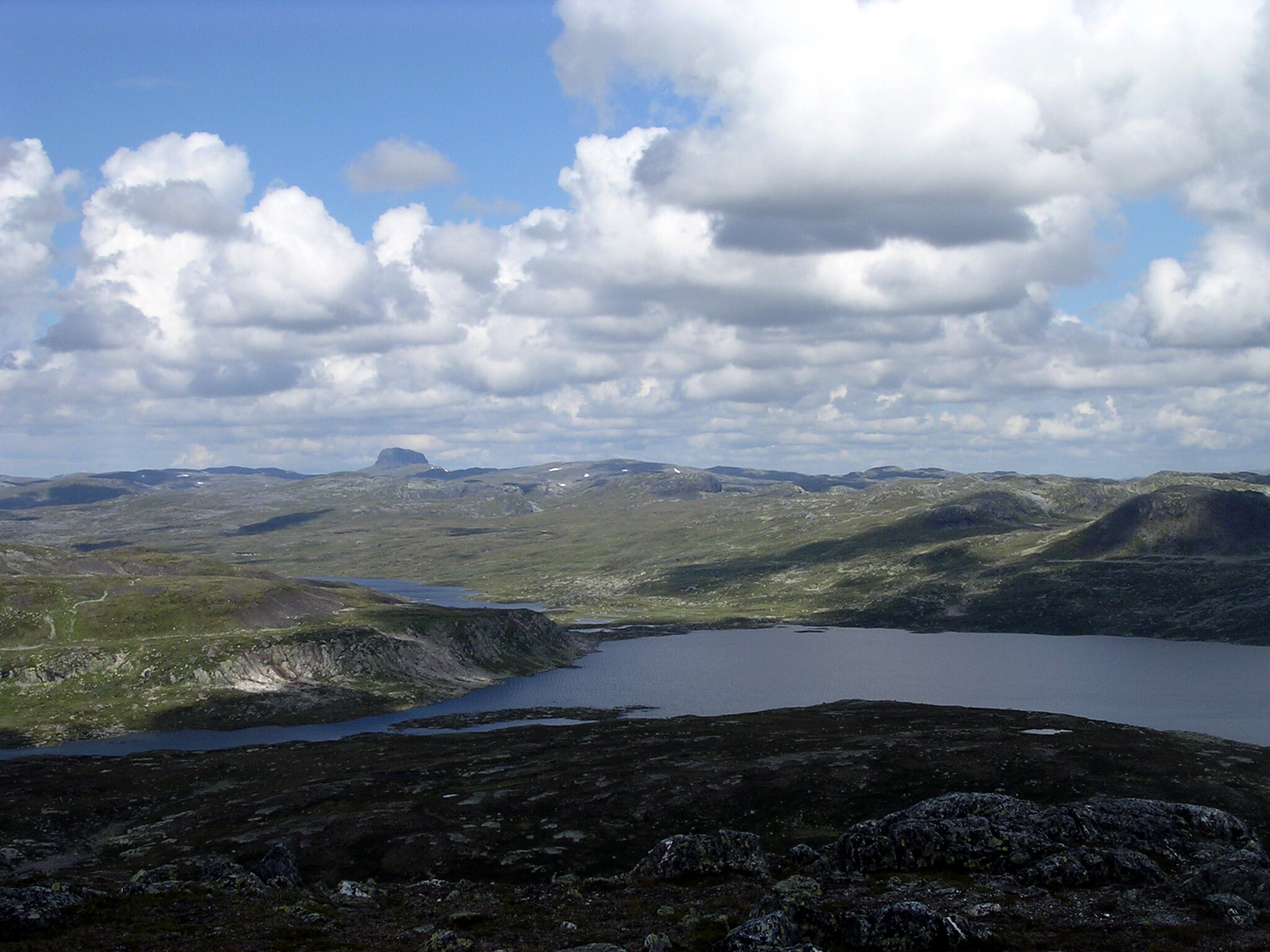
Le plateau du Hardangervidda est probablement une relique de la surface paléïque.

Durant la phase suivante, appelée phase paléïque, s'étalant entre 245 et 50 Ma, l'érosion continue, là encore en climat chaud, alternant entre humide et semi-aride. Le relief est affecté par plusieurs épisodes de soulèvement tectonique liés aux rifts de la mer du Nord. Ainsi, il y a 50 Ma, l'ancienne chaîne est réduite à une pénéplaine, souvent appelée surface paléïque. Celle-ci est restée relativement intacte en certains points, tels que le plateau du Hardangervidda, et il est aussi possible de reconstituer la surface par l'enveloppe des zones de fjord et alpines. Cette surface présente encore un certain relief local, avec des sommets dominant les environs de cent à six cents mètres.
À partir d'environ 60 Ma (Cénozoïque), la pénéplaine scandinave subit un important soulèvement tectonique. Les récentes études semblent indiquer deux phases distinctes : une durant le Paléogène (entre 70 et 40 Ma), et une au Néogène (25 à 5 Ma). De même, il semble que ce soulèvement ait été maximal au nord et au sud de la chaîne, laissant la partie intermédiaire à une altitude moindre. Ce soulèvement n'est pas spécifique à la chaîne scandinave, mais semble avoir eu lieu dans toutes les marges de l'Atlantique nord. En parallèle à ce soulèvement, plusieurs bassins subissent au contraire une importante subsidence, tels que la mer du Nord, la mer Baltique et la mer du Labrador. Le soulèvement paléogène semble être lié à l'activité du panache islandais ou à l'ouverture de l'océan Atlantique. Cependant, les causes du second soulèvement sont encore plus floues : des compensations isostatiques ont été suggérées, mais les études récentes semblent indiquer que l'importance de ce phénomène est secondaire. Dans tous les cas, ce soulèvement est le principal responsable de l'existence des Alpes scandinaves et de leur altitude actuelle.

#### Érosion glaciaire

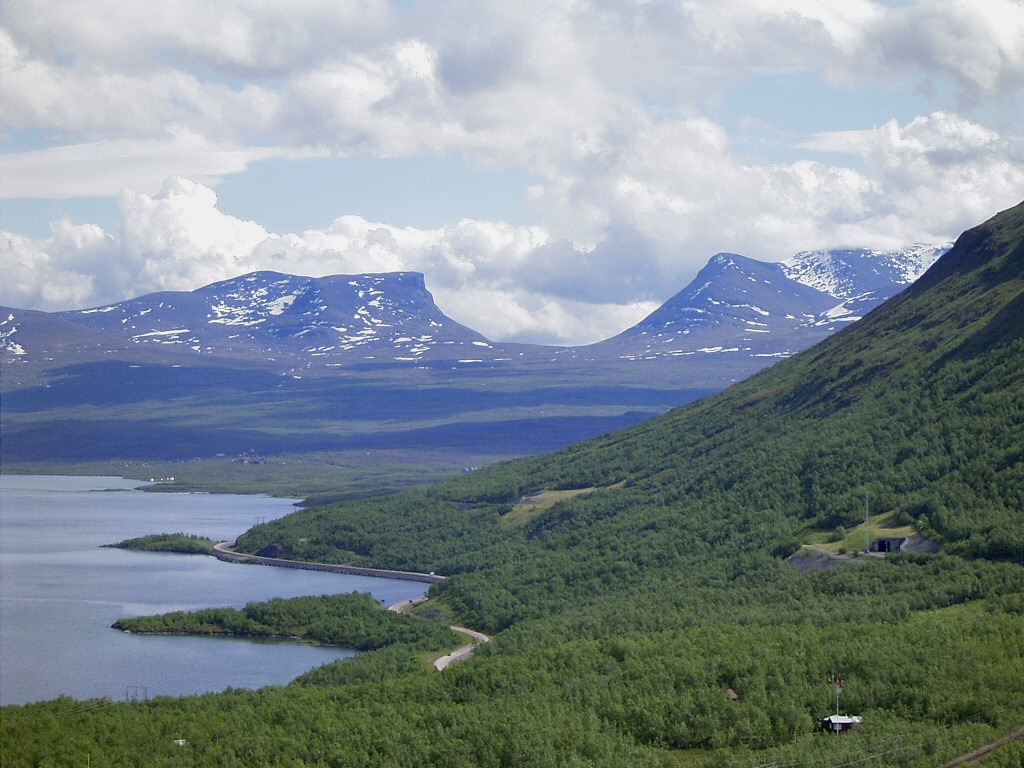
Profil caractéristique d'une vallée en auge, ici celle de Lapporten, en Laponie suédoise.

La morphologie actuelle de la chaîne a été fortement façonnée par deux millions d'années de glaciations récurrentes au cours du Quaternaire. Durant cette période, la taille des glaciers varie fortement, commençant par des glaciers de cirques puis évoluant à la faveur des refroidissements des climats vers des calottes glaciaires jusqu'à former un inlandsis lors des maxima glaciaires : une couche de glace d'une épaisseur allant jusqu'à trois mille mètres d'épaisseur recouvre alors l'intégralité de la Scandinavie. L'érosion glaciaire affecte donc l'ensemble de la chaîne, mais de façon très inégale : l'inlandsis est relativement statique dans les zones de haute altitude au centre de la chaîne et plus à l'est, alors qu'il s'écoule dans les vallées occidentales où l'érosion est donc maximale. Ainsi, c'est dans les zones occidentales de la chaîne que la morphologie glaciaire est la plus notable, avec en particulier des vallées en auge si profondes que leur fond se situe sous le niveau de la mer, formant les fjords caractéristiques de Norvège,. Cependant, de telles vallées se trouvent aussi du côté est, avec des bassins surcreusés occupés par des lacs au lieu des fjords. Les glaciers qui érodent ces vallées provenaient le plus souvent de sommets, mais pas nécessairement, certains glaciers joignant deux zones de faible altitude. Certaines vallées glaciaires traversent même la chaîne de part en part, franchissant la ligne de partage des eaux. Du fait du plus fort pouvoir érodant des gros glaciers, les glaciers secondaires forment souvent des vallées dont le fond se situe à plus haute altitude, appelées vallées suspendues. Une grande partie des vallées suivent des fractures tectoniques, qui constituent des directions privilégiées d'érosions fluviales puis glaciaires. Parmi les autres formes créées par les glaciers, on trouve des cirques glaciaires dans toute la chaîne, en particulier dans les zones les plus alpines, mais aussi à proximité de la côte, à basse altitude, par exemple dans les îles Lofoten, bien qu'ils soient en général plus petits dans ces zones. Les sommets les plus hauts de la chaîne, qui sont restés en dehors de la masse de l'inlandsis, ont tout de même subi une érosion par le gel, formant des nunataks.
Les effets de l'érosion glaciaire varient selon la nature du terrain. Un des exemples les plus marqués est le contraste entre les hauts pics du Sarek et le paysage ondulant de la zone voisine du Padjelanta. Il s'explique par la différence de résistance entre les diabases durs du premier et les schistes plus friables du second. Dans la partie septentrionale de la chaîne, les sommets les plus élevés (Kebnekaise, Sarek, Sylarna) sont situés sur la nappe de Seve et ses amphibolites, tandis que les hauts sommets du Jotunheimen sont constitués des gabbros de la nappe de Jotun.

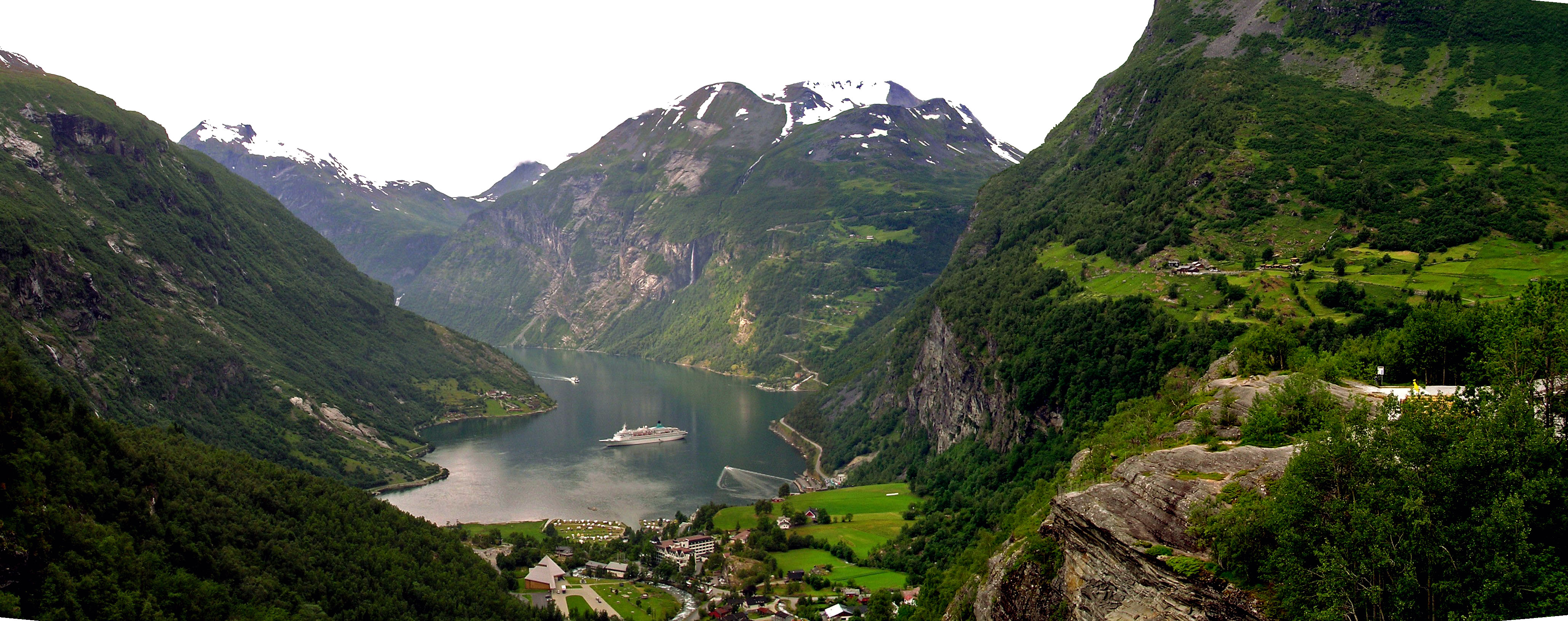
Le fjord de Geiranger, un des plus célèbres fjords norvégiens.

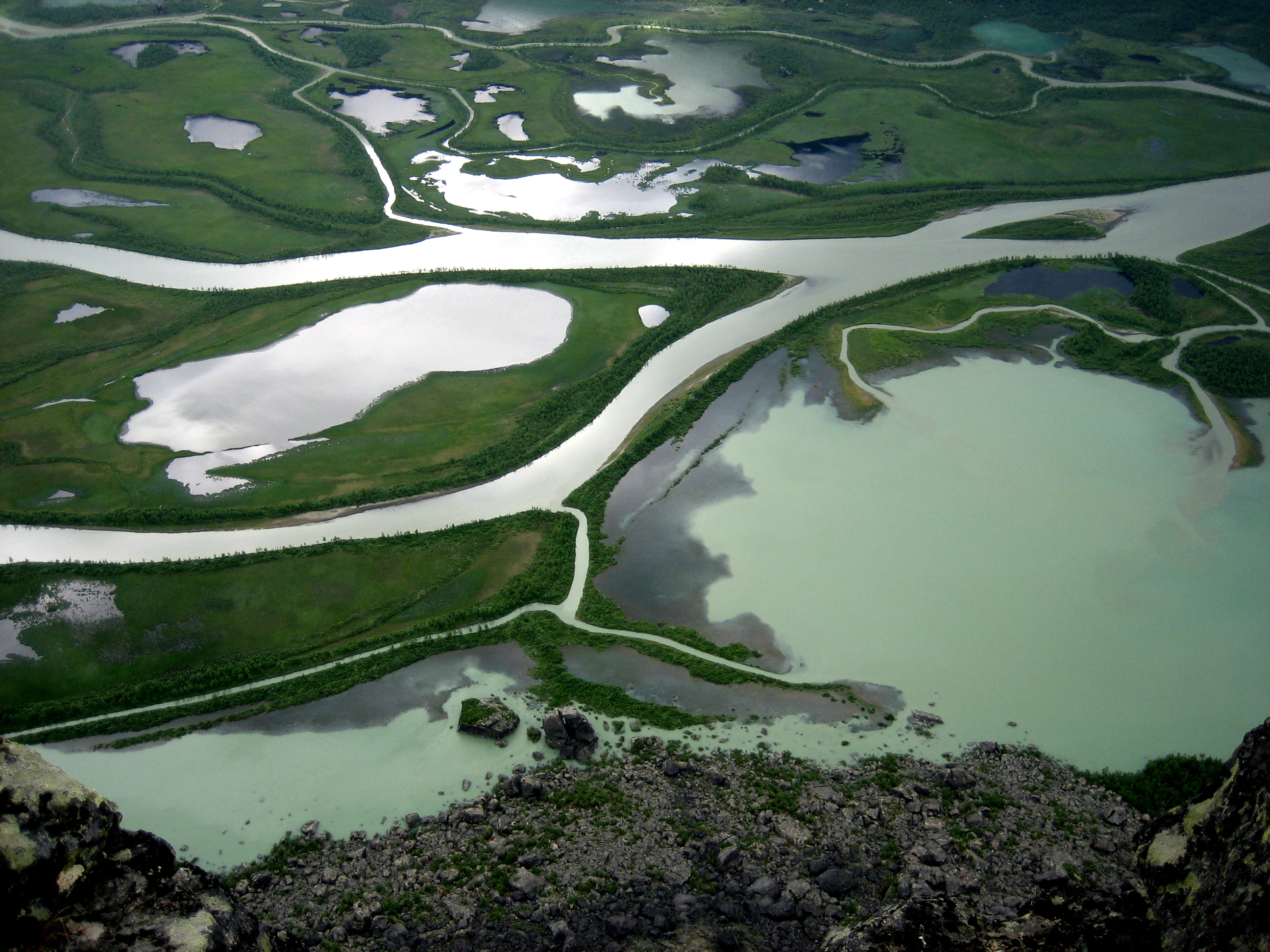
Le delta de la Rapaätno, dans le parc national de Sarek, en Laponie suédoise : là où subsistent les glaciers, les deltas continuent à se développer.

Les glaciers ont aussi fortement affecté la composition du sol. Ainsi, dans la partie occidentale de la chaîne, là où l'érosion a été la plus importante, les glaciers ont mis à nu la roche, tandis que dans la partie orientale ou au fond des vallées occidentales, ils ont déposé de la tillite : des roches de granulométrie variable arrachées par les glaciers plus en amont. Ces sédiments forment eux-mêmes une morphologie particulière, telle que des drumlins, des eskers ou encore des moraines de Rogen, nommées d'après le Rogen, lac où ces formations sont particulièrement remarquables. Ces sédiments glaciaires ont aussi été déposés en grande quantité par les puissants torrents qui existent à l'époque de la déglaciation. Or, l'inlandsis a probablement disparu dans les zones de moyenne altitude avant de disparaître des vallées les plus importantes, et la glace de ces vallées a bloqué alors le cours des rivières, qui ont formé des lacs. Les sédiments se sont alors accumulés en de vastes deltas à l'embouchure des rivières dans ces lacs. À mesure que le glacier recule, le lac avance, et le delta aussi. Les lignes de niveau successives des lacs ainsi que les sédiments des deltas sont nettement visibles près du lac Torneträsk par exemple. Cette accumulation de sédiments forme même localement des sandurs, comme dans les montagnes Lunndörrsfjällen, en Suède. Les torrents des phases de déglaciation ont aussi fortement érodé certaines zones, formant des vallées en V,. Malgré la courte période durant laquelle elle a eu lieu, cette érosion fluviale en période de déglaciation est bien plus importante que l'érosion fluviale ayant eu lieu depuis.

### Écosystème

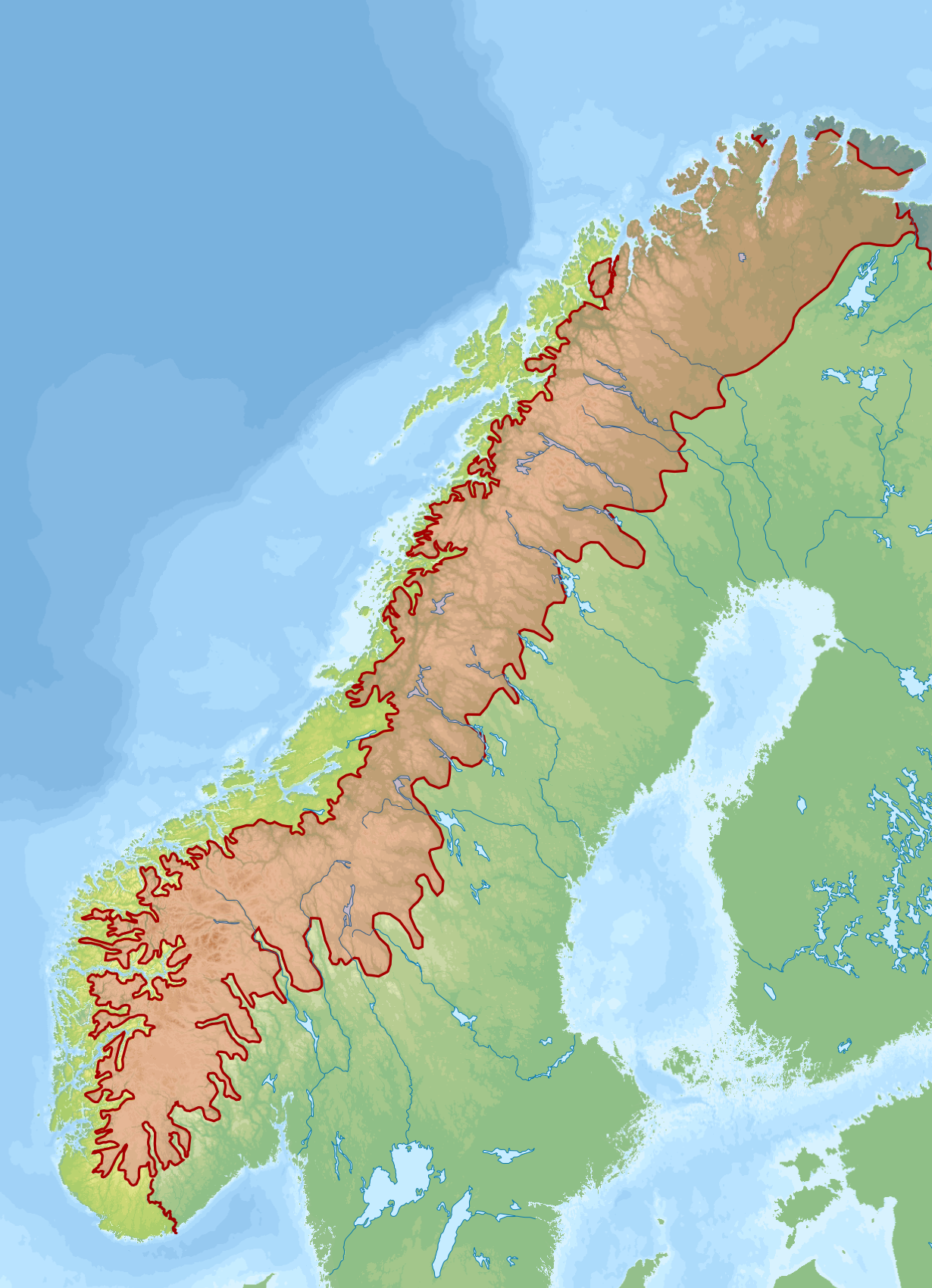
Carte des régions biogéographiques des Alpes scandinaves.
Zone atlantique
Zone alpine
Zone boréale
Zone arctique

Du fait des grandes variations de latitude, d'altitude et de l'influence océanique plus ou moins marquée, les Alpes scandinaves comprennent des milieux naturels assez variés, de luxuriantes forêts de feuillus de la côte sud-ouest à la toundra arctique. Selon le WWF et la Digital Map of European Ecological Regions de l'Agence européenne pour l'environnement (AEE), les Alpes sont divisées en trois écorégions : les forêts de conifères des côtes scandinaves le long de la côte ouest norvégienne ; la taïga scandinave et russe sur le versant est, qui traverse la chaîne au niveau des hautes terres du centre pour atteindre la côte ouest au niveau du fjord de Trondheim ; et enfin, les prairies et forêts de bouleaux des montagnes scandinaves. En revanche, la division en régions biogéographiques de l'AEE partage les montagnes en une zone atlantique le long de la côte norvégienne, une zone boréale à l'est et une zone alpine. Les deux classifications se recoupent sur la majeure partie de la chaîne, exception faite de la présence de la taïga scandinave sur la côte norvégienne autour du fjord de Trondheim et des hautes terres du centre. Les frontières des régions biogéographiques de l'AEE, corrigées et affinées par la direction norvégienne pour la gestion de la nature, sont indiquées sur la carte ci-contre.

#### Zone boréale

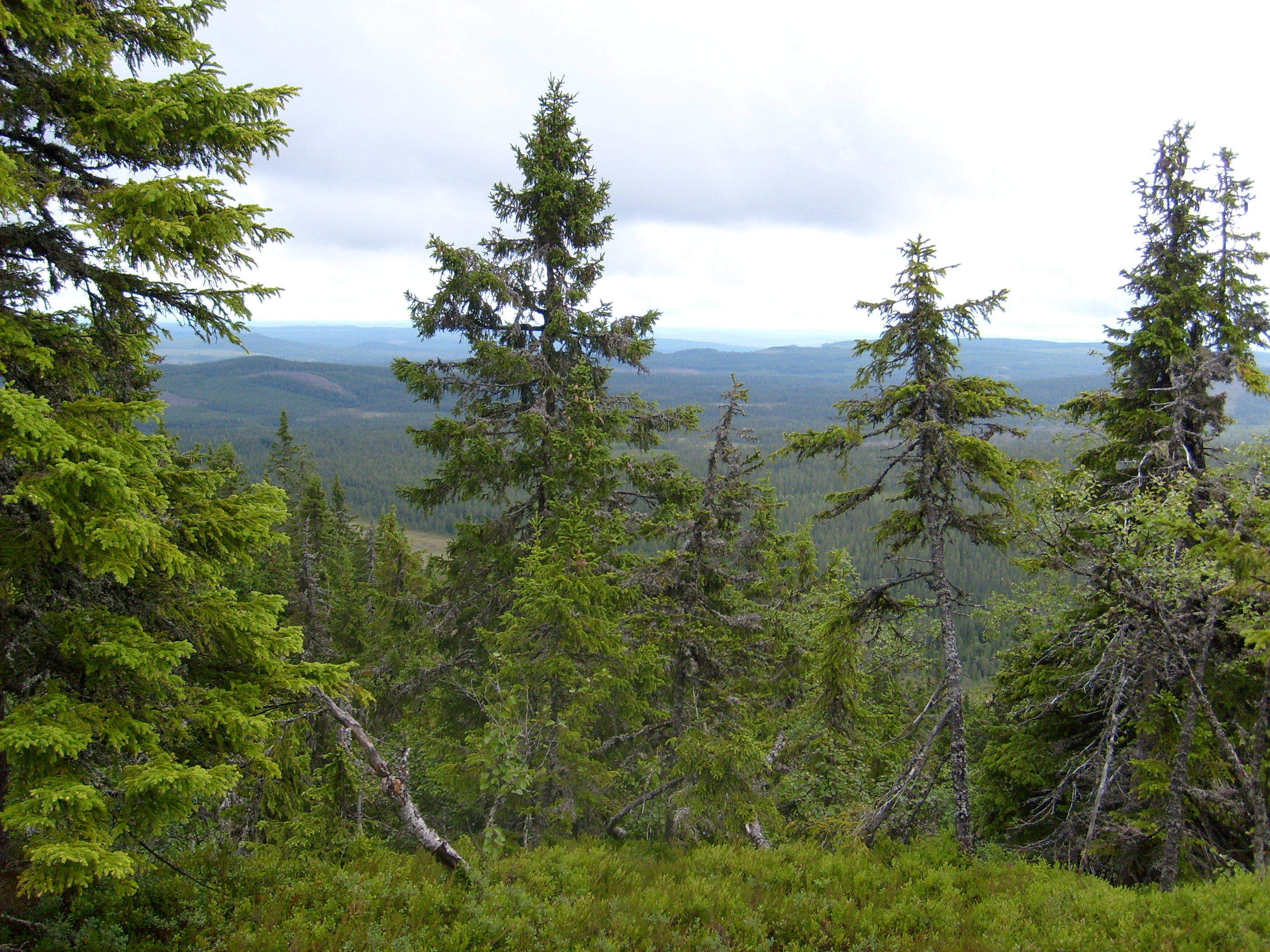
Taïga de montagne dans la réserve naturelle de Korpimäki, en Dalécarlie, Suède.

La zone boréale commence à l'est de la chaîne scandinave, en deçà de la limite des conifères. C'est la plus vaste région biogéographique d'Europe, dont une grande partie est constituée par l'écorégion du WWF taïga scandinave et russe, qui est elle-même la plus vaste d'Europe. Cette région est largement dominée par une forêt de conifères, principalement le pin sylvestre (Pinus sylvestris) et l'épicéa commun (Picea abies).
Sur les versants de la chaîne, cette taïga se transforme sensiblement, formant une zone de transition ou écotone avec la toundra scandinave. De fait, cette région emprunte ses caractéristiques aux deux milieux. Comme dans le reste de la taïga scandinave, la forêt est composée en grande majorité (80 %) de pins sylvestres et d'épicéas communs. L'épicéa domine les milieux les plus humides, par exemple au centre de la chaîne, aux influences océaniques plus marquées, tandis qu'au nord et au sud, c'est le pin qui domine. De manière générale, les pins sont aussi majoritaires dans les milieux les plus sujets aux incendies, car ceux-ci éliminent généralement les épicéas au profit des pins. Hormis ces deux espèces, les forêts comptent aussi quelques bouleaux pubescents (Betula pubescens), sorbiers des oiseleurs (Sorbus aucuparia), aulnes blancs (Alnus incana) et trembles (Populus tremula). Les sous-bois sont généralement pauvres, avec peu de plantes vasculaires, le sol étant généralement couvert de mousses (typiquement des hypnacées) et de lichens (typiquement des Cladonias, aussi appelés lichens des rennes). Certaines plantes de cette zone sont en revanche plus caractéristiques de la toundra alpine, telles que la busserole des Alpes (Arctostaphylos alpinus), l'astragale des Alpes (Astragalus alpinus), etc..

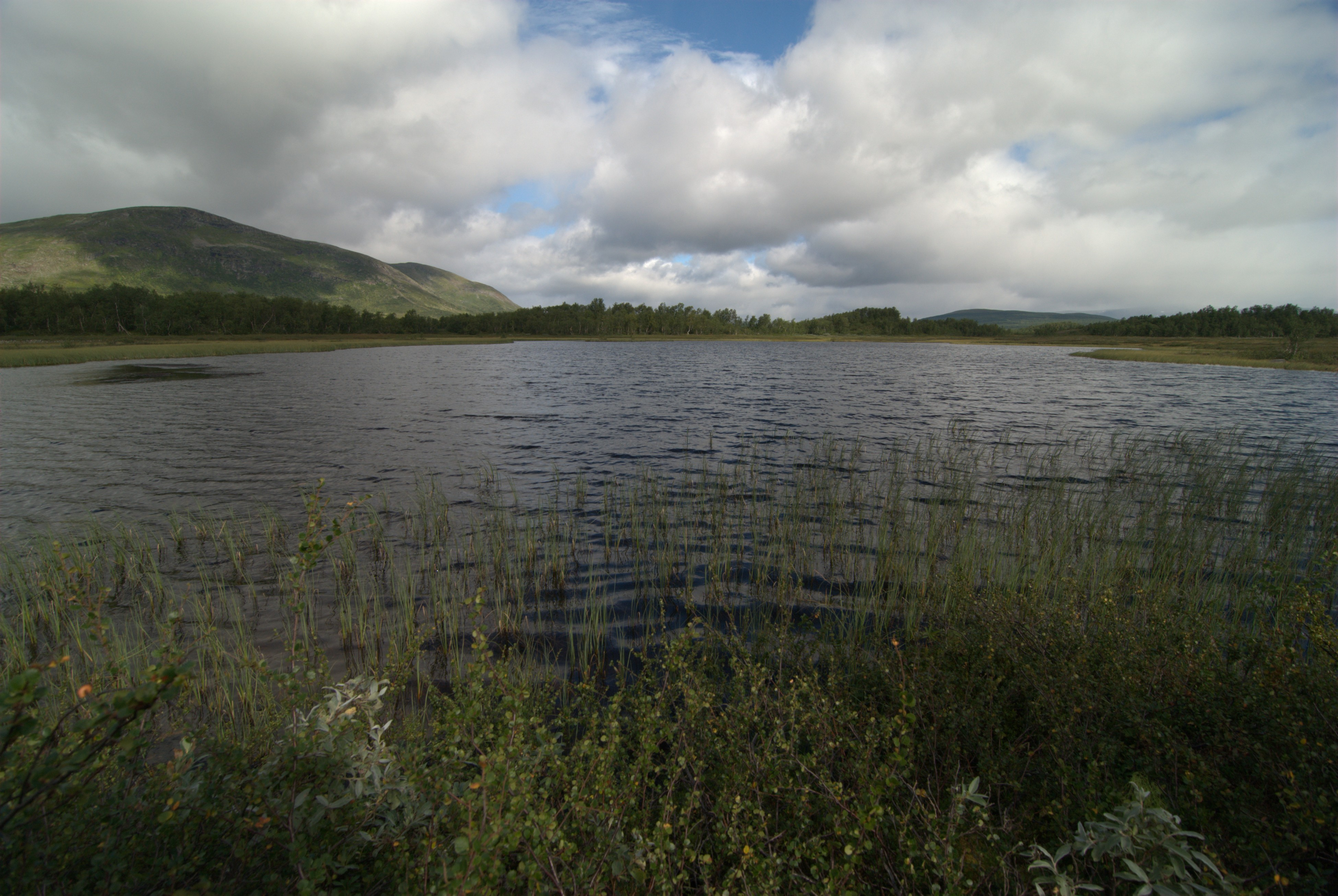
Le lac Tärnasjön dans les montagnes de Vindelfjällen, un site Ramsar.

Si la forêt boréale est dans l'ensemble fortement exploitée par l'industrie forestière, la taïga de montagne est généralement mieux conservée, avec environ 30 % de forêt primaire ou quasi-vierge. Ceci s'explique en partie par le fait que dès le début du XXe siècle, la coupe de la partie supérieure de la forêt est interdite, ces forêts ayant énormément de mal à se régénérer. En fait, ces forêts sont en partie des vestiges d'une époque plus chaude et si elles ont pu se maintenir, elles ne peuvent pas nécessairement se régénérer. Ces zones auraient plutôt tendance à être remplacées par la toundra. La situation a sensiblement changé avec le réchauffement climatique. Ces zones de transition sont en effet particulièrement sensibles aux variations des conditions climatiques et c'est dans ces forêts qu'ont été observés pour la première fois avec certitude les effets du réchauffement sur la végétation, dès 1958.
Outre les forêts, une des principales caractéristiques de la région boréale est la présence de vastes superficies de zones humides. La plupart de ces zones humides sont situées en dehors des montagnes, s'étendant parfois en piémont, comme la Sjaunja qui est le plus vaste ensemble de tourbières intactes d'Europe de l'Ouest. Un grand nombre se retrouve même dans les montagnes, que ce soit dans les vallées ou sur les plateaux. Cependant, le gel et les glissements de terrain défavorisent la production de tourbe et les tourbières se transforment progressivement en prairies humides à des altitudes supérieures. Ces zones humides ont une avifaune riche, avec en particulier nombre d'oiseaux limicoles, les espèces les plus caractéristiques étant le courlis corlieu (Numenius phaeopus), la bécassine sourde (Lymnocryptes minimus) et le phalarope à bec étroit (Phalaropus lobatus).

#### Zone alpine

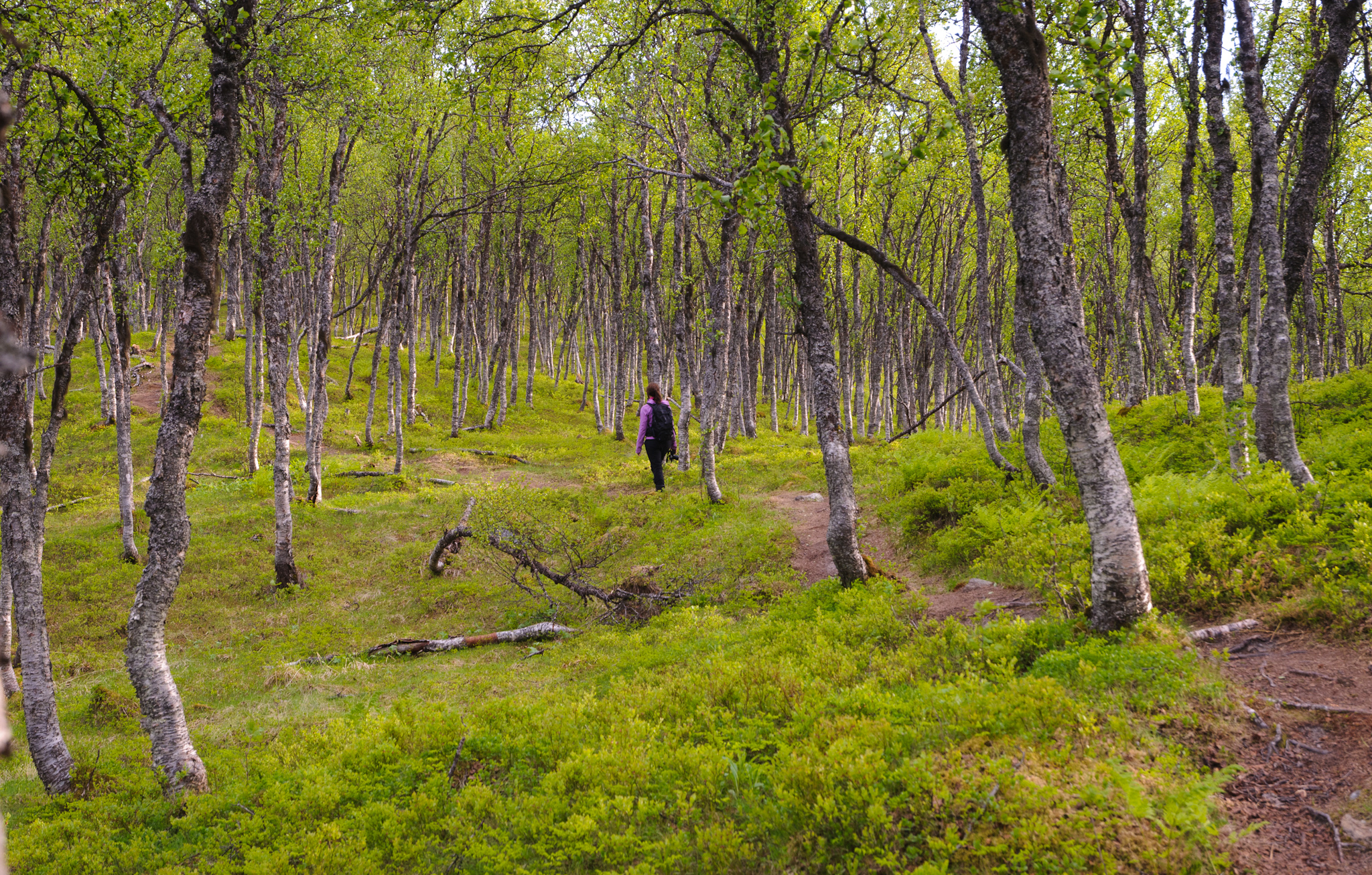
Forêt de bouleaux près de Tromsø.

Les forêts de bouleaux et prairies d'altitude scandinaves forment l'écorégion dominante des Alpes scandinaves. Elle est définie comme étant toute la zone au-dessus de la limite des conifères. La limite des arbres se situe à une altitude d'environ 1 200 m au sud de la chaîne, mais rejoint le niveau de la mer à son extrémité nord. En revanche, la limite entre les forêts de conifères et les forêts de bouleaux est relativement diffuse. Cette écorégion couvre une superficie d'environ 200 000 km2, avec approximativement une moitié (étage subalpin) couverte de forêts de bouleaux et une autre moitié (étage alpin) couverte de prairies ou de roches nues.
Les bouleaux en question sont une sous-espèce du bouleau pubescent (Betula pubescens) appelée bouleau tortueux, Betula pubescens ssp tortuosa. Ils mesurent en général moins de 10 m et dépassent rarement la centaine d'années, ayant tendance à facilement pourrir sur pied. Ils semblent dépendants de l'influence océanique du climat, ce qui explique leur absence dans les chaînes de montagnes plus continentales. Bien que le bouleau soit l'espèce d'arbre dominante, quelques autres feuillus sont aussi présents, tels que le sorbier des oiseleurs (Sorbus aucuparia), le merisier à grappes (Prunus padus), le tremble (Populus tremula) et le saule marsault (Salix caprea).

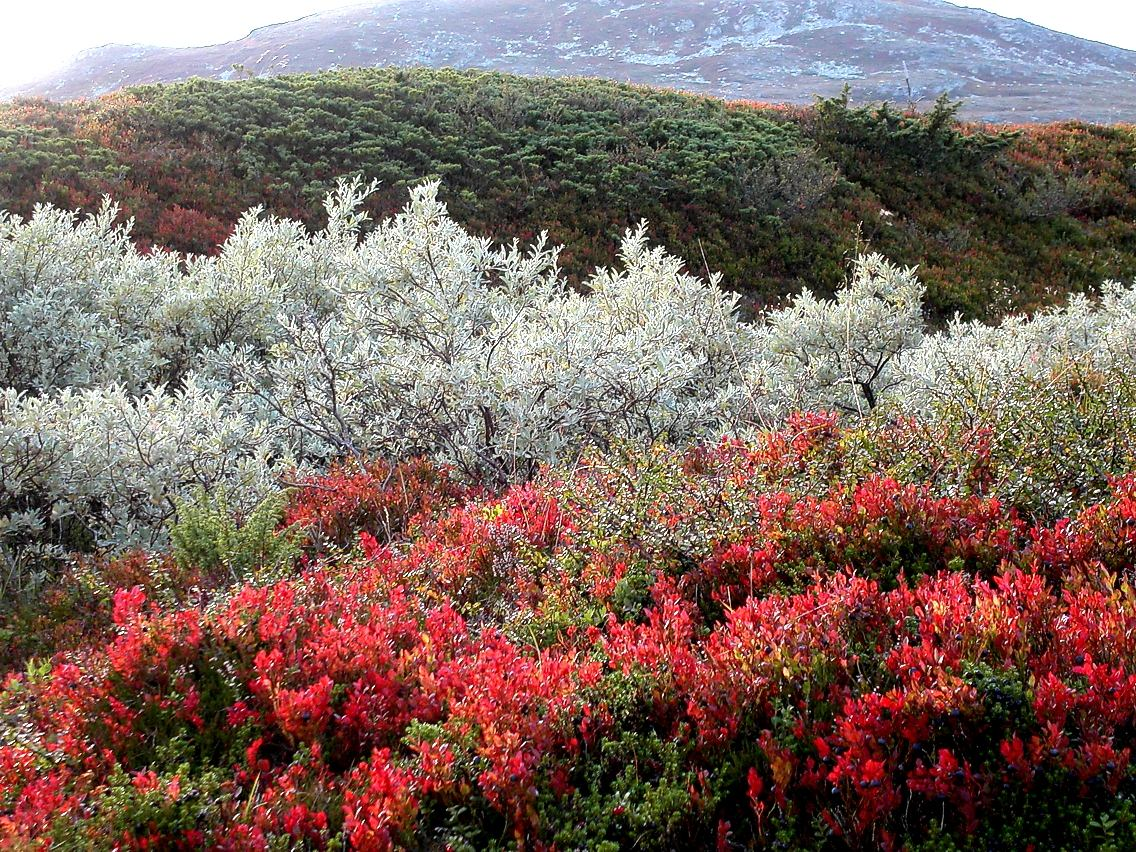
Végétation alpine à la frontière suédo-norvégienne : genévrier commun, saule des Lapons, myrtille et camarine noire.

Ces forêts montrent d'importantes variations selon le climat et la richesse du sol. Dans les zones les moins humides et au sol pauvre, les sous-bois sont plutôt clairsemés, avec principalement des lichens, en particulier ceux du genre Cladonia, de la camarine noire (Empetrum nigrum) et de l'airelle rouge (Vaccinium vitis-idaea),. Le type de forêt de bouleaux le plus typique comprend des mousses et plusieurs espèces de plantes vasculaires, les plus caractéristiques étant la myrtille (Vaccinium myrtillus), le cornouiller de Suède (Cornus suecica), les mélampyres et le solidage (Solidago virgaurea),. Enfin, dans les zones avec une importante humidité (plutôt à l'ouest de la chaîne) et un bon ensoleillement, les forêts constituent un des milieux les plus riches de Scandinavie,. Les plantes de ces sous-bois peuvent aller jusqu'à hauteur d'homme, rappelant les forêts tropicales. En particulier, dans plusieurs zones, de grandes fougères se développent, mais on trouve aussi des aconits (Aconitum lycoctonum), de la laitue des Alpes (Cicerbita alpina), de l'angélique officinale (Angelica archangelica), du cirse à feuilles variables (Cirsium heterophyllum), etc..

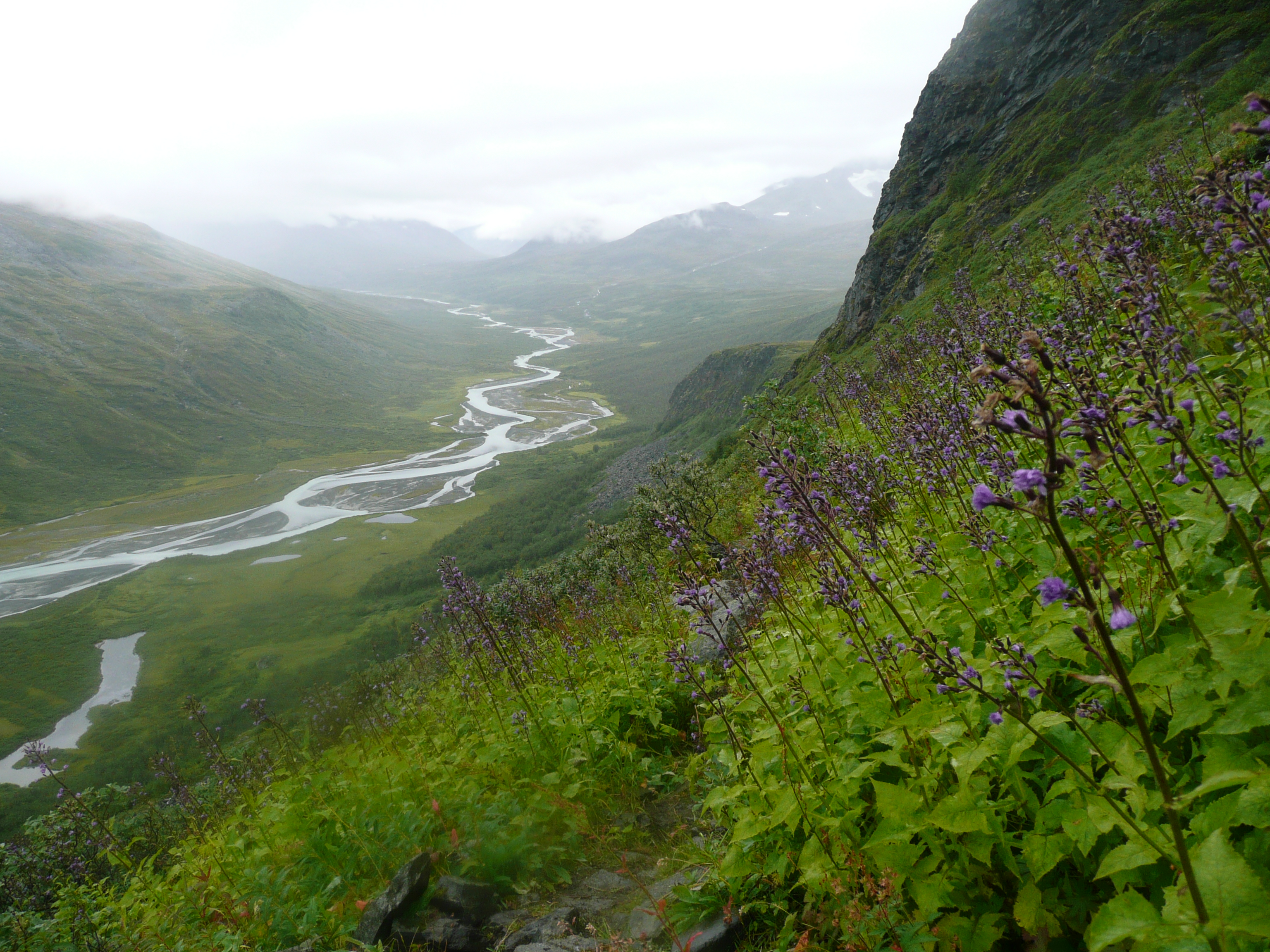
Laitue des alpes dans le parc national de Sarek.

Au-dessus de la limite des arbres, on trouve l'étage alpin, lui-même subdivisé en trois sous-étages : alpin inférieur, moyen et supérieur. L'étage alpin inférieur se compose principalement de prairies et de landes fleuries et buissonnantes. La répartition de la végétation à cet étage est particulièrement influencée par l'abondance de la neige, elle-même fortement dépendante de la topographie. Au pied des monts, la couche de neige est particulièrement épaisse et la période de végétation courte, le sol est souvent nu ou couvert de mousses telles que Polytrichastrum alpinum et de lichens, par exemple Solorina crocea. Au contraire, en haut des reliefs, le vent chasse la neige qui ne peut donc s'accumuler, mais ce milieu est aussi difficile pour les plantes qui peinent à s'accrocher ou se dessèchent,. On y trouve quelques plantes résistantes, comme la diapensie de Laponie (Diapensia lapponica) et l'azalée naine (Loiseleuria procumbens). C'est donc entre les deux, sur le versant de ces reliefs, là où l'épaisseur de neige est moindre mais à l'abri du vent, que la végétation est la plus riche. Les espèces caractéristiques sont alors la myrtille, l'andromède bleue (Phyllodoce caerulea), l'épervière des Alpes (Hieracium alpinum), le pédiculaire de Laponie (Pedicularis lapponica), et sur les terrains plus riches en calcaire, les plantes plus riches colorent les prairies : dryade à huit pétales (Dryas octopetala), l'absinthe (Artemisia absinthium), la campanule uniflore (Campanula uniflora), la silène acaule (Silene acaulis), etc..
Plus en altitude se trouve l'étage alpin moyen (défini par la limite haute des myrtilles) avec ses landes herbacées,. Enfin, l'étage alpin supérieur est pratiquement dénué de végétation, avec seulement quelques plantes isolées comme la renoncule des glaciers (Ranunculus glacialis). Bien que la végétation soit rare à cet étage, on compte tout de même une quarantaine d'espèces de plantes à des altitudes supérieures à 2 000 m dans le massif de Jotunheimen.

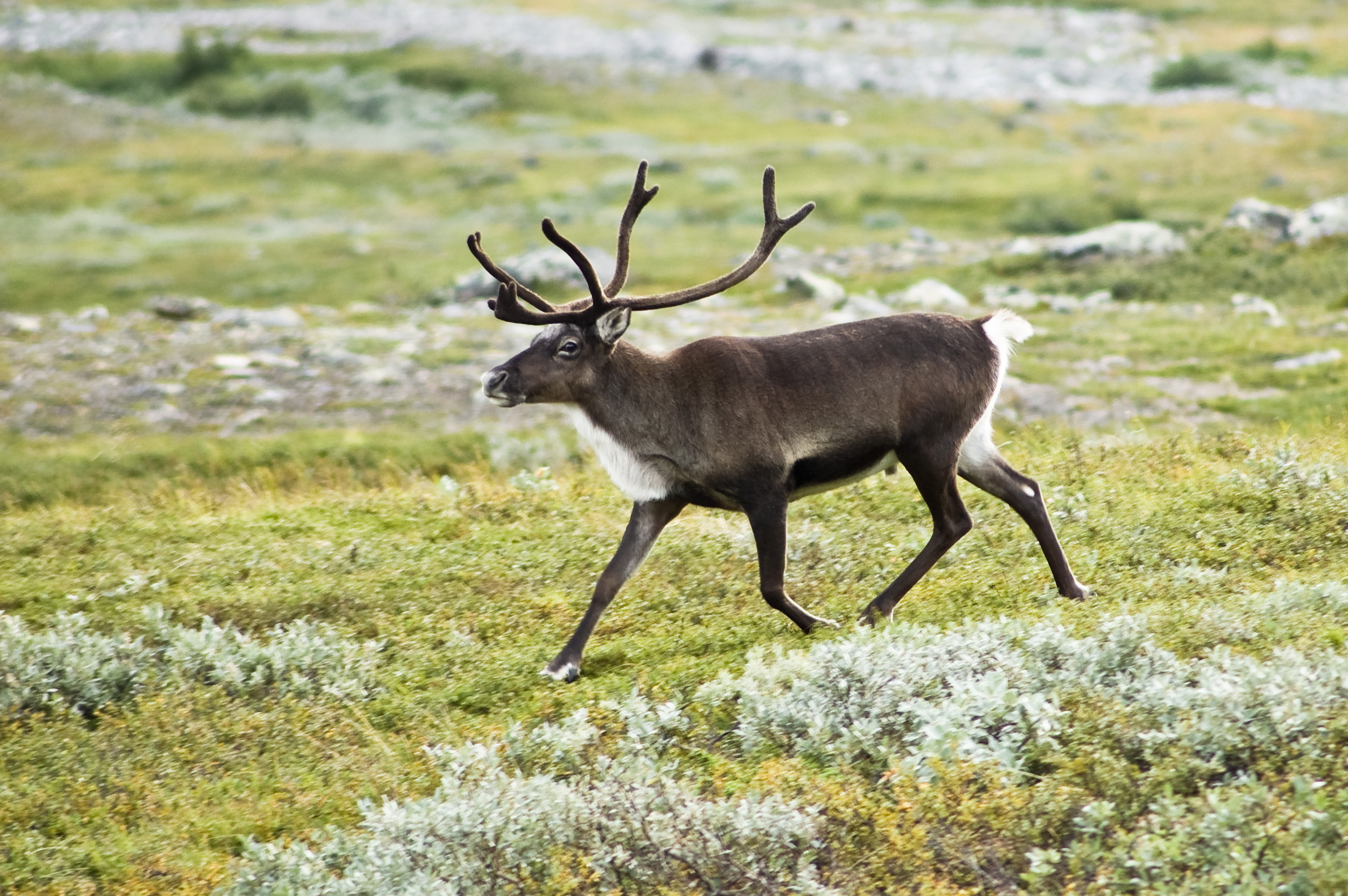
Renne domestique dans le massif du Kebnekaise.

La survie des animaux dans les conditions extrêmes de la montagne est facilitée par leur capacité à se déplacer, certains quittant les montagnes l'hiver, d'autres pouvant creuser des terriers pour s'y abriter. Pour les mammifères, la survie est encore facilitée par l'isolation que leur procure leur fourrure. Un des animaux les plus symboliques des Alpes scandinaves est le renne (Rangifer tarandus), qui peut vivre à des latitudes et des altitudes extrêmes, même au Groenland et au Svalbard. Cependant, les rennes sauvages ont disparu d'une grande partie de la Scandinavie et ne se trouvent plus maintenant que dans le sud de la Norvège, en particulier dans le parc national de Hardangervidda,. Parmi les grands herbivores figure aussi le bœuf musqué (Ovibos moschatus), qui avait disparu il y a plusieurs milliers d'années mais a été réintroduit avec succès au début du XXe siècle dans le parc national de Dovrefjell-Sunndalsfjella. Quelques-uns de ces animaux se sont aussi implantés dans les environs de Rogen, en Suède. Les quatre grands carnivores nordiques, le lynx boréal (Lynx lynx), le glouton (Gulo gulo), le loup gris commun (Canis lupus lupus) et l'ours brun (Ursus arctos), ne sont pas vraiment des animaux des montagnes, appréciant plutôt les zones boisées. Ils fréquentent cependant les montagnes à l'occasion, et celles-ci constituent même le territoire principal du glouton, qui était dans le passé chassé dans les forêts. Un prédateur plus caractéristique des montagnes est le renard polaire (Vulpes lagopus), principalement sa variante au pelage blanc, même si la variante dite « bleue » existe, en particulier dans la partie septentrionale de la chaîne. Cette espèce est particulièrement menacée, ayant été chassée jusqu'à sa protection (décidée en 1928 en Suède et en 1930 en Norvège), et souffre désormais de la concurrence du renard roux (Vulpes vulpes), même si ce dernier s'aventure moins volontiers dans la zone alpine. Parmi les petits carnivores, la belette (Mustela nivalis), l'hermine (Mustela erminea) mais aussi l'espèce invasive qu'est le vison d'Amérique (Neovison vison) figurent parmi les plus courantes. La loutre d'Europe (Lutra lutra) a beaucoup régressé dans les montagnes comme dans le reste de la Scandinavie en raison de la chasse, mais aussi de la pollution et de la régulation des rivières.

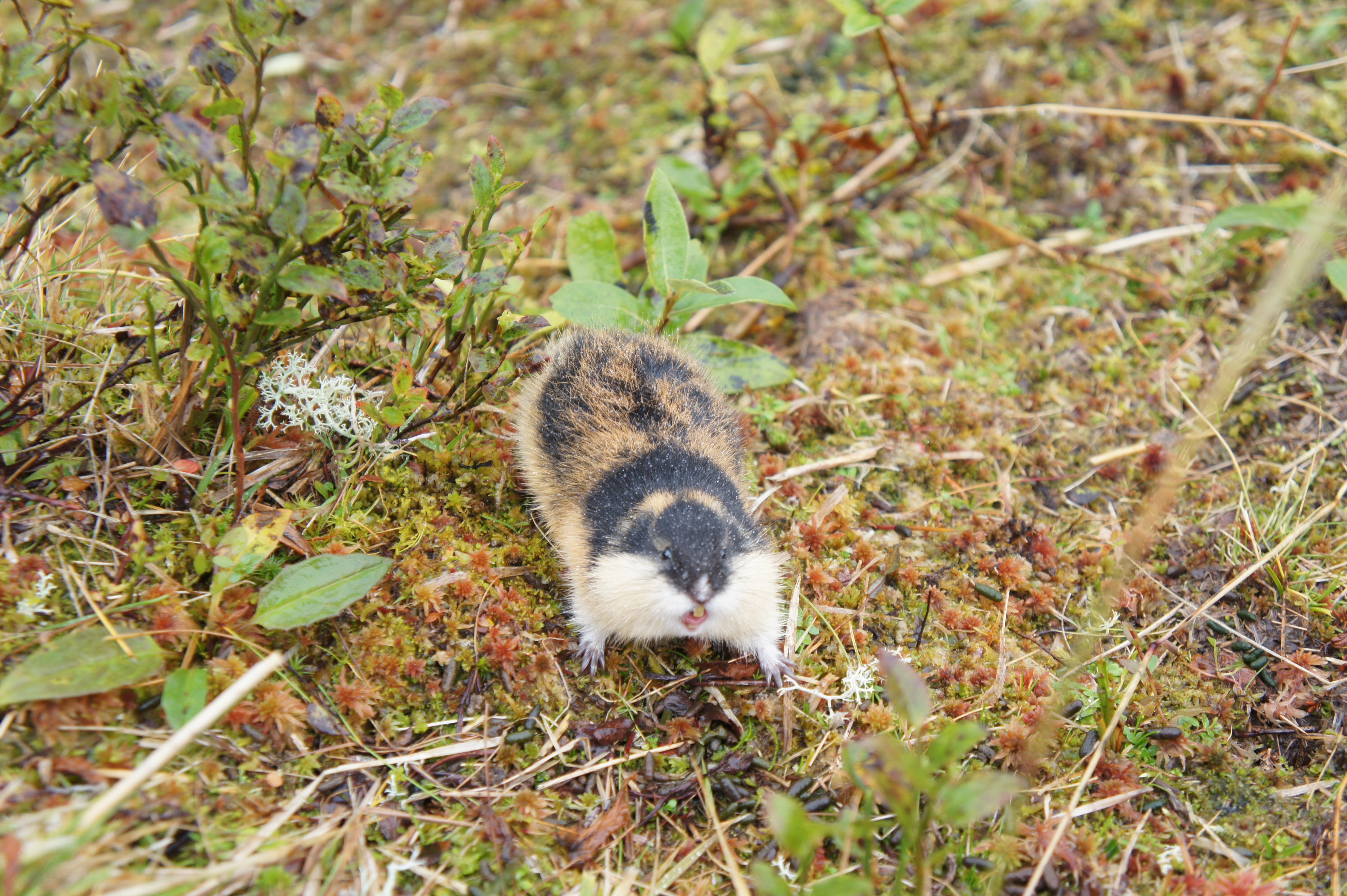
Un lemming des toundras.

Les montagnes sont aussi le domicile de plusieurs petits rongeurs dont le plus notable est le lemming des toundras de Norvège (Lemmus lemmus). C'est la seule espèce de mammifère endémique de Scandinavie. Sa célébrité repose notamment sur ses explosions périodiques de population qui sont particulièrement importantes pour tout l'écosystème. En effet, certaines années, le nombre de ces rongeurs augmente de façon foudroyante et un grand nombre d'entre eux se déplacent jusqu'à envahir de vastes superficies avant de mourir brutalement. Des conditions climatiques favorables avec un bon accès à la nourriture semblent expliquer les brutales augmentations de population. Leur mort massive est moins bien comprise, liée peut-être à la diminution de la végétation causée par leur consommation excessive ou à la propagation d'épidémies au sein de la population. Quelques autres espèces comme le campagnol de Sundevall (Myodes rufocanus) ou le campagnol agreste (Microtus agrestis) présentent également des cycles de population, mais de moins grande ampleur. Cette augmentation de population, ayant lieu en moyenne tous les trois ou quatre ans, mais pas nécessairement en même temps dans toute la chaîne, constitue une aubaine pour de nombreux prédateurs qui voient alors eux aussi leur population augmenter dans les montagnes. Ainsi, durant ces années fastes, les renards polaires peuvent nourrir des portées allant jusqu'à 20 renardeaux. De même, le harfang des neiges (Bubo scandiacus) choisit son site de nidification précisément en fonction de ces pics de population, et le labbe à longue queue (Stercorarius longicaudus) ne reste dans les montagnes que durant ces périodes, il retourne vers l'océan dans le cas contraire.

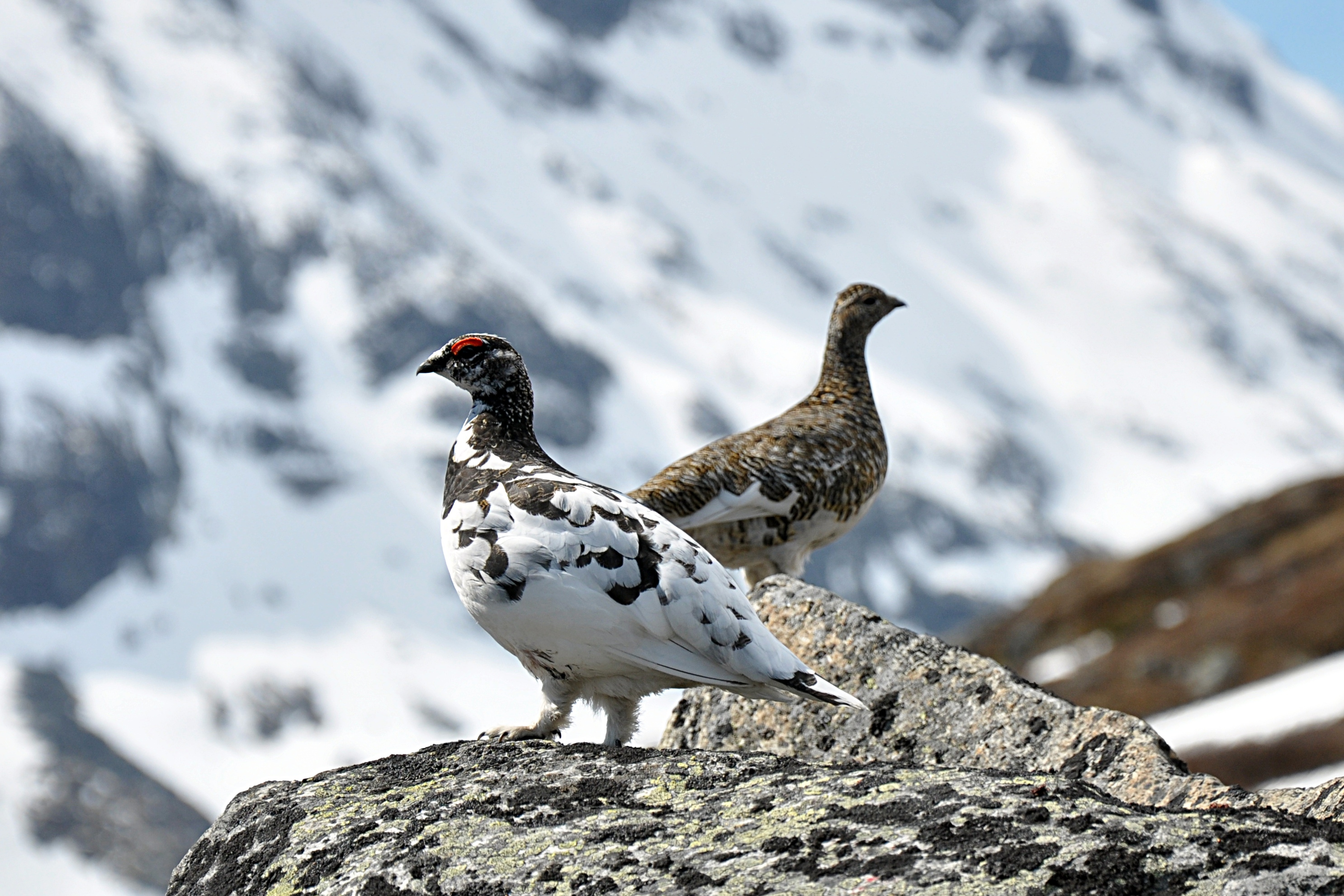
Lagopèdes alpins dans le massif de Jotunheimen.

Les oiseaux choisissent pour la plupart d'éviter de passer la saison froide dans les montagnes. Les rares espèces y restant l'hiver sont le lagopède alpin (Lagopus muta), le lagopède des saules (Lagopus lagopus), le faucon gerfaut (Falco rusticolus), l'aigle royal (Aquila chrysaetos) et le grand corbeau (Corvus corax). Les lagopèdes peuvent s'enfouir sous la neige en cas de températures trop basses. Cependant, la plupart des oiseaux ne se rendent dans les Alpes scandinaves qu'afin d'y nicher durant la belle saison. Dès le début du printemps, les premières espèces font leur entrée, avec par exemple le bruant des neiges (Plectrophenax nivalis). D'autres passereaux suivent, tels que la bergeronnette printanière (Motacilla flava), l'alouette hausse-col (Eremophila alpestris), le pipit farlouse (Anthus pratensis), le cincle plongeur (Cinclus cinclus), le gorgebleue à miroir (Luscinia svecica), le sizerin flammé (Carduelis flammea) et le bruant lapon (Calcarius lapponicus).
Parmi les grands oiseaux prédateurs, outre le faucon gerfaut et l'aigle royal cités plus haut, les montagnes sont le lieu de nichée de la buse pattue (Buteo lagopus), du faucon crécerelle (Falco tinnunculus), du busard Saint-Martin (Circus cyaneus) et du faucon émerillon (Falco columbarius). L'eau est un élément omniprésent dans la chaîne, et en conséquence, de nombreuses espèces d'oiseaux aquatiques migrent pour passer l'été dans ses lacs et cours d'eau. Les espèces les plus courantes sont le plongeon catmarin (Gavia stellata), le plongeon arctique (Gavia arctica), la grue cendrée (Grus grus), le pluvier guignard (Charadrius morinellus), le pluvier doré (Pluvialis apricaria), la bécassine des marais (Gallinago gallinago), la bécassine double (Gallinago media), le combattant varié (Philomachus pugnax), le chevalier aboyeur (Tringa nebularia), etc.. Les principales espèces de poissons des cours d'eau des montagnes sont la truite (Salmo trutta) et l'omble chevalier (Salvelinus alpinus). Les zones humides des montagnes sont également peuplées par les larves de plusieurs espèces de moustiques qui, après leur sortie de l'eau en été, forment d'importantes nuées qui constituent une nuisance importante pour la population humaine, mais aussi pour les animaux.

#### Zone atlantique

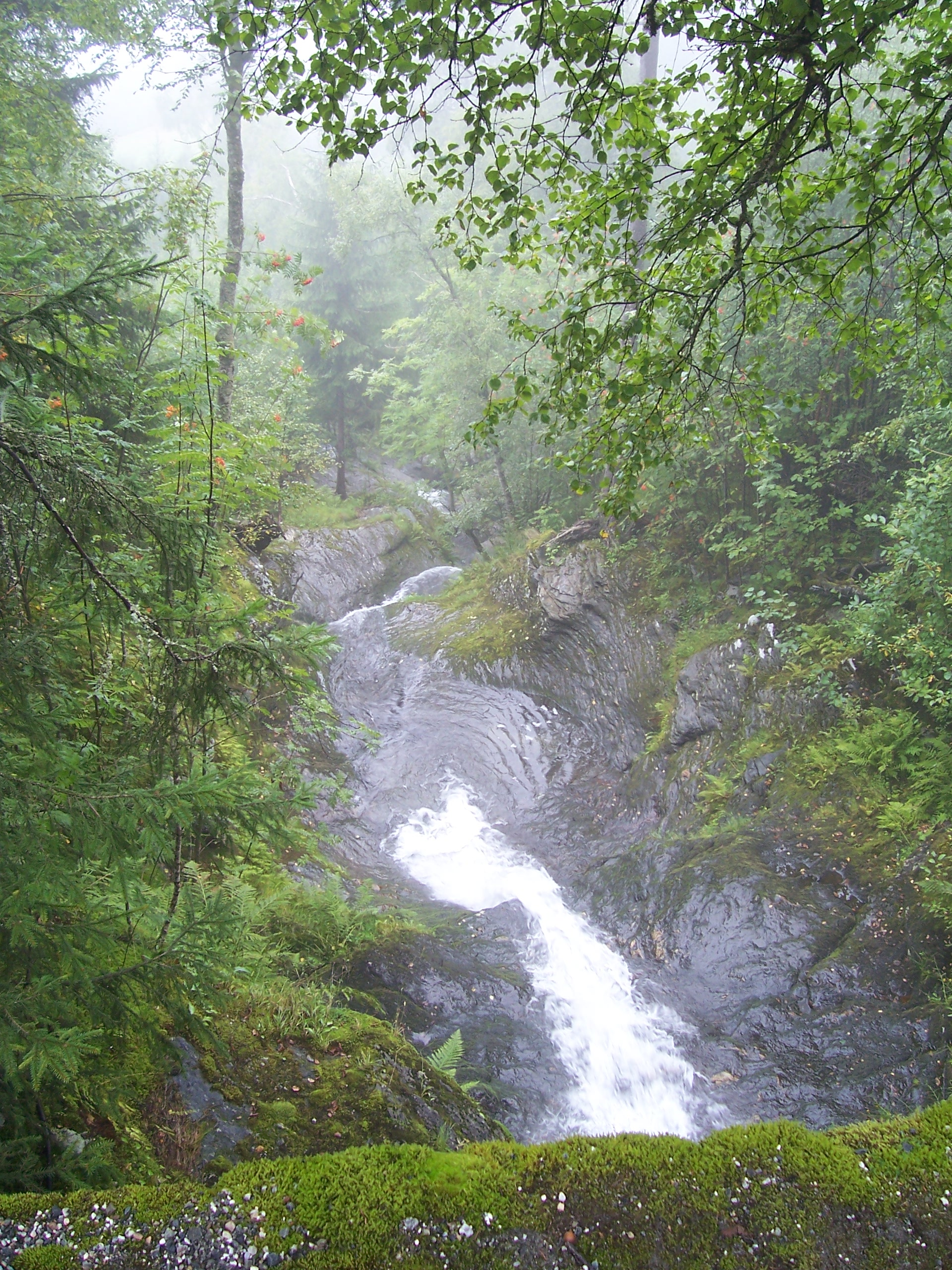
Forêt humide de feuillus sur la côte ouest norvégienne.

La zone atlantique correspond à tout le versant ouest de la chaîne situé en dessous de la forêt de bouleaux, ce qui inclut l'écorégion des forêts de conifères des côtes scandinaves ainsi qu'une partie de la taïga scandinave et russe autour du fjord de Trondheim. Cette zone est avant tout marquée par son climat très humide et sa relative douceur compte tenu de sa latitude, mais la nature y est très variée.
Contrairement à ce que le nom des écorégions laisse penser, les forêts côtières norvégiennes ne sont pas uniquement des forêts de conifères : ainsi, dans toute la section sud, jusqu'au fjord de Trondheim, la forêt est avant tout une forêt de feuillus et ceci se retrouve en partie au nord de Saltfjellet,. Ces forêts peuvent être dominées par le tremble (Populus tremula), le saule marsault (Salix caprea) ou le sorbier des oiseleurs (Sorbus aucuparia), espèces que l'on trouve aussi, minoritaires, dans les forêts de bouleaux de la zone alpine. Dans les zones les plus riches du sud de la Norvège, on trouve même du chêne pédonculé (Quercus robur), de l'aulne blanc (Alnus incana), du frêne élevé (Fraxinus excelsior), de l'érable plane (Acer platanoides) et du noisetier commun (Corylus avellana). Certaines de ces forêts sont classées comme forêts humides et sont d'une grande richesse.

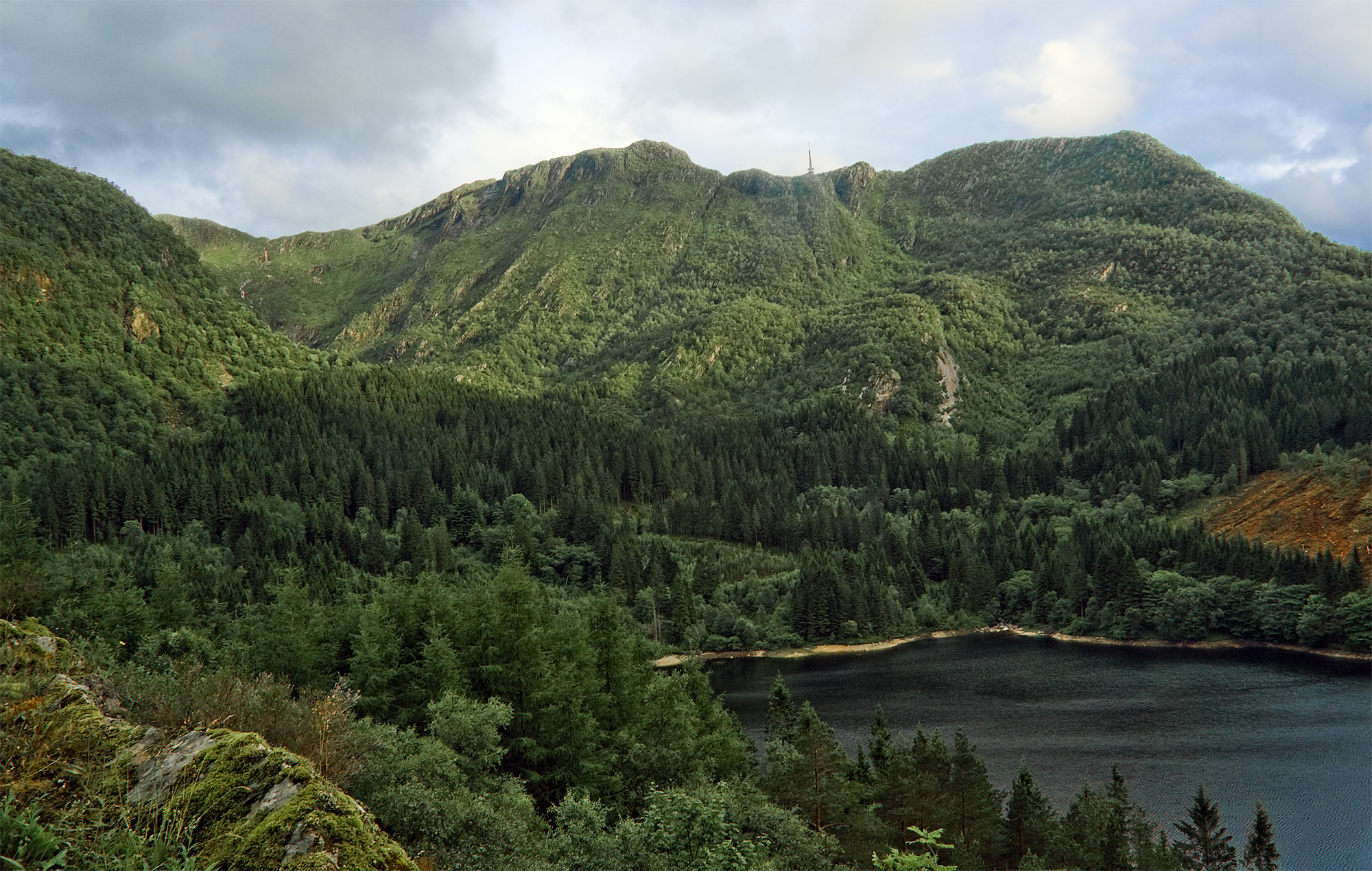
Forêt de conifères sur le mont Ulriken, près de Bergen.

Naturellement, les forêts de conifères se trouvent principalement au niveau du fjord de Trondheim, là où la taïga scandinave rejoint la côte atlantique. Ces forêts sont avant tout des forêts d'épicéa commun (Picea abies), mais le pin sylvestre (Pinus sylvestris) est aussi très représenté. Les forêts d'épicéas abritent une communauté d'espèces unique avec un grand nombre de mousses et de lichens endémiques. De telles forêts ne se trouvent dans le reste du monde que sur la côte pacifique du Canada, à des latitudes similaires. De ce fait, la Norvège a une responsabilité à l'échelle internationale pour la protection de ces forêts.
La quasi-totalité de ces forêts a été abondamment exploitée, et il ne reste que très peu de forêts anciennes. De plus, à l'heure actuelle, seule une infime partie est protégée. La Direction norvégienne pour la gestion de la nature considère ces zones comme de priorité maximale pour la création d'aires protégées.

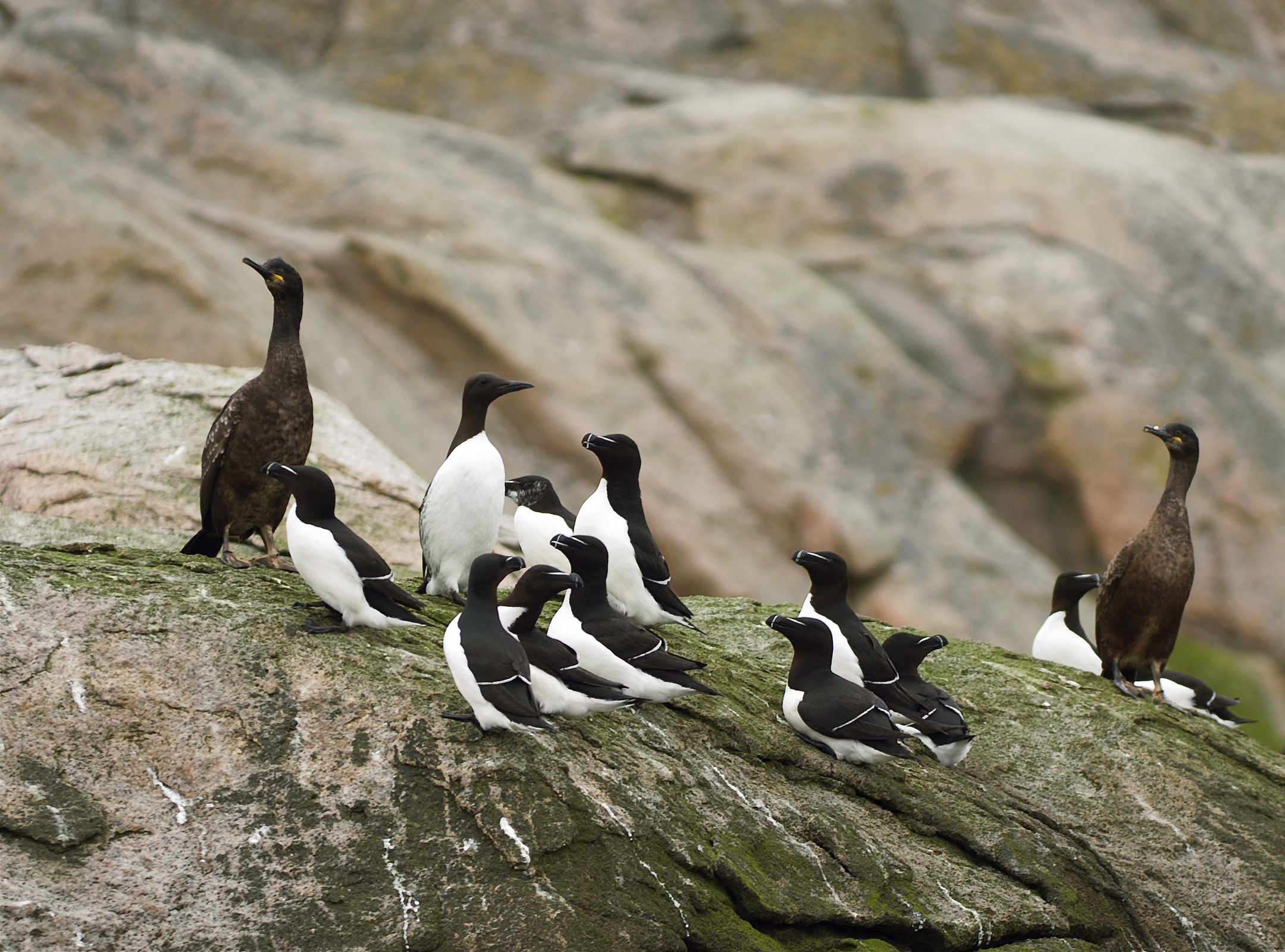
Petits pingouins, cormorans huppés et Guillemots de Troïl près de Stø, dans les îles Vesterålen.

En ce qui concerne la faune, la principale caractéristique de cette région est la richesse extraordinaire de la côte en oiseaux de mer,. Plusieurs zones abritent des colonies d'oiseaux figurant parmi les plus grandes d'Europe, en particulier les îles de Runde, des Lofoten et des Vesterålen. Cette grande concentration est due à la fois à la présence d'eaux très poissonneuses et à la présence d'une côte rocheuse, avec plusieurs falaises formées par les Alpes scandinaves. Ainsi, sur l'ensemble de la côte de la mer de Norvège, on dénombre 7 500 couples de pétrels fulmars (Fulmarus glacialis), 2 750 de fous de Bassan (Morus bassanus), 20 000 de grands cormorans (Phalacrocorax carbo), 13 000 de cormorans huppés (Phalacrocorax aristotelis), 100 000 d'eiders à duvet (Somateria mollissima), 75 000 de goélands cendrés (Larus canus), 100 000 de goélands argentés (Larus argentatus), 30 000 de goélands marins (Larus marinus), 80 000 de mouettes tridactyles (Rissa tridactyla), 20 000 de sternes arctiques (Sterna paradisaea), 5 000 de guillemots de Troïl (Uria aalge), 10 000 de petits pingouins (Alca torda), 15 000 de guillemots à miroir (Cepphus grylle) et enfin pas moins de 800 000 couples de macareux moines (Fratercula arctica). La population norvégienne constitue ainsi plus du quart de la population mondiale de grands cormorans, de goélands bruns, de goélands argentés, de goélands marins et de macareux moines.

#### Évolution historique

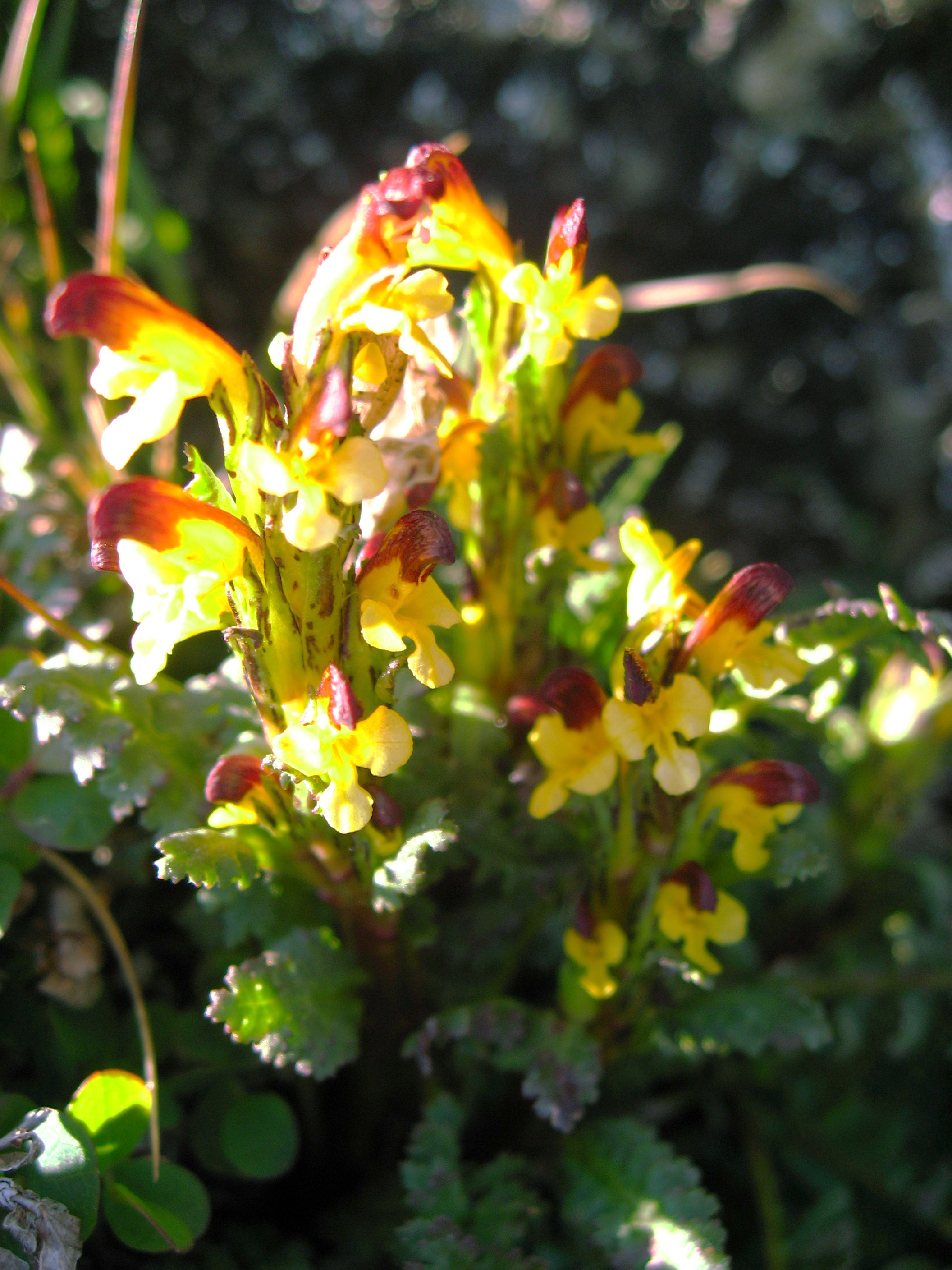
Pedicularis flammea, une des plantes « occidentales » unicentriques du nord de la chaîne.

Au cours du Quaternaire, la Scandinavie est couverte par un immense inlandsis s'étalant jusque dans le Nord de l'Allemagne durant les périodes les plus froides. Les plantes et une grande partie de la faune sont alors situées au sud du front glaciaire. Lors du retrait de ce glacier, les espèces conquièrent progressivement les territoires qui se découvrent vers le nord ainsi que vers les hauteurs des chaînes de montagnes européennes, telles que les Alpes. Dans la chaîne scandinave, ce sont ainsi dans un premier temps les espèces de la toundra, puis les espèces boréales qui s'installent depuis le sud ou l'est.
Cette colonisation de la chaîne depuis le sud explique le faible nombre d'espèces endémiques. Ainsi, une grande partie des espèces de plantes alpines de la chaîne se retrouvent aussi dans les Alpes. Cependant, la chaîne abrite un petit nombre d'espèces endémiques, ainsi que plusieurs espèces que l'on ne retrouve nulle part ailleurs en Europe, mais également présentes au Groenland ou dans la toundra nord-américaine. De plus, ces espèces qualifiées d'« occidentales » se trouvent fréquemment seulement dans la moitié nord ou la moitié sud de la chaîne (appelées espèces unicentriques), ou dans les deux moitiés mais pas au centre (espèces bicentriques). Ces constatations sont difficilement explicables si l'on suppose une migration uniquement depuis le sud. Par conséquent, les scientifiques proposent que certaines espèces ont survécu en Scandinavie pendant la période glaciaire dans des refuges libres de glace. Deux types de refuges ont été proposés, en s'inspirant de la situation actuelle du Groenland : un sommet rocheux dépassant de l'inlandsis (nunatak), ou une zone côtière demeurant libre de glace. Il y aurait eu ainsi deux refuges en Scandinavie : un au sud et un au nord, expliquant les espèces uni- et bicentriques. En se fondant sur les zones de plus grande richesse en espèces « occidentales », une zone de la côte nord du Vestlandet et une zone plus étendue de la côte du Troms-Finnmark ont été retenues comme principales candidates. Cette proposition suscite un important débat dans la communauté scientifique depuis une centaine d'années, même si des hypothèses alternatives ont été trouvées. En particulier, une grande partie des espèces endémiques peuvent s'expliquer par spéciation depuis la fin de l'ère glaciaire. Quant à la présence d'espèces « occidentales », il a été proposé qu'elles aient été transportées sur des icebergs ; les deux sites « refuges » possibles s'avèrent en effet, du point de vue de la topologie de la côte et des courants, être également de bons candidats pour d'importants échouages d'icebergs vers la fin de l'ère glaciaire.
La forêt arrive dès le retrait du glacier. Les arbres colonisent d'abord les versants des montagnes, les vallées étant encore sous la glace. La limite des arbres est alors environ 400 m au-dessus de la limite actuelle. La forêt de conifères venus de l'est a cependant de grandes difficultés à s'installer à l'ouest de la chaîne, du côté norvégien, du fait de la barrière constituée par les montagnes. Un exemple notable est celui de l'épicéa commun, qui ne parvient à coloniser l'Ouest norvégien qu'autour du début de notre ère, en passant par les terrains moins élevés au niveau du fjord de Trondheim (Hautes terres du centre). Il parvient ensuite à s'étendre jusqu'aux montagnes de Saltfjellet au nord, formant elles aussi une barrière, qu'il est en train de franchir progressivement.
La limite des arbres est elle aussi dynamique, c'est-à-dire qu'elle a évolué selon l'altitude et la latitude depuis l'ère glaciaire. Elle atteint tout d'abord un optimum il y a 9 400 ans, situé à 515 m au-dessus de la limite actuelle. Ensuite, la limite des arbres diminue progressivement, avec seulement quelques périodes de hausse. Cette diminution est due en partie (30 %) au rebond post-glaciaire qui éleva le niveau du sol, ainsi qu'au changement climatique, les étés devenant plus doux et les hivers plus enneigés. Le petit âge glaciaire (du XVIe siècle au XIXe siècle) constitue un stress important pour la forêt de montagne. La toundra avance alors très rapidement et les habitants s'inquiètent énormément de cette avancée, ce qui explique les mesures de protection prises à cette époque. Ces dernières années, la tendance s'inverse, avec une rapide remontée de la limite des arbres.

### Population

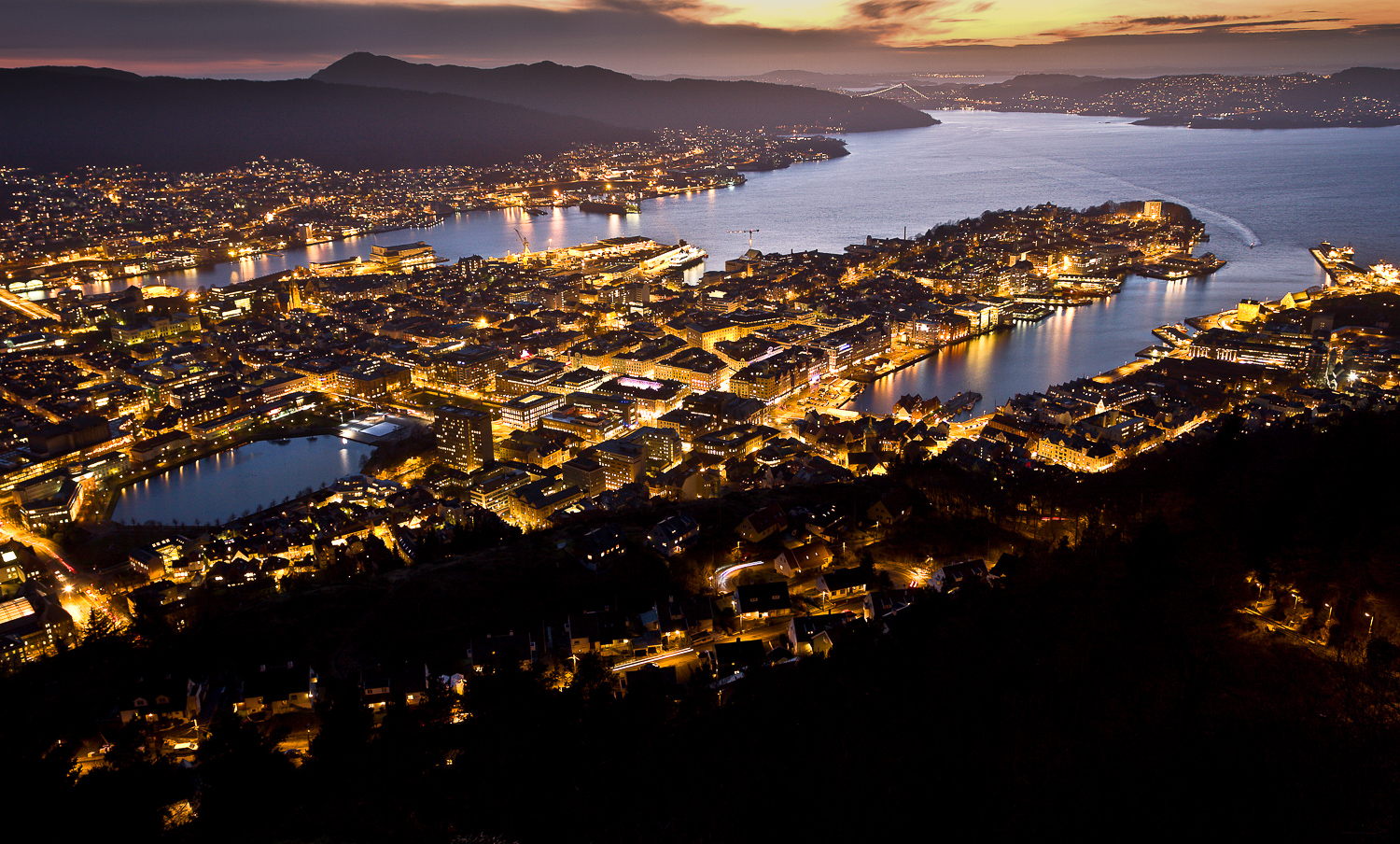
Vue de Bergen depuis le mont Fløyen.

La chaîne scandinave est très peu peuplée. La Norvège est le pays le moins densément peuplé d'Europe après l'Islande, avec 16 hab/km2, et les zones les plus peuplées du pays se trouvant autour du fjord d'Oslo et dans le sud, donc en dehors de la chaîne. De même, en Suède, seuls 2 % de la population vivent à proximité des montagnes, ce qui se traduit par une densité de 1,2 hab/km2.
Les zones les plus peuplées de la chaîne sont situées sur la côte norvégienne, qui abrite en particulier les villes de Bergen (227 752 hab.), Stavanger/Sandnes (189 828 hab.), Trondheim (160 072 hab.), Tromsø (55 057 hab.) et Ålesund (46 471 hab.), respectivement 2e, 3e, 4e, 9e et 11e plus grandes agglomérations de Norvège en 2009. Du côté suédois, les seules villes d'importance situées non loin des montagnes sont Östersund et Kiruna avec respectivement 44 327 et 18 148 habitants en 2010.
Si la grande majorité des habitants de la chaîne sont des Scandinaves (Suédois et Norvégiens), ces derniers cohabitent dans la partie septentrionale de la chaîne avec le peuple sami (anciennement appelés Lapons). Ils sont estimés à environ 40 000 en Norvège, 20 000 en Suède et 6 000 en Finlande.

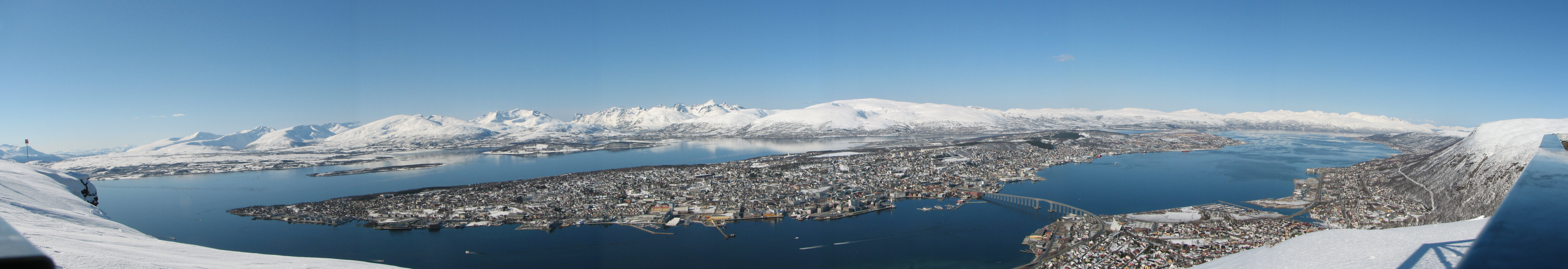
Tromsø, sur son île.

## Histoire

### De la chasse à la transhumance

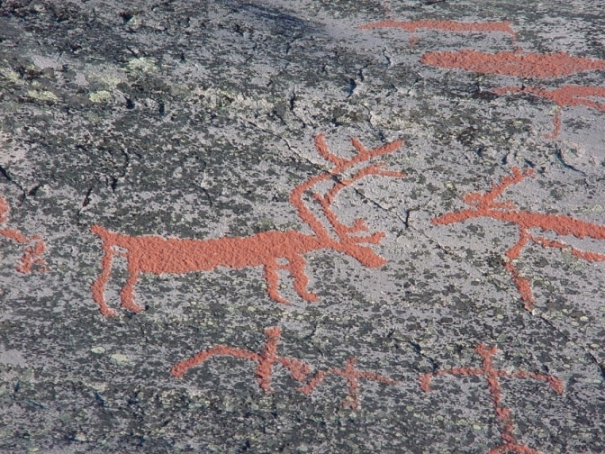
Gravure d'un renne dans le site d'art rupestre d'Alta, dans le Nord de la Norvège. Les rennes avaient une place prédominante dans la vie des peuples de l'époque.

L'inlandsis scandinave se résorbe à partir du XIe siècle av. J.-C., libérant rapidement l'ensemble de la côte norvégienne. En même temps que le front glaciaire recule, le milieu est recolonisé par la flore et la faune, en particulier les rennes. Ils sont suivis par les peuples de chasseurs-cueilleurs-pêcheurs de la culture d'Ahrensburg qui colonisent la côte norvégienne et forment la culture Fosna-Hensbacka, ou culture Komsa dans le Nord. En même temps, des hommes des cultures post-swidériennes arrivent depuis l'est, rejoignant la culture Komsa dans le Nord du pays et formant l'actuel peuple sami,. Tous ces peuples sont des chasseurs-cueilleurs-pêcheurs qui dépendent probablement en grande partie de la chasse aux rennes. Ils sont nomades et leurs déplacements sont fortement liés aux migrations annuelles des rennes entre la côte ou la plaine et la montagne. On trouve encore dans tout le pays des traces d'habitations et de pièges datant de l'âge de la pierre, toujours à proximité immédiate des rivières et parfois relativement haut dans les montagnes. La plupart des habitations ont été découvertes dans la partie orientale de la chaîne, où la végétation était plus favorable pour les rennes.
Au cours du Néolithique, une transition commence à s'opérer vers un mode de vie sédentaire pour les peuples du Sud, dû à l'arrivée des cultures indo-européennes. La sédentarisation est très progressive, commençant avec simplement quelques animaux apprivoisés et quelques parcelles de culture, et il faut environ mille ans pour que le mode de vie sédentaire soit définitivement adopté. Contrairement à précédemment, c'est alors plutôt à l'ouest de la chaîne que les gens s'installent, typiquement au fond des fjords. La chasse et la pêche deviennent alors des activités secondaires, bien que leur importance soit toujours notable. En particulier, la vente des fourrures peut constituer une source de revenus significative. En complément de ces activités, les gens exploitent aussi le fer des marais, qui se trouve facilement dans les montagnes, le plus souvent uniquement pour leurs besoins personnels.
En parallèle, plus au nord et à l'est, les Samis conservent leur mode de vie de chasseur-cueilleur. Leur aire de répartition descend probablement jusqu'à l'actuelle Røros. Cela ne les empêche pas d'avoir quelques rennes domestiqués dès l'âge du fer, principalement comme aide pour le transport. Ils conservent ce mode de vie jusqu'au XVIe siècle et ce n'est que lorsque le nombre de rennes sauvages diminue fortement qu'ils commencent à privilégier l'élevage, adoptant alors un schéma de transhumance.

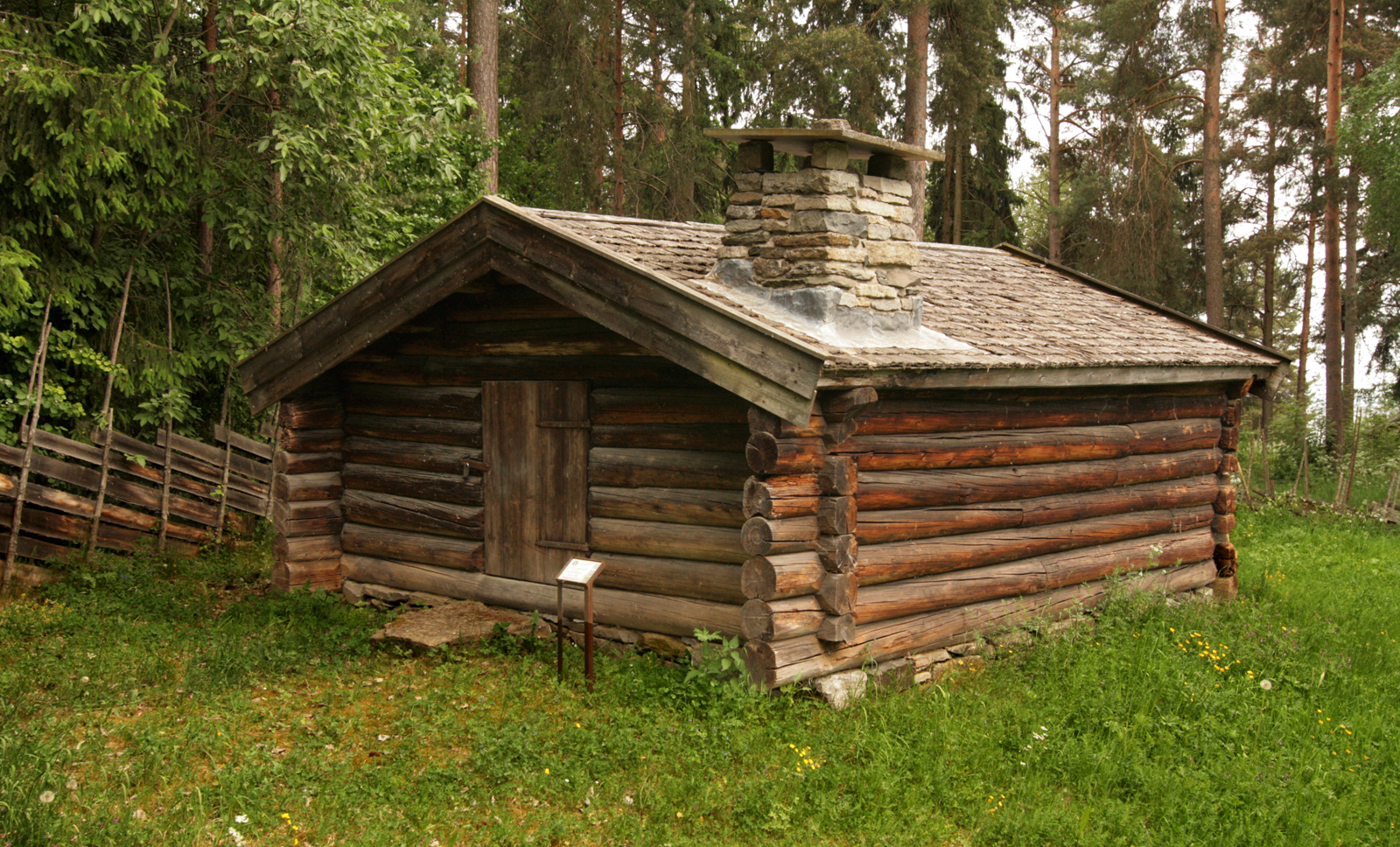
Chalet d'alpage dans la commune de Stange, dans le Sud-Est de la Norvège.

La transhumance, également présente dans les autres montagnes européennes, est aussi pratiquée par les paysans qui ont leur ferme au pied des montagnes,. Cette pratique a aussi lieu en dehors des zones montagneuses et la pâture se fait alors dans les forêts. La transhumance est pratiquée de façon certaine depuis l'âge viking (entre 800 et 1000 apr. J.-C.), mais est probablement plus ancienne encore. Cette technique permet aux paysans d'avoir plus d'animaux qu'ils ne le pourraient dans leur ferme en utilisant les prairies de montagne comme terrain de pâture complémentaire,. Ainsi, les champs du village peuvent être utilisés pour nourrir les habitants, ainsi que pour produire le foin nécessaire au bétail pendant l'hiver. En plus de la pâture des animaux, les paysans récoltent aussi les grands tapis de lichen des rennes, ainsi que les carex et laîches des tourbières qui viennent s'ajouter au foin pour subsister durant l'hiver. La moisson des marais ayant tendance à en modifier l'équilibre et à l'assécher, les paysans ont parfois recours à de petits barrages pour en forcer l'inondation au début de l'été.
L'organisation de la transhumance dépend quelque peu des caractéristiques géographiques. Ainsi, dans le Sud-Ouest de la Norvège, les fermes disposent en général d'un seul chalet d'alpage (appelé Seter en norvégien et Fäbod en suédois). Dans les parties septentrionale ou orientale de la chaîne, il n'est pas rare pour les fermes d'en avoir plusieurs, typiquement un chalet près de la ferme (Heimseter / Hemfäbod) et un second plus loin et plus haut dans les montagnes (Langseter / Långfäbod),. Ainsi, au printemps, les paysans emmènent les troupeaux dans le chalet proche, souvent isolé et voisin de la limite conifères-bouleaux, là où la neige disparaît le plus tôt. En été, ils se rendent dans le chalet situé plus haut dans les montagnes. Ces chalets, souvent regroupés en petits villages, sont déneigés plus tardivement. Au début de l'automne, ils reviennent au premier chalet. En général, hommes et animaux ne rentrent au village qu'au moment des premières neiges.
Lorsque les chalets sont proches de la ferme principale, les habitants effectuent souvent des allers-retours quotidiens, le chalet n'étant pas habité et le lait étant alors transformé (en beurre et fromage par exemple) dans la ferme. Au contraire, en cas d'éloignement plus important, le chalet devient un lieu de vie et on y pratique la transformation du lait. Les femmes et les enfants s'installent dans le chalet pour s'occuper du bétail tandis que les hommes restent s'occuper de la ferme au village et ne rejoignent la famille qu'un ou deux jours par semaine. Lorsque les paysans résident ainsi dans le chalet, ils consomment beaucoup de bois pour le chauffage et doivent parfois aller à cheval chercher du bois plus bas dans les vallées.

### Des montagnes dangereuses mais riches

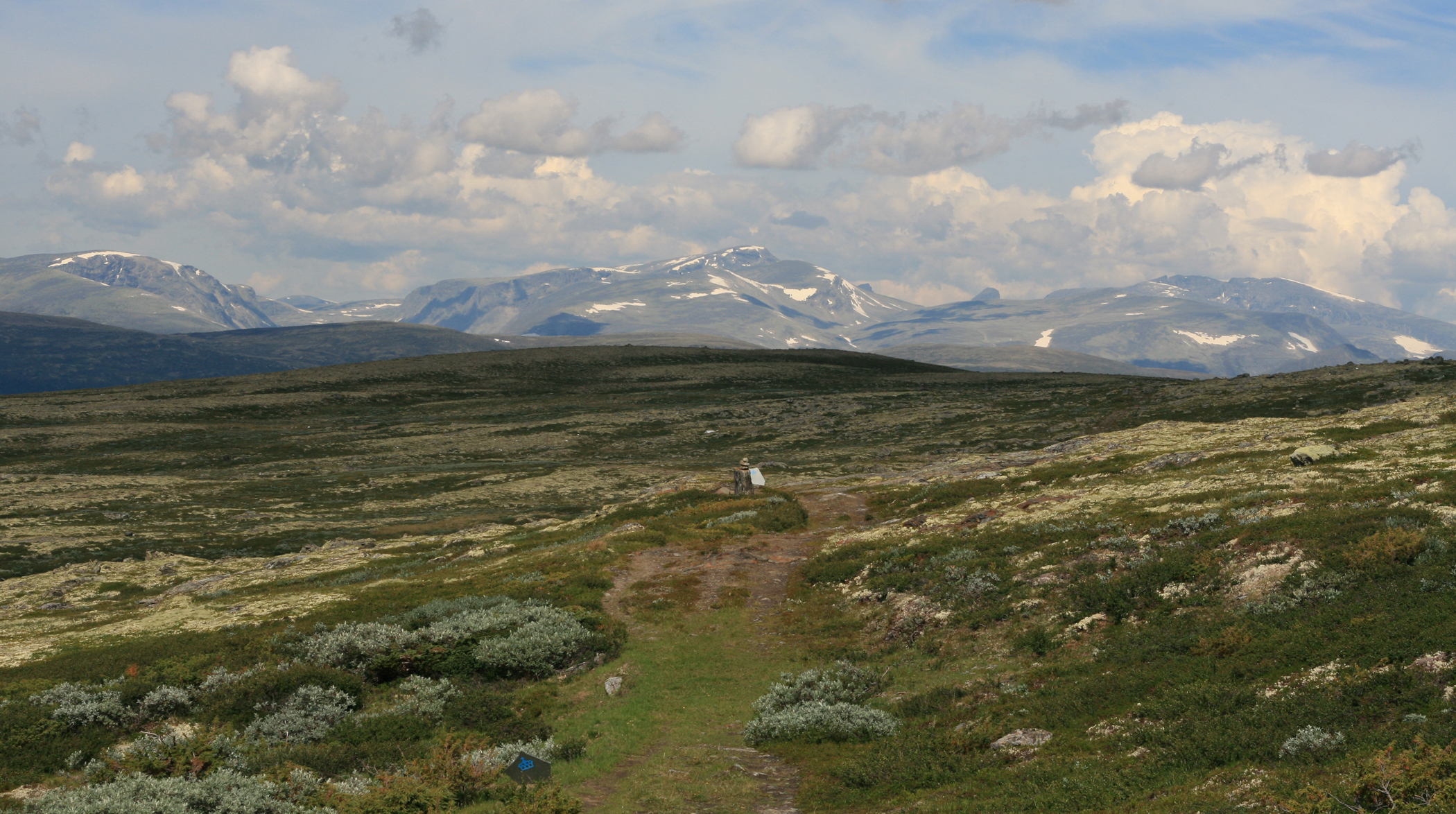
Le chemin Pilegrimsleden dans le Dovrefjell, reconverti en sentier touristique.

Depuis leur sédentarisation, les habitants vivent principalement en plaine ou sur la côte. Ils se rendent rarement dans les montagnes, à l'exception de celles proches des villages lors de l'estive. Il existe quelques échanges entre l'est et l'ouest : l'ouest vend le sel, un produit extrêmement important à l'époque, ainsi que le poisson et le beurre, tandis que l'est vend probablement du fer (fer des marais) en majorité. Mais autour de l'an 1000, lorsque le royaume de Norvège se constitue, les besoins en transport augmentent fortement, en particulier pour le roi et sa cour. Parmi les premières voies qui sont ainsi créées, une des plus importantes est la Pilegrimsleden (littéralement « la route des pèlerins »), qui relie Oslo à Nidaros (l'actuelle Trondheim), alors capitale du pays et abritant le tombeau de saint Olaf. Cette route traverse le massif de Dovrefjell, une épreuve difficile pour les voyageurs.
De manière générale, les gens de l'époque n'osent s'aventurer dans les montagnes et celles-ci restent donc largement inexplorées, en particulier celles du Nord. Au XVIe siècle, le roi de Suède Gustave Vasa décrète que le royaume s'étend jusqu'à l'océan Arctique et en 1613, lors du traité de Knäred, la frontière entre la Norvège et la Suède est établie le long de la ligne de partage des eaux, qui parcourt le milieu de la chaîne. Mais du fait des difficultés d'exploration, ce n'est qu'en 1751 que la frontière peut être cartographiée et validée à Strömstad. La difficulté de la traversée des montagnes est illustrée par un évènement de la grande guerre du Nord, parfois appelé « catastrophe d'Øyfjellet ». En décembre 1718, le général Carl Gustaf Armfeldt doit rentrer en Suède après la mort de Charles XII de Suède à Fredrikshald, mais durant le voyage, le blizzard s'abat sur les montagnes et provoque la mort de 3 700 hommes, soit plus de la moitié de la troupe.

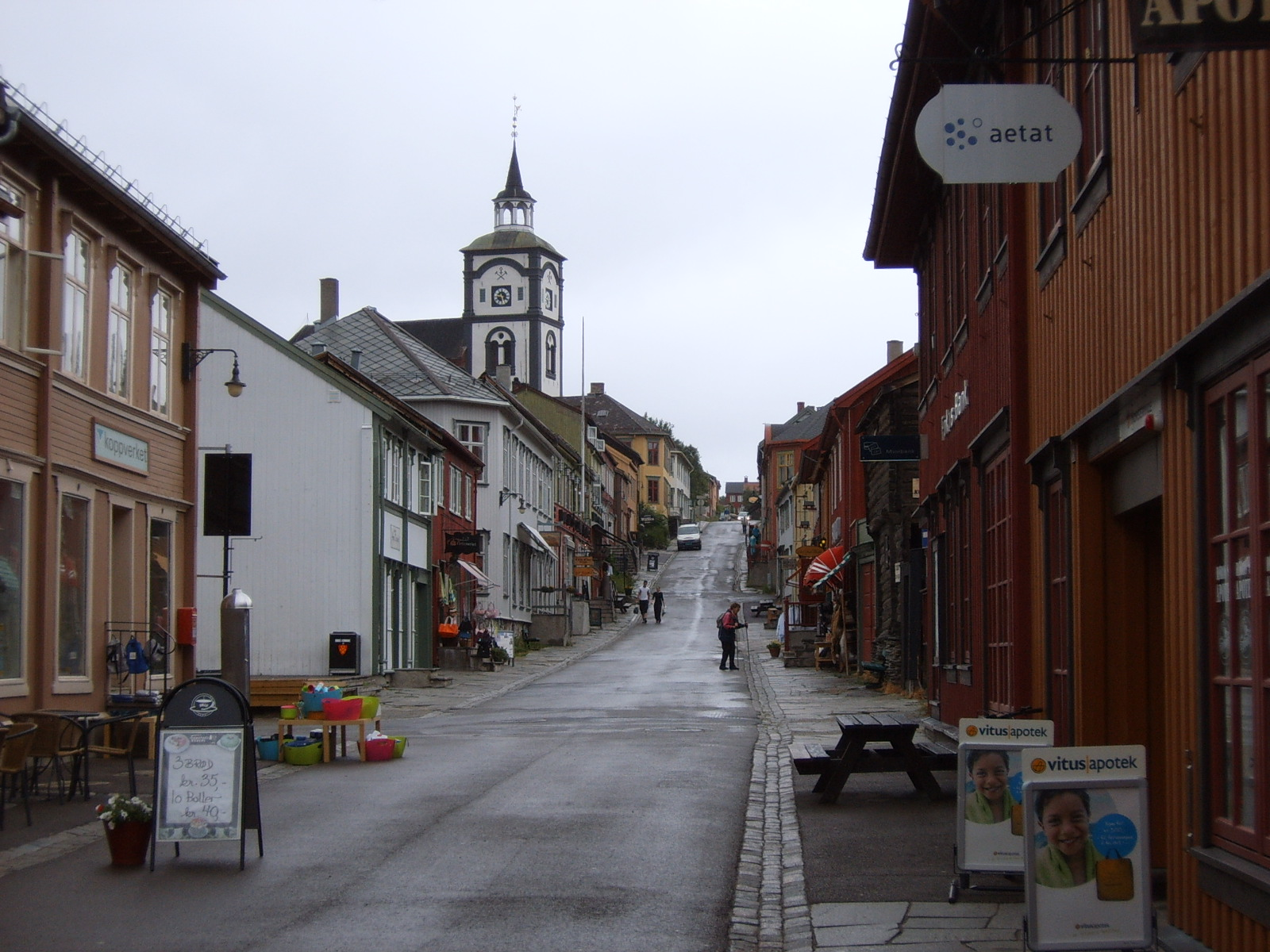
La ville de Røros, créée autour de la mine.

La découverte de gisements de métaux des deux côtés de la frontière crée un nouvel élan au XVIIe siècle amenant les populations vers les montagnes. En Suède, ceci correspond à la période de grandeur, qui voit, de manière générale, un intérêt accru pour le Nord du pays. Une des premières mines est la mine d'argent de Nasa, dans la montagne Nasafjället, dont l'exploitation commence en 1630. Le pays engage énormément d'ouvriers allemands, dont beaucoup meurent à cause du climat. Les Samis sont engagés de force dans le travail de la mine : ils doivent transporter le minerai (souvent à dos de renne) jusqu'à la fonderie à Sädvajaure, située dans la plaine, à 50 km de là. Cependant, cette mine n'est pas rentable et l'exploitation cesse en 1659, les installations étant détruites par les Norvégiens dans ce qui constitue la seule attaque ayant jamais eu lieu en Laponie suédoise. Cette attaque permet la reprise des zones perdues par le traité de Roskilde en 1658 et le traité de Copenhague rétablit donc la frontière sur la ligne de partage des eaux en 1660. D'autres mines, celles de Kedkevare à Padjelanta et d'Alkavare à Sarek, constituent avec la fonderie de Kvikkjokk l'ensemble appelé Luleå silververk, dont l'exploitation commença en 1661. La faible concentration du gisement entraîne l'arrêt de la mine en 1702.
En Norvège, les deux principales mines, qui commencent leur activité approximativement à la même période, sont les mines d'argent de Kongsberg et la mine de cuivre de Røros. Ces mines favorisent le développement de routes permettant d'acheminer le charbon de bois à la mine et de récupérer le minerai. Cependant, les charges les plus lourdes sont transportées principalement en traîneau sur les lacs et marais gelés en hiver. Kongsberg devient même au XVIIIe siècle la deuxième plus grande ville de Norvège avec dix mille habitants, après Bergen.
En Suède, quelques nouvelles tentatives sont faites au siècle suivant. Ainsi, la mine de Nasafjället reprend son activité en 1771 et plusieurs sites sont testés, tels que les mines de cuivre à Sjangeli au sud d'Abisko, à Ljusnedal dans la commune d'Härjedalen ou à Huså dans la montagne Åreskutan. Toutes ces mines sont désormais fermées.

### Des expéditions scientifiques au tourisme

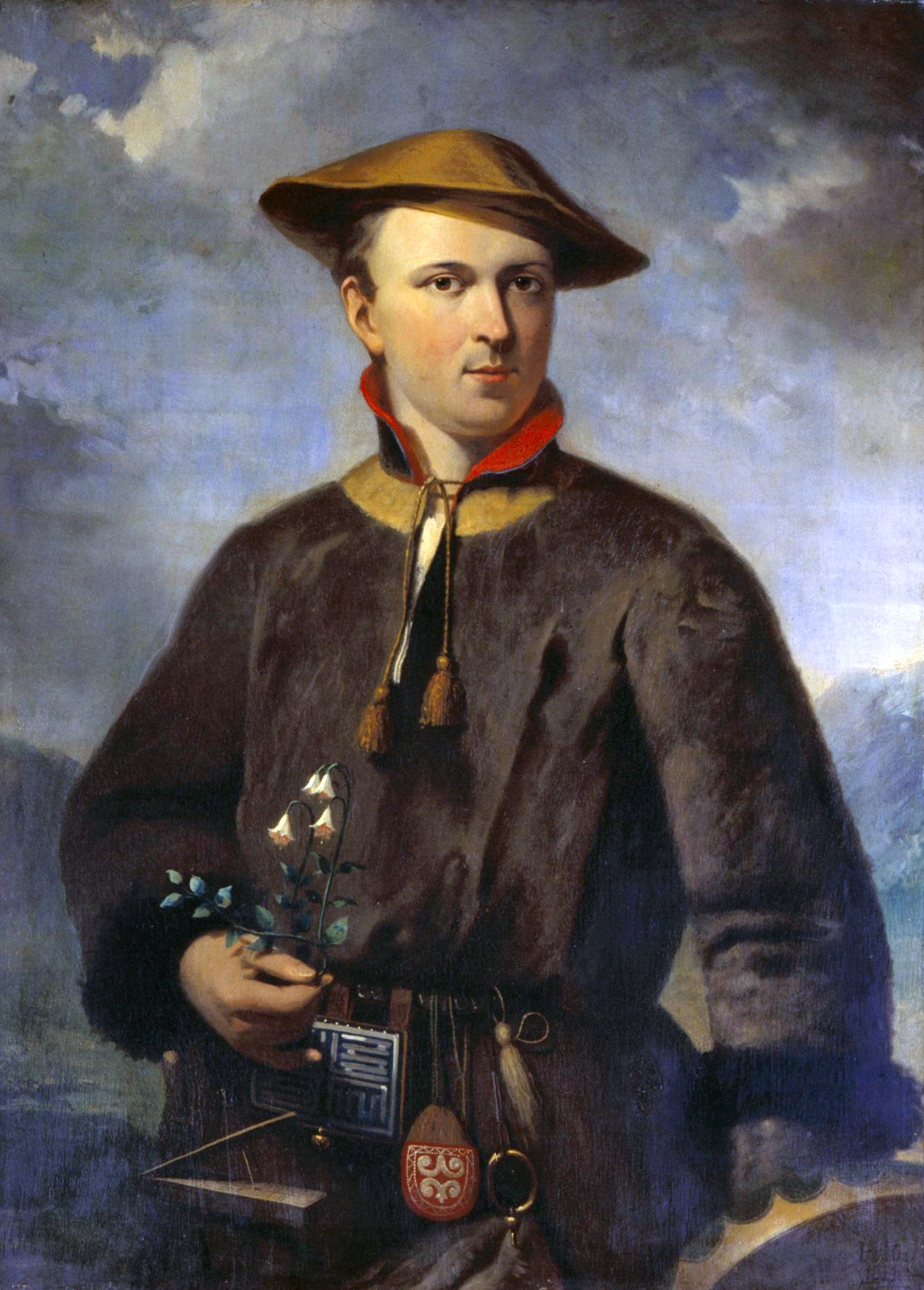
Linné dans son voyage en Laponie.

À partir du XVIIe siècle mais surtout aux XVIIIe et XIXe siècles, un grand nombre d'expéditions scientifiques sont menées dans les montagnes dont elles permettent une connaissance accrue. Dans un premier temps, les hommes d'église sont chargés des expéditions. Ainsi, un des premiers livres décrivant le Nord de la Suède et le peuple sami, est Lapponia, écrit par Johannes Schefferus. Mais Johannes lui-même n'a jamais visité la région et le livre est en fait une compilation des récits de prêtres qu'il avait envoyés là-bas. En 1695, Olof Rudbeck le Jeune fait lui-même une expédition en Laponie suédoise, sur ordre royal, et établit ainsi une des premières cartographies scientifiques de la région. Malheureusement, cette œuvre, nommée Lapponia illustrata, est détruite dans l'incendie d'Uppsala en 1702. Ce voyage inspire cependant le naturaliste suédois Carl von Linné qui décide d'explorer à son tour la région en 1732. Il visite ainsi Kvikkjokk, Padjelanta et continue au-delà de la frontière jusqu'aux fjords norvégiens avant de revenir. Deux ans plus tard, il fait un nouveau voyage plus au sud, dans les montagnes de Dalécarlie jusqu'au lac norvégien de Femunden. Après ces voyages, il écrit le célèbre livre Flora Lapponica qui est le premier livre où il utilise le système de classification qu'il a créé. Ce voyage devient célèbre dans les milieux scientifiques et dans les décennies suivantes, beaucoup de botanistes vont dans ces montagnes, sur les traces de l'illustre Linné. En Norvège, les expéditions commencent principalement après la demande faite en 1743 à Copenhague par la fonction publique norvégienne dans le but de collecter des informations sur le pays. Ainsi, de nombreuses études sont réalisées sur la géographie norvégienne, notamment sur la faune, la flore, la géologie et les traditions des montagnes. Ceci crée un élan général et de nombreuses expéditions sont réalisées au-delà même de la demande de 1743. Un exemple notable est le livre Histoire naturelle de la Norvège, écrit par Erik Pontoppidan en 1752.

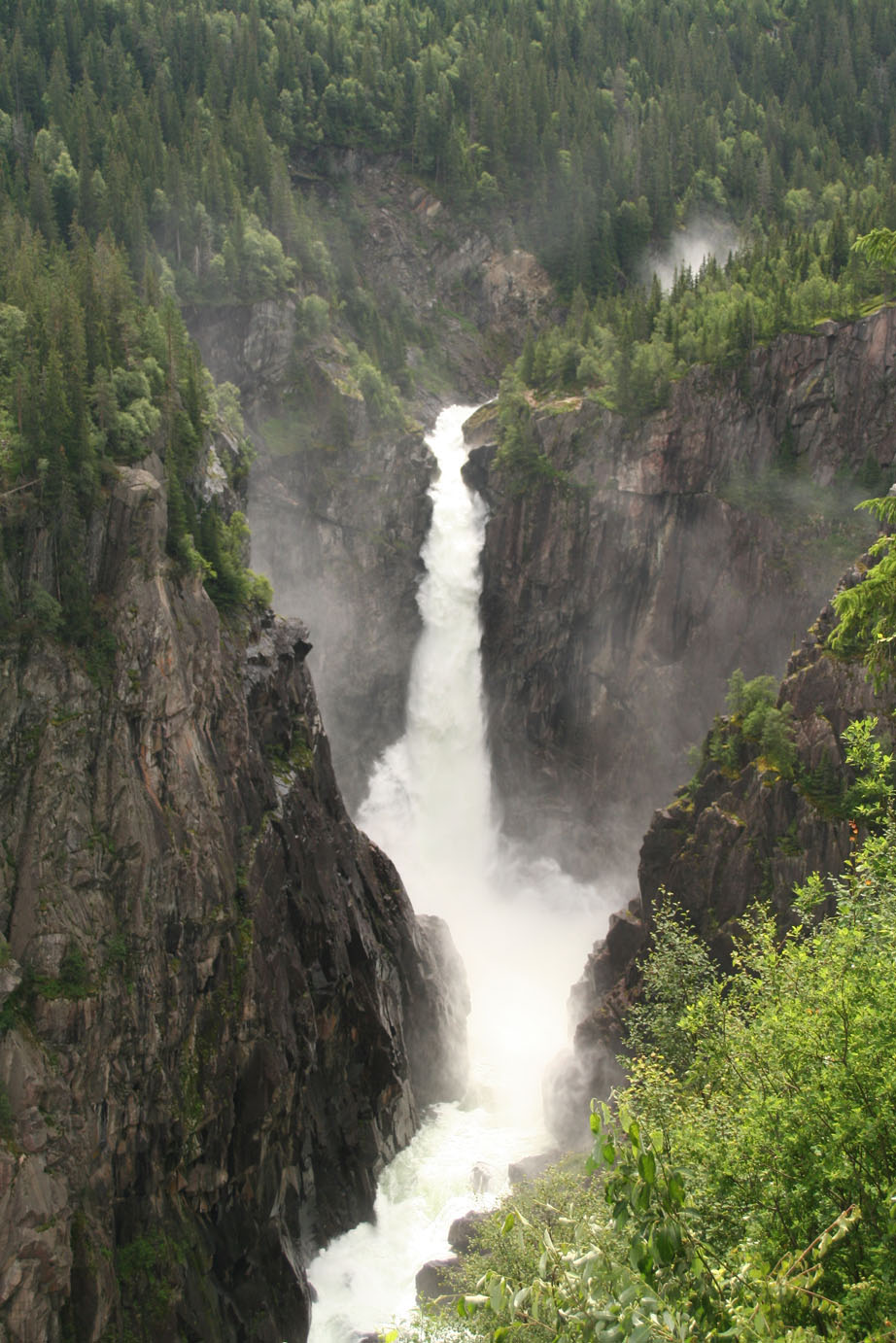
Rjukanfossen, le premier grand site touristique de Norvège.

Plusieurs de ces explorations scientifiques permettent de faire connaître les montagnes au pays et entraînent les premiers développements du tourisme montagnard. C'est par exemple le cas de l'entomologiste suédois Johan Wilhelm Zetterstedt qui réalise un voyage très documenté dans les montagnes d'Åre et en vante les propriétés thermales. C'est ainsi qu'Åre devient une station thermale renommée et Fjällnäs, à proximité, devient le premier hôtel de montagne suédois. Certains scientifiques peuvent même être considérés comme des touristes des montagnes. Ainsi, à la fin du XIXe siècle, Gustav Wilhelm Bucht et Leonard Lind cartographient les montagnes de la Laponie suédoise, y compris les plus difficiles d'accès. Ils établissent en 1879 que le Sarektjåkkå est le point culminant de Suède, puis peu de temps après, ils déclarent le Kebnekaise comme tel. Ce faisant, ils escaladent plusieurs des principaux sommets de la région. Ces cartes précises permettent aussi le succès ultérieur de certains grimpeurs, tels que Charles Rabot qui escalade le Kebnekaise en 1883. En Norvège, le tourisme commence aussi au milieu du XIXe siècle. Un homme y contribue particulièrement au développement du tourisme : l'Anglais Thomas Bennett ; il s'installe en 1849 en Norvège et, à travers une série de livres, fait connaître les montagnes de Norvège aux Anglais, créant les premiers afflux de touristes étrangers.
À l'approche de la fin du XIXe siècle, les associations touristiques norvégiennes (DNT) et suédoise (STF) sont créées, respectivement en 1868 et 1885,. Ces deux associations deviennent des acteurs importants dans la promotion du tourisme dans les montagnes de leurs pays respectifs. Du côté norvégien, le premier site est la chute d'eau Rjukanfossen, alors le plus célèbre site touristique du pays, près de laquelle la DNT achète sa première cabane, appelée Krokan. L'association se concentre ensuite sur la création de refuges et de sentiers dans le Jotunheimen et l'Hardangervidda. En Suède, le premier refuge est créé près du massif de Sulitjelma, puis un peu partout dans les montagnes du pays avant de se concentrer sur sa plus grande œuvre : la création du Kungsleden, un chemin de randonnée traversant toute la partie nord des montagnes suédoises.

### Développement des communications

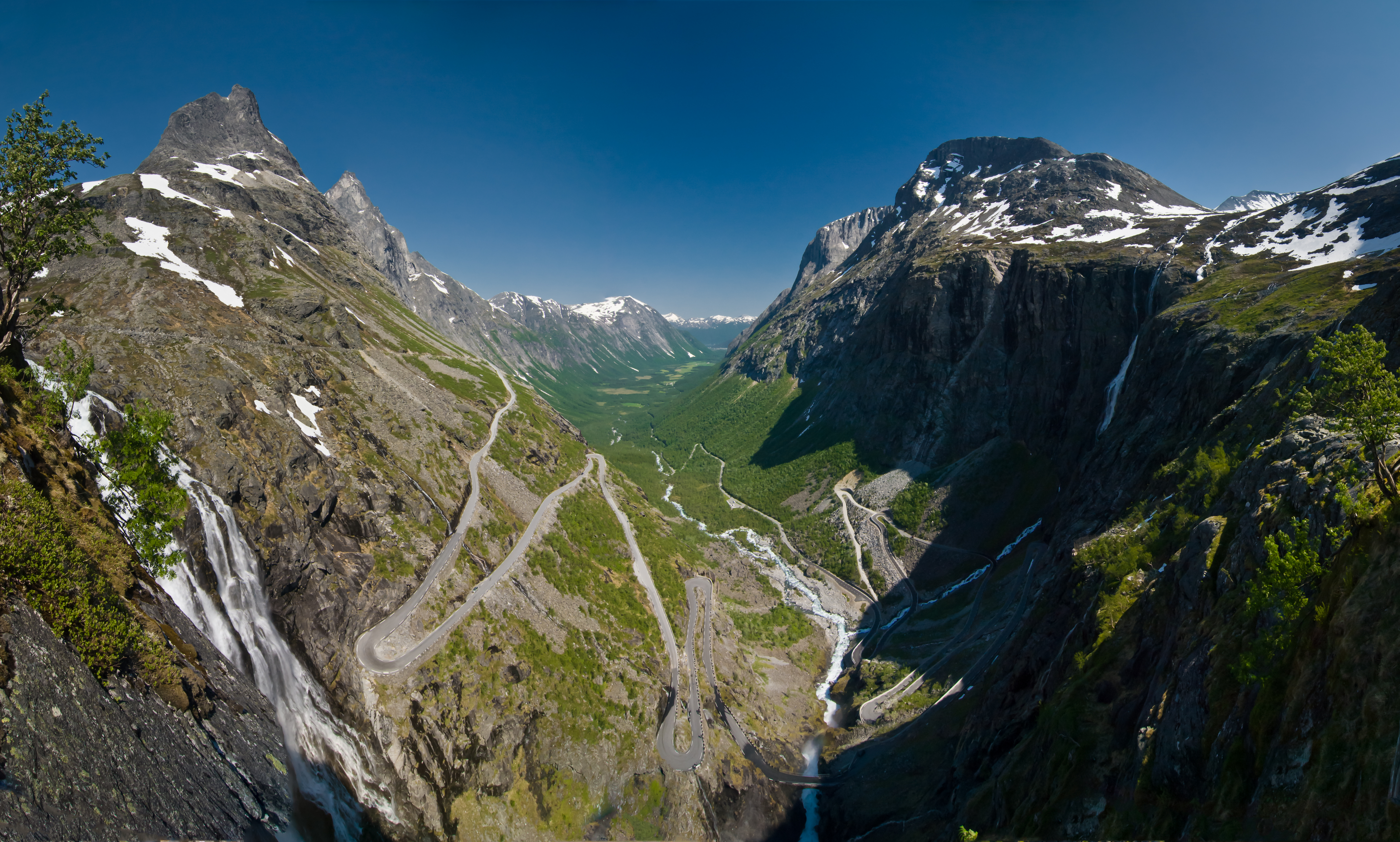
La célèbre Trollstigen, route accrochée à la montagne.

Un élément décisif dans le changement de la perception négative des montagnes est l'important développement des voies de communications qui a lieu à partir du XIXe siècle. Les progrès techniques, en particulier l'invention de la dynamite, sont déterminants puisqu'ils permettent de créer des routes à flanc de montagne. Mais les changements s'expliquent aussi par une volonté politique. En Norvège, ce changement est marqué par une loi de 1851 (veiloven, « la loi des routes ») qui donne un nouvel élan à la construction de routes dans le pays, en particulier à travers les montagnes. Ces routes de montagne sont pour une grande partie ouvertes uniquement trois ou quatre mois dans l'année du fait des conditions climatiques. Mais elles ont cependant nettement favorisé le développement du commerce. La Suède et la Norvège étant dans une union personnelle entre 1814 et 1905 (Suède-Norvège), cela permet aussi la création de routes entre les deux pays. On peut citer la route construite en 1835 entre Åre et Trondheim qui suit l'ancienne voie de pèlerinage (actuelle route européenne 14), ou la route construite entre Tännäs et Røros. L'avènement de l'automobile au début des années 1900 entraîne à nouveau la création de routes, en particulier dans le Nord de la Norvège longtemps oublié auparavant. La volonté est de pouvoir relier Oslo à Kirkenes, cette dernière n'étant alors accessible que par bateau. Ces créations de routes représentent sept cents kilomètres par an. Finalement, dans la seconde moitié du XXe siècle, la priorité est donnée à la création de routes ouvertes toute l'année, y compris l'hiver, avec en particulier un grand nombre de tunnels, tels que le tunnel de Lærdal ouvert en 2000, le plus long tunnel routier au monde avec 24,5 km.

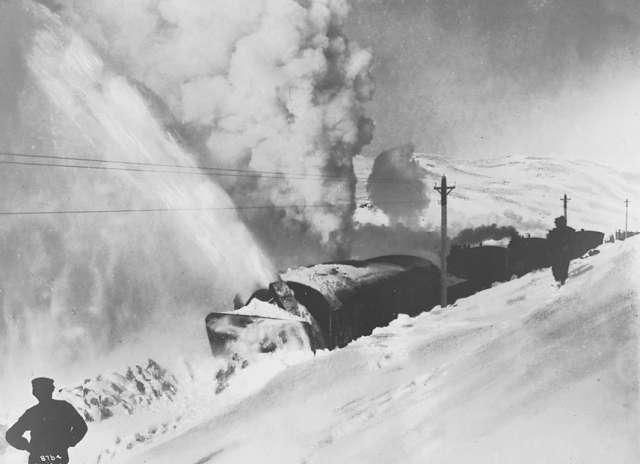
Un chasse-neige rotatif sur la ligne de Bergen, dans le plateau du Hardangervidda.

Si la construction de routes à travers les montagnes s'est avérée difficile, la construction de chemin de fer représente un véritable défi. Ceci est tout particulièrement vrai pour la construction de la ligne de Bergen qui relie les deux plus grandes villes de Norvège : Oslo et Bergen. Ces deux villes sont situées de part et d'autre de la chaîne, nécessitant la traversée du plateau du Hardangervidda. Il y avait certes déjà des chemins de fer dans d'autres montagnes, telles que les Alpes mais aucune ligne n'était située au-dessus de la limite des arbres. Ainsi, si l'idée d'une telle ligne avait été suggérée dès 1871, les négociations font rage jusqu'au début des travaux en 1894. Le travail est particulièrement pénible et les seules possibilités d'approvisionnement le sont à dos de cheval et sur de grandes distances. Jusqu'à 2 200 personnes travaillent sur ce vaste plateau désert. Quelques bâtiments sont édifiés le long de la ligne pour le confort des travailleurs. La construction implique le percement de plusieurs tunnels, dont le plus long mesure 5 311 m, et nécessite six ans de travaux. La ligne peut finalement ouvrir en 1909. Après le succès de cette première ligne, plusieurs autres sont construites : la ligne de Dovre (Oslo-Trondheim) en 1921, la ligne du Nordland (Trondheim-Bodø) en 1962. Tout comme pour les routes, l'union personnelle entre la Suède et la Norvège permet la construction de lignes frontalières telles que la ligne de Meråker-Mittbanan entre Hell (Norvège) et Sundsvall (Suède) en 1882 et la ligne Malmbanan-Ofot, construite en 1903 pour acheminer le minerai de fer des riches mines de Kiruna-Gällivare vers les ports de Luleå (Suède) et Narvik (Norvège).

## Activités

### Secteur primaire

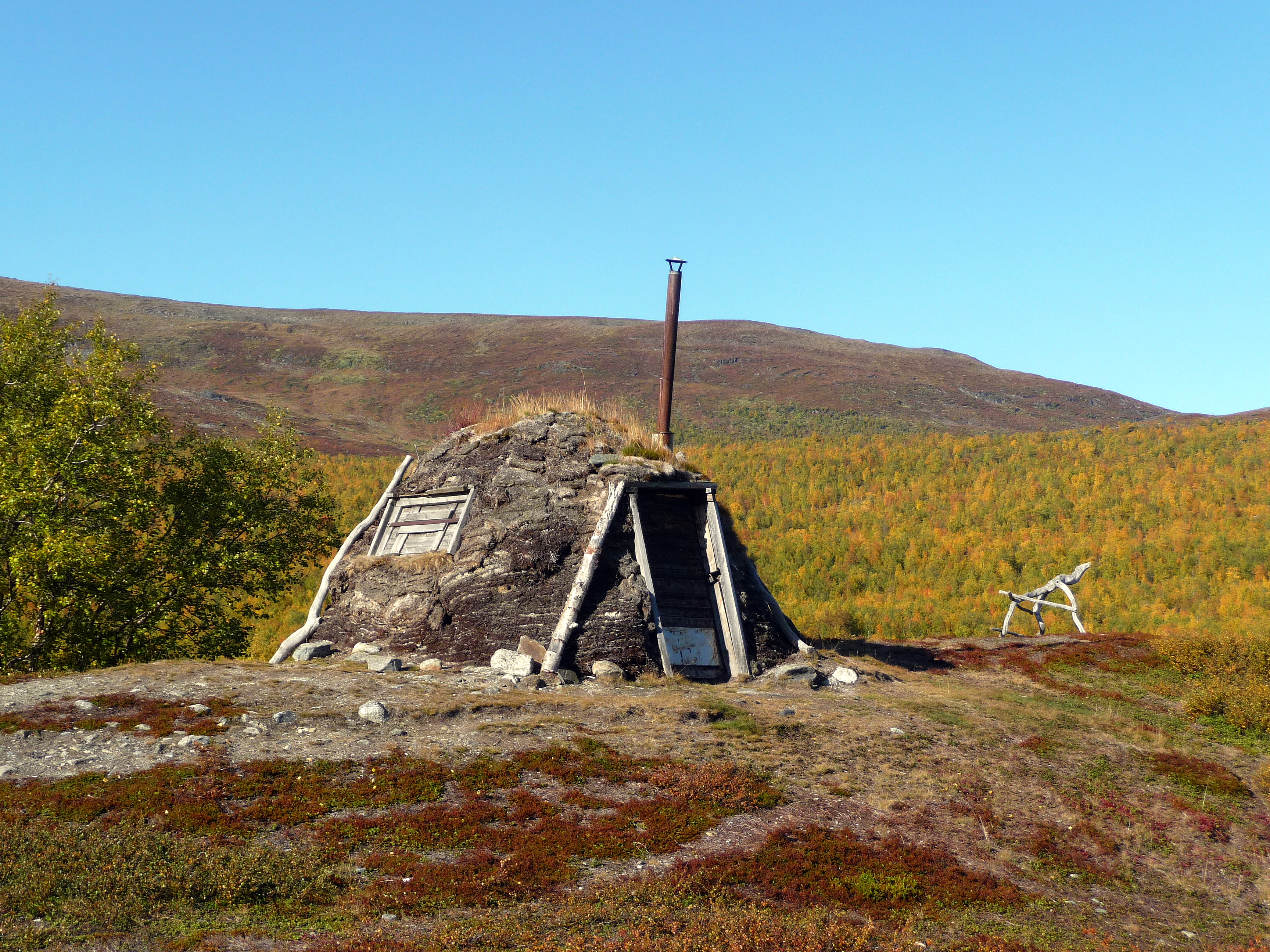
Habitation traditionnelle sami à Abisko, en Laponie suédoise.

Le secteur primaire est d'une importance relativement limitée dans les Alpes scandinaves par rapport aux autres zones de montagnes d'Europe.
Une grande partie de la surface des Alpes scandinaves est utilisée pour l'élevage des rennes par les Samis (anciennement appelés Lapons). Ainsi, la quasi-totalité des montagnes suédoises, les montagnes finlandaises et toute la partie au nord du fjord de Trondheim du côté norvégien sont réservées à la pratique de cette activité ancestrale,,. Ce peuple a gardé relativement intact le mode de vie traditionnel de transhumance entre les forêts au pied de la chaîne en hiver et les pâturages d'été dans les montagnes. Cependant, à partir de la fin du XXe siècle, les éleveurs ont de plus en plus recours à des techniques modernes telles que les hélicoptères, les motoneiges et autres véhicules motorisés pour suivre leurs troupeaux. Les rennes sont utilisés à la fois pour leur aide au transport, pour leur lait, leur cuir et leurs bois, mais surtout pour leur viande.
Le droit de pratique de l'élevage des rennes dans ces zones est réservé aux Samis, sauf en Finlande. Les droits d'élevage sont organisés en structures appelées villages samis (Sameby) en Suède et unités d'exploitations (driftsenhet) en Norvège : seuls les Samis rattachés à ces structures peuvent pratiquer l'élevage au sein du territoire de la structure,. Certains accords existent entre la Norvège et la Suède concernant les activités transfrontalières d'élevage, certains Samis pratiquant traditionnellement la transhumance entre les deux pays avant l'établissement des frontières.

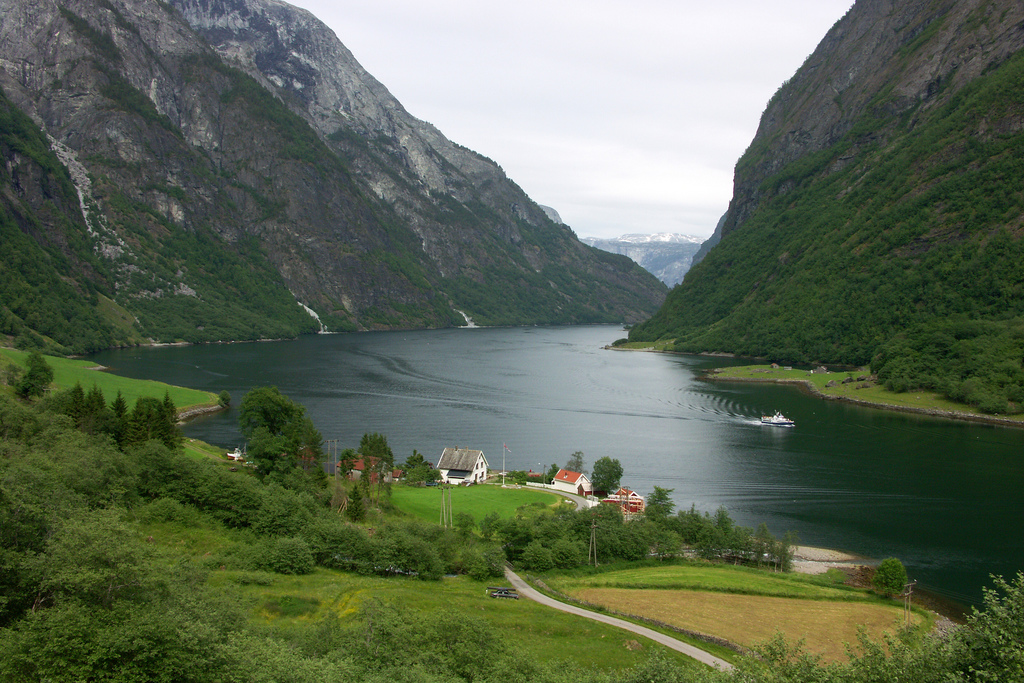
Vue d'une petite exploitation typique de l'Ouest norvégien, coincée entre les montagnes et le fjord : Tufto au bord du Nærøyfjord.

En dehors des zones samies, c'est aussi l'élevage qui domine plus au sud, permettant à la Norvège d'assurer plus que ses besoins en viande. Une très faible proportion du territoire norvégien est cultivée (environ 3 %), et ces terrains sont principalement situés dans les plaines au sud-est de la chaîne ou au niveau des basses-terres du fjord de Trondheim. En fait, les montagnes sont très peu fertiles, à l'exception des vallées qui ont émergé récemment à la faveur du rebond post-glaciaire du fait des alluvions déposés par la mer. Dans les montagnes, les fermes sont souvent de petite taille, et l'exploitation forestière ou d'autres activités assurent souvent des compléments de revenus. Parmi les zones agricoles importantes des montagnes, les environs du Hardangerfjord comportent des exploitations spécialisées dans les arbres fruitiers. Afin d'empêcher un exode rural trop important et d'assurer autant que possible une indépendance alimentaire, l'agriculture norvégienne est fortement subventionnée.
La sylviculture est une activité très importante pour les trois pays bordant la chaîne, mais c'est avant tout l'exploitation des forêts de plaines qui domine : en effet, la majeure partie de la chaîne se trouve au-dessus de la limite des conifères, et les forêts de montagne ont un rythme de régénération plus lent, voir nul. Ainsi, si 41 % du territoire norvégien est boisé, seul un cinquième de cette forêt est considéré comme une forêt de montagne, dont la moitié est classée « forêt de protection », c'est-à-dire une forêt dont l'exploitation est soumise à des règles très strictes, soit à cause de son rôle protecteur contre les avalanches, soit à cause de ses difficultés de régénération. De même, du côté suédois, la partie supérieure de la taïga de montagne est protégée contre l'exploitation. Ceci n'empêche pas la sylviculture d'être une importante source de revenus locale, constituant un complément important pour les agriculteurs norvégiens et souvent une des sources principales de revenus pour les communes de montagnes suédoises.
Si l'industrie minière a attiré dans le passé les habitants vers les montagnes, depuis elle a clairement perdu son importance. De nos jours, la Suède possède toujours de très importantes mines, mais elles ne se trouvent pas dans les montagnes, bien que certaines en soient très proches (telles que les grands gisements de fer de Kiruna et Gällivare). Certaines zones au cœur même des montagnes font cependant l'objet d'explorations. En Norvège, l'industrie minière évolue vers une exploitation des minéraux (tels que l'olivine) plutôt que des minerais. Ces industries sont le plus souvent situées sur la côte.

### Énergie

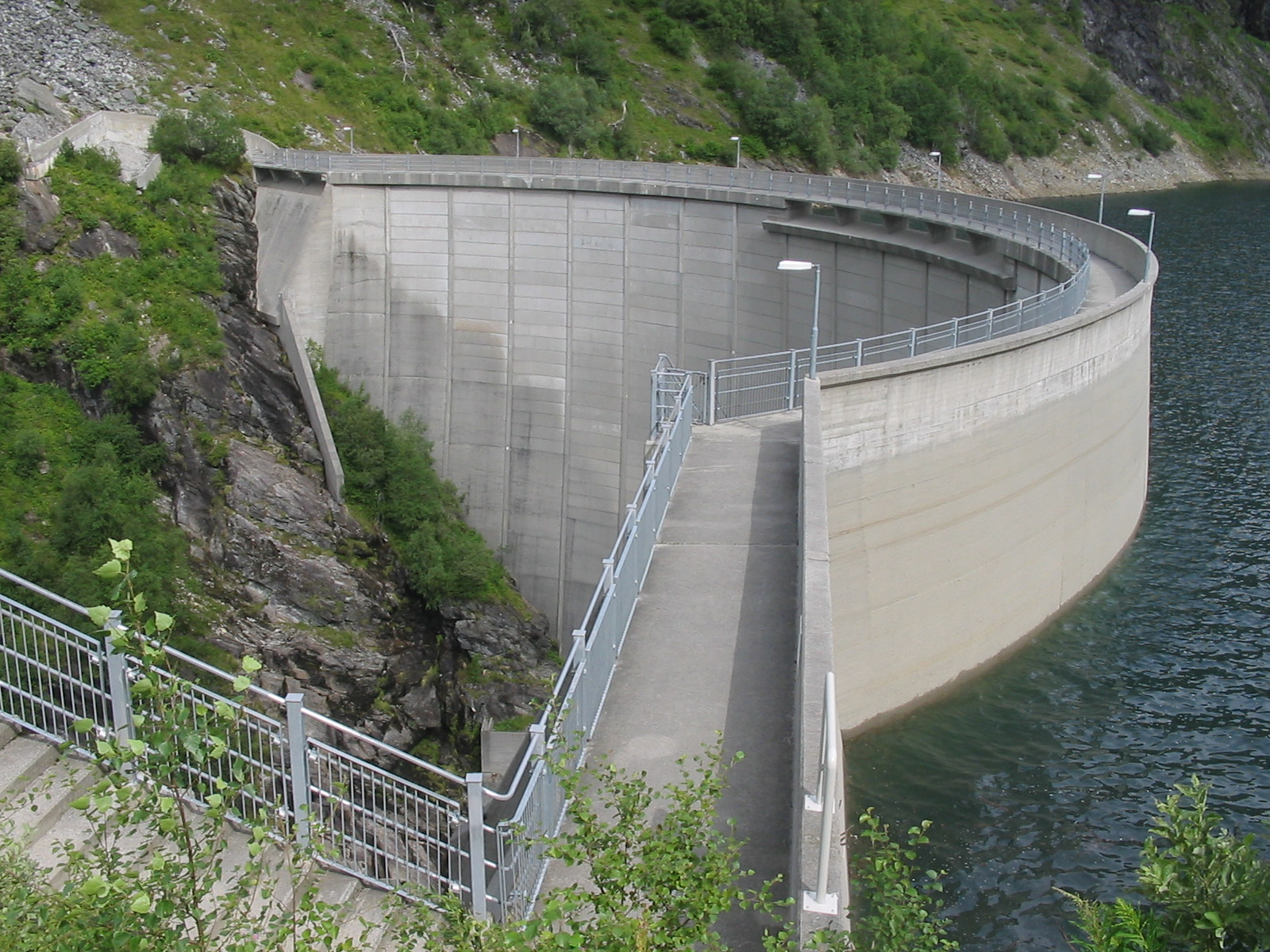
Zakariasdammen, dans la commune norvégienne de Norddal. Comme souvent sur la côte ouest, le barrage augmente le volume d'un lac d'altitude servant de réservoir et l'eau est acheminée vers une centrale au niveau du fjord, exploitant ainsi une grande hauteur de chute.

Les montagnes sont d'une importance considérable pour la production électrique en Suède et Norvège par l'utilisation de l'énergie hydroélectrique. L'hydroélectricité représente 96 % de toute l'électricité consommée en Norvège, soit 120 TWh, et 44 % de l'électricité produite en Suède, soit 65 TWh. Ainsi, la Norvège est la nation la plus grande productrice d'hydroélectricité d'Europe et la sixième au monde, voire la première mondiale si l'on rapporte cette production au nombre d'habitants du pays. Le deuxième producteur européen d'hydroélectricité n'est autre que la Suède.
Les premières centrales hydroélectriques de Suède et de Norvège sont construites dans les années 1880,. Cependant, en Suède, les centrales sont d'abord construites près des villes, et il faut attendre 1910 avec la centrale hydroélectrique de Porjus pour que ces développements atteignent les montagnes du Nord suédois. Cette construction représente un véritable défi, non seulement du fait du climat et du manque d'infrastructures (en attendant la construction de la ligne de chemin de fer, les matériaux sont transportés à pied sur une cinquantaine de kilomètres), mais aussi car l'électricité doit ensuite être acheminée jusque dans le Sud du pays où elle est consommée, entraînant l'utilisation obligatoire de lignes à haute tension.
Le schéma général des centrales est très différent entre l'est et l'ouest de la chaîne en raison des différences de topographie. À l'ouest, le relief est très escarpé et les rivières ont en général un débit modéré. Les centrales utilisent souvent un lac d'altitude déjà existant, agrandi par un barrage, ce qui permet de créer facilement des réservoirs. Ces lacs sont fréquemment en aval de glaciers constituant eux-mêmes d'une certaine façon des réservoirs. L'eau est ensuite acheminée par conduite forcée vers une centrale située au niveau du fjord, ce qui permet de profiter d'une hauteur de chute maximale. À l'est, au contraire, les rivières ont un débit supérieur mais des pentes plus modérées ; les centrales sont alors plutôt situées à même la rivière. En Suède, 80 % de la production hydroélectrique provient des rivières du Nord du pays, prenant donc leur source dans les montagnes. Du fait de la diminution progressive de l'altitude, les centrales sont réparties sur l'ensemble du cours et pas seulement dans les montagnes. Cependant, les montagnes gardent leur importance car c'est là que se situent les principaux réservoirs du pays, reprenant le plus souvent des lacs de piémont existants surélevés par des barrages.

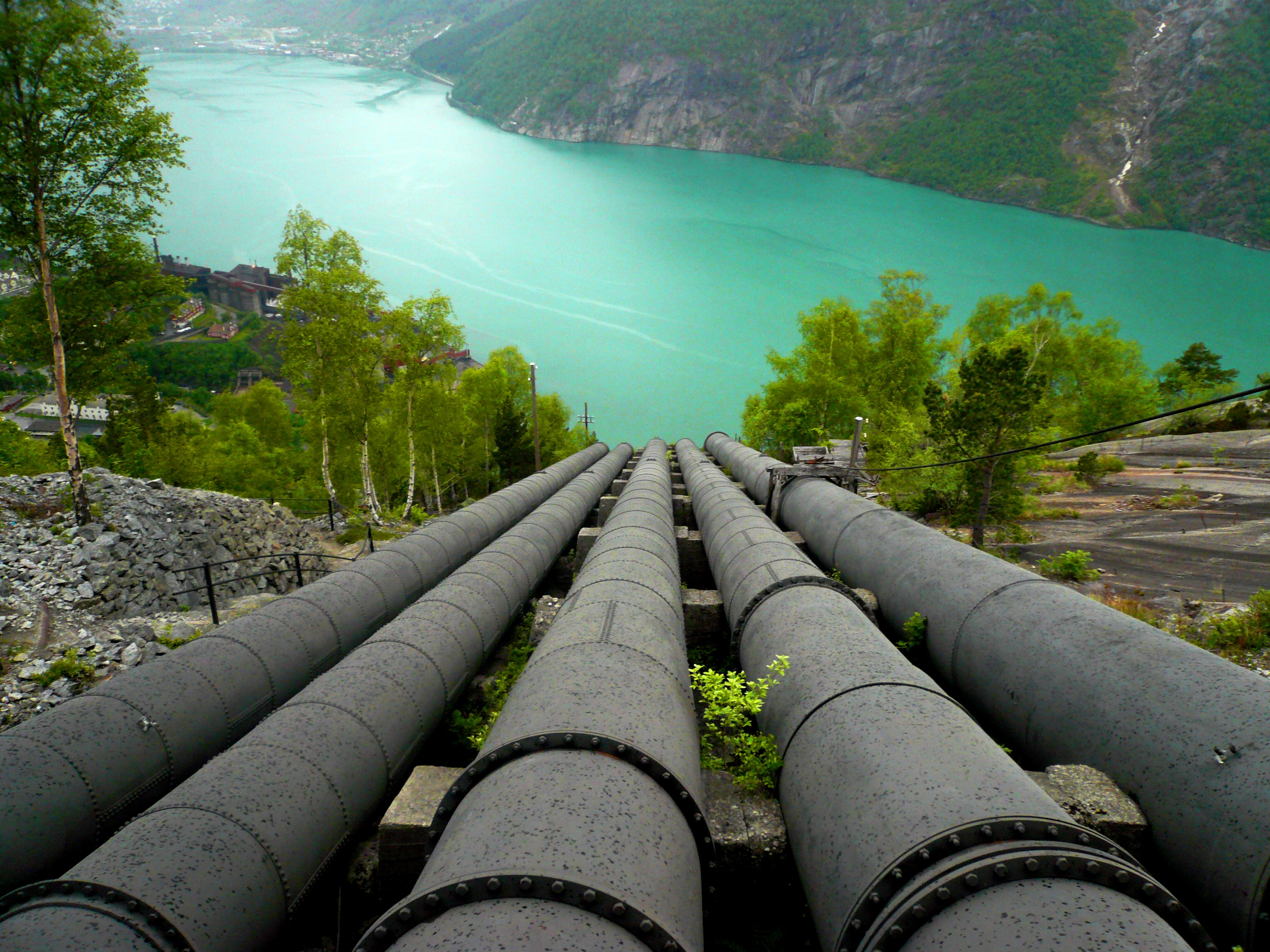
Conduite forcée de la centrale hydroélectrique de Tyssedal en Norvège.

Naturellement, la quantité d'eau disponible est plus importante au moment de la fonte des neiges au printemps et en été alors que la consommation électrique atteint son maximum en hiver. Cependant, le volume des réservoirs est suffisant pour permettre l'équilibre entre production et consommation. Cet équilibre est particulièrement important au sein du marché nordique, réunissant Suède, Norvège, Finlande et Danemark, qui est hautement intégré au sein de Nord Pool : par exemple le Danemark dépend fortement des ressources éoliennes, fluctuantes. La chaîne scandinave pourrait jouer un rôle crucial dans l'optique d'une grande coopération énergétique européenne : c'est en effet la plus grande zone potentielle de stockage d'énergie d'Europe grâce au pompage-turbinage, représentant la moitié de la capacité totale estimée du continent (soit entre 10 et 20 GW). Cependant à l'heure actuelle le pompage-turbinage est relativement marginal, le marché nordique n'en ayant jamais eu besoin.
Si l'hydroélectricité est actuellement la source d'énergie majoritaire des montagnes, l'exploitation de l'énergie éolienne est aussi envisagée. C'est en particulier le cas en Suède, car les montagnes figurent parmi les zones où le potentiel éolien est maximal. Des problèmes environnementaux se posent néanmoins, les montagnes étant considérées comme un milieu particulièrement sensible, avec en particulier des menaces importantes pour les oiseaux de proie. Les intérêts touristiques pourraient également être menacés par l'arrivée d'éoliennes. Enfin, la construction dans les montagnes est onéreuse, et le climat froid pénalise l'efficacité des éoliennes.

### Protection environnementale

Carte des aires protégées de Norvège et de Suède. On remarque leur concentration autour des montagnes
Parcs nationaux
Réserves naturelles et autres formes de protection

Les pays nordiques sont parmi les premiers d'Europe à créer des mesures de conservation de la nature. Cet élan est initié par l'explorateur polaire Adolf Erik Nordenskiöld, qui en 1880 propose à la Finlande et à la Suède d'appliquer le concept de parc national récemment créé aux États-Unis. La Suède est la première à mettre en œuvre cette idée en créant ses premières lois de protection de la nature et ses premiers parcs nationaux en 1909. La Société suédoise de conservation de la nature est créée la même année, et la Société norvégienne de conservation de la nature en 1914. Cependant, la notion de protection était très différente de celle de nos jours, ignorant en particulier le concept de biodiversité. Il s'agissait avant tout de protéger des aires naturelles pour la recherche scientifique. La conservation de la nature dans son acception moderne, c'est-à-dire visant à préserver la biodiversité, débute dans les années 1960 en Suède et en Norvège, et plus tardivement en Finlande.
Dès leur création, la plupart des aires protégées (tant en nombre qu'en superficie) sont principalement concentrées dans les montagnes, qui sont à la fois les zones les plus sauvages, mais aussi celles où les conflits d'intérêts sont les plus rares. Bien que la création des parcs nationaux ou des réserves naturelles vise de nos jours à une plus grande représentativité des paysages du pays, la montagne est toujours sur-représentée, ce qui est en particulier notable en Suède.
Dans les trois pays, il existe plusieurs types d'aires protégées : les parcs nationaux sont le plus haut niveau de protection, réservé à de vastes superficies représentatives de la nature des pays. À un niveau de protection inférieur, mais toujours élevé, se trouvent les réserves naturelles. Enfin, diverses aires protégées possèdent des objectifs plus spécifiques, mais un niveau de protection moins important. La chaîne comporte aussi deux sites naturels ou mixtes du patrimoine mondial de l'UNESCO : la région de Laponie et les fjords de l'Ouest de la Norvège.
En dépit du statut de protection élevé de certaines aires protégées, les Samis bénéficient de nombreuses dérogations visant à protéger leur culture. Elles se justifiaient également par le très faible impact de leur mode de vie sur l'environnement ; mais depuis quelques années, l'utilisation de véhicules motorisés et l'intensification de la pâture sont perçues de plus en plus négativement par les autorités. Des discussions sont en cours pour un éventuel contrôle plus important des activités samies.
Les principales aires protégées par pays, classées du nord au sud, sont énumérées ci-dessous.
Norvège
- Parc national de Seiland, créé en 2006, protégeant 316,3 km2 d'une grande île de l'Extrême Nord norvégien.
- Parc national de Ånderdalen, créé en 1970, d'une superficie de 125 km2, protégeant un paysage côtier varié dominé par les montagnes.
- Parc national de Reisa, créé en 1986, couvrant 803 km2 autour d'une vallée coupant un vaste plateau. L'eau y est un élément omniprésent.

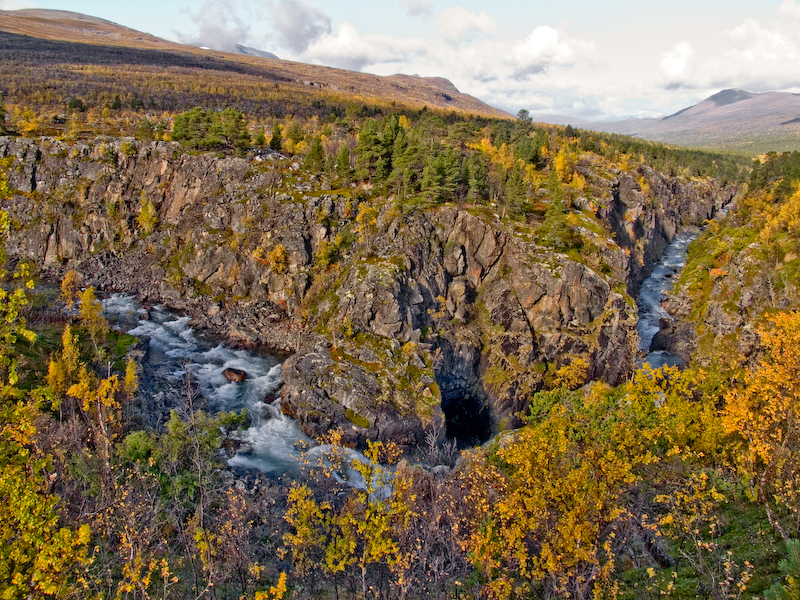
Canyon du parc national de Øvre Dividal.

- Parc national de Øvre Dividal, créé en 1971, s'étalant sur 770 km2 d'un paysage varié avec une faune riche, en particulier une importante population de gloutons.
- Parc national de Rohkunborri, créé en 2011, d'une superficie de 571 km2, avec une riche avifaune.
- Parc national de Møysalen, créé en 2003, un des plus petits parcs du pays avec 51 km2. Le paysage n'en demeure pas moins varié entre le haut sommet du Møysalen et les fjords environnants.
- Parc national de Rago, créé en 1971, couvrant 171 km2 adjacent au parc national de Padjelanta (Suède). Zone de montagne sauvage et difficilement accessible.
- Parc national de Sjunkhatten, créé en 2010, d'une superficie de 417,5 km2 dont 39,9 km2 marin. Couvre un massif coupé de profondes vallées et fjords.
- Parc national de Junkerdal, créé en 2004, d'une superficie de 682 km2 avec une riche flore alpine.
- Parc national de Saltfjellet-Svartisen, créé en 1989, regroupant sur 2 102 km2 une grande diversité de paysages dont le grand glacier Svartisen, un paysage alpin et des vallées couvertes de riches forêts de bouleaux.
- Parc national de Lomsdal-Visten, créé en 2009, couvre 1 102 km2 d'un paysage de fjords et de montagnes.
- Parc national de Børgefjell, créé en 1963, s'étend sur 1 447 km2 entre un paysage de hautes montagnes à l'ouest et des sommets plus doux à l'est. Le parc abrite entre autres le très menacé renard polaire.
- Parc national de Lierne, créé en 2004, protège 333 km2 d'une de zone de montagnes complètement sauvages.
- Parc national de Blåfjella-Skjækerfjella, établi en 2004, couvrant 1 924 km2 entre vallées couvertes de forêts primaires et hautes montagnes.
- Parc national de Skarvan og Roltdalen, établi en 2004, couvrant 441,4 km2 d'une vallée couverte de conifères dominée par des hauts sommets.
- Parc national de Forollhogna, établi en 2001, couvrant 1 062 km2 d'un paysage aux sommets arrondis, avec beaucoup de tourbières.

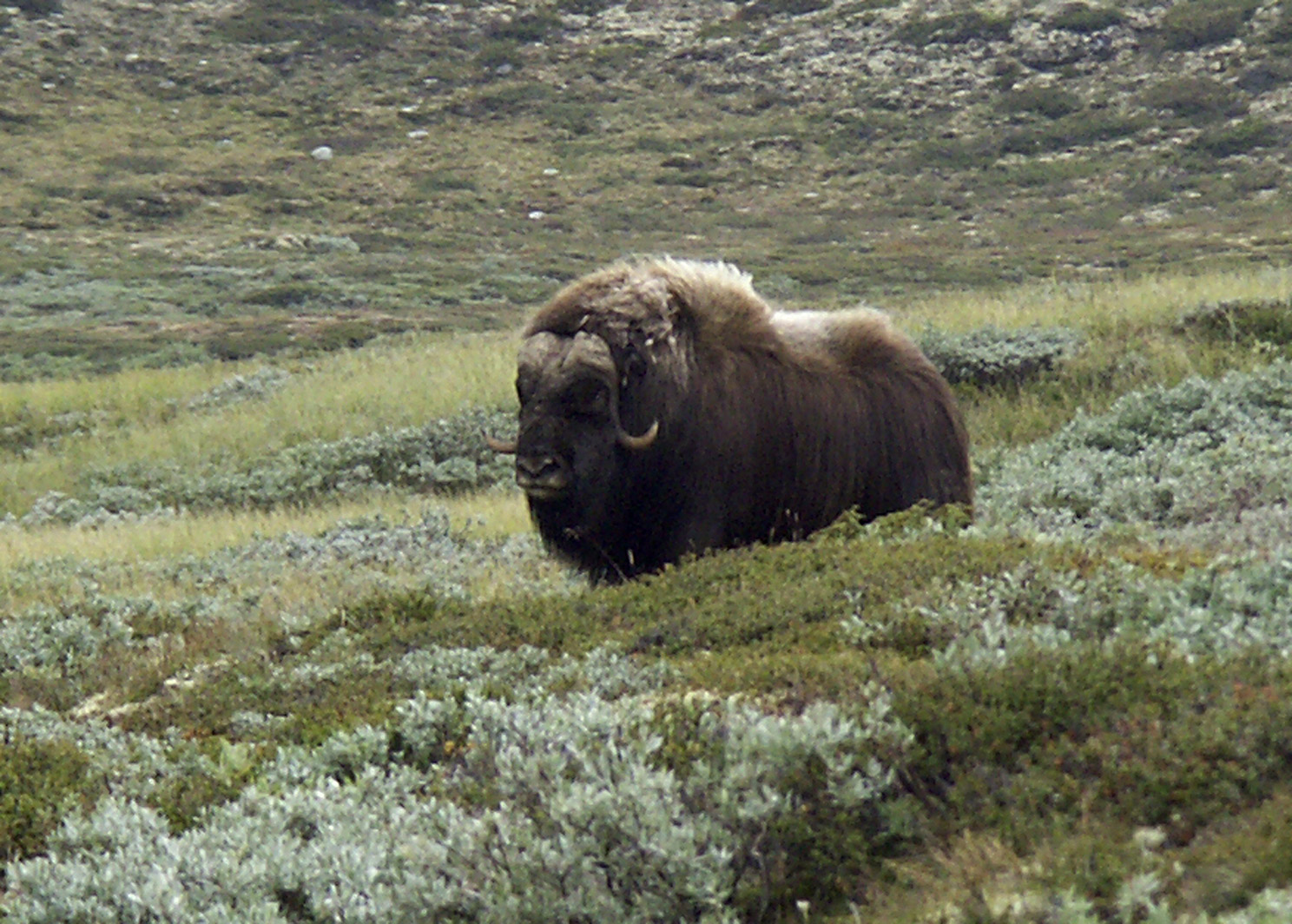
Bœuf musqué dans le parc de Dovrefjell-Sunndalsfjella.

- Parc national de Dovrefjell-Sunndalsfjella, créé en 2002 et d'une superficie de 1 693 km2. Il protège le massif de Dovrefjell, parfois appelé « montagne nationale », avec une faune et flore d'une grande richesse.
- Parc national de Dovre, créé en 2003, couvrant 289 km2 d'un paysage désolé.
- Parc national de Reinheimen, créé en 2006, couvre 1 969 km2 de la plus vaste zone sauvage du sud norvégien.
- Parc national de Rondane, plus ancien parc national norvégien, créé en 1962, couvrant 963 km2 de hauts sommets et de riches vallées.
- Parc national de Breheimen, créé en 2009, couvre 1 691 km2 adjacents au parc national de Jostedalsbreen, marqué comme lui par les glaciers.
- Parc national de Jostedalsbreen, créé en 1991, protège 1 310 km2 d'un paysage varié, allant des forêts de feuillus des vallées à la masse du Jostedalsbreen, plus vaste glacier d'Europe continentale.
- Parc national de Jotunheimen, créé en 1980, couvre 1 151 km2 de la zone du Jotunheimen, comprenant tous les plus hauts sommets de la chaîne.
- Parc national de Fulufjellet, créé en 2012, couvre 82,5 km2 de la partie norvégienne du massif de Fulufjället, protégeant une ancienne forêt de conifères et une importante population d'ours brun.
- Parc national de Hallingskarvet, créé en 2006 et couvre 450 km2 du massif d'Hallingskarvet.
- Parc national de Hardangervidda, créé en 1981 et plus vaste de Norvège avec 3 422 km2, couvre le vaste plateau Hardangervidda avec en particulier le plus grand troupeau de rennes sauvages d'Europe.
- Parc national de Folgefonna, créé en 2005, couvre 545 km2 autour du glacier Folgefonna.

Suède

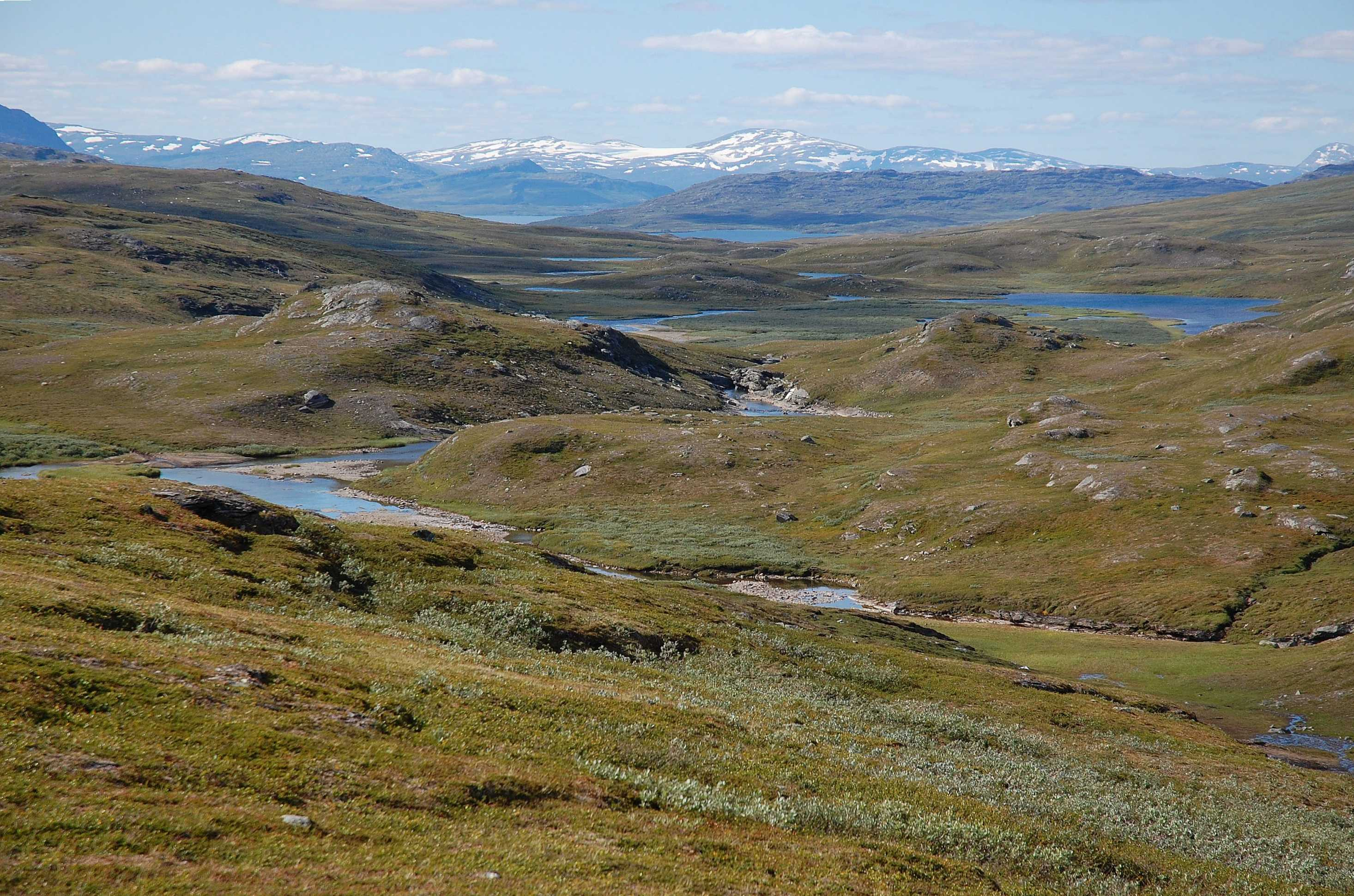
Paysage du parc de Padjelanta.

- Parc national de Vadvetjåkka, créé en 1920, couvrant 26,3 km2 d'une montagne calcaire avec notablement quelques-unes des plus grandes grottes du pays.
- Parc national d'Abisko, créé en 1909, couvrant 77 km2 d'une vallée couverte d'une forêt de bouleaux.
- Parc national de Stora Sjöfallet, adjacent de ceux de Padjelanta et de Sarek, créé en 1909, mais amputé en 1919 par la construction d'un barrage, s'étend sur 1 278 km2.
- Parc national de Padjelanta, adjacent de ceux, suédois, de Sarek et de Stora Sjöfallet, et de celui, norvégien, de Rago, créé en 1962, plus vaste parc de Suède avec 1 984 km2. Protège une haute plaine avec ses nombreux lacs et sa végétation unique.
- Parc national de Sarek, adjacent de ceux de Padjelanta et de Stora Sjöfallet, créé en 1909, d'une superficie de 1 970 km2, protège la zone la plus alpine de Suède.
- Parc national de Pieljekaise, créé en 1909 protégeant 153,4 km2 de forêt de bouleaux et sa riche faune.
- Parc national de Sonfjället, créé en 1909 autour de la montagne isolée de même nom. Protège de ses 104,4 km2 une importante population d'ours bruns, ce qui a permis de sauver l'espèce en Suède.
- Parc national de Töfsingdalen, créé en 1930, d'une superficie de 16,15 km2 dans un terrain désolé et difficilement accessible.
- Parc national de Fulufjället, créé en 2002, couvrant toute la partie suédoise du plateau de Fulufjället soit 385 km2. Flore unique en Suède car c'est l'une des rares montagnes en dehors de la zone de pâture des rennes.
- Réserve naturelle de Sjaunja, créée en 1986, s'étendant sur 2 851 km2 entre les montagnes et le plus vaste réseau de tourbières d'Europe occidentale qui s'étend à leurs pieds.
- Réserve naturelle de Vindelfjällen créée en 1974 et d'une superficie de 5 600 km2, ce qui en fait la plus vaste réserve naturelle de Suède. Protège une grande diversité de paysages caractéristiques des montagnes suédoises.

Finlande
- Zone sauvage de Käsivarsi, créé en 1991, couvrant de ses 2 206 km2 la quasi totalité des Alpes scandinaves de Finlande.

### Tourisme

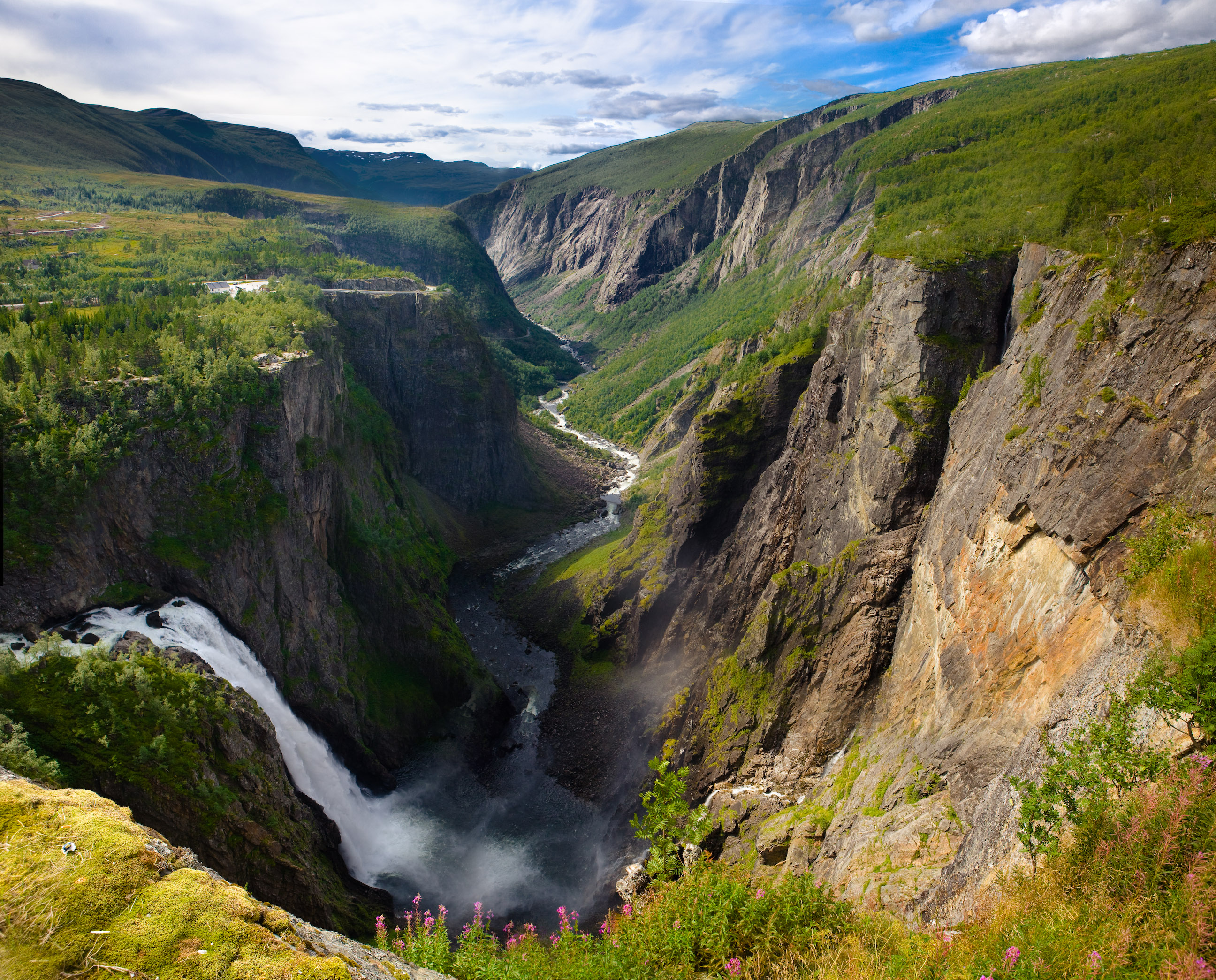
La cascade Vøringfossen, site naturel le plus visité de Norvège.

Les Alpes scandinaves jouent un rôle particulièrement important pour le tourisme des trois pays bordant la chaîne. Ainsi, en 2002, 43 % des adultes suédois avaient visité les montagnes suédoises au moins une fois au cours des cinq années précédentes. De même, en Norvège, les principales attractions sont la côte, dont les fjords, et les montagnes. Plusieurs sites des montagnes norvégiennes figurent parmi les lieux les plus visités du pays, tels que la ligne de train Flåmsbana, troisième attraction payante la plus visitée du pays avec 501 000 visiteurs en 2007, la cascade Vøringfossen (685 000 visiteurs), la route Trollstigen (590 000), le Geirangerfjord (426 000), le Nærøyfjord (306 000) et le glacier Briksdalsbreen (285 000) qui sont respectivement les premier, deuxième, quatrième, sixième et septième sites gratuits les plus visités de Norvège en 2007.
Seuls 5 % des visiteurs des montagnes suédoises et 27 % des touristes en Norvège, proviennent de l'étranger. Ces faibles nombres sont en grande partie liés à l'éloignement par rapport aux grands centres de population, la chaîne étant située à la périphérie du continent européen. Les visiteurs étrangers de la chaîne proviennent principalement des autres pays nordiques ou d'Allemagne,.

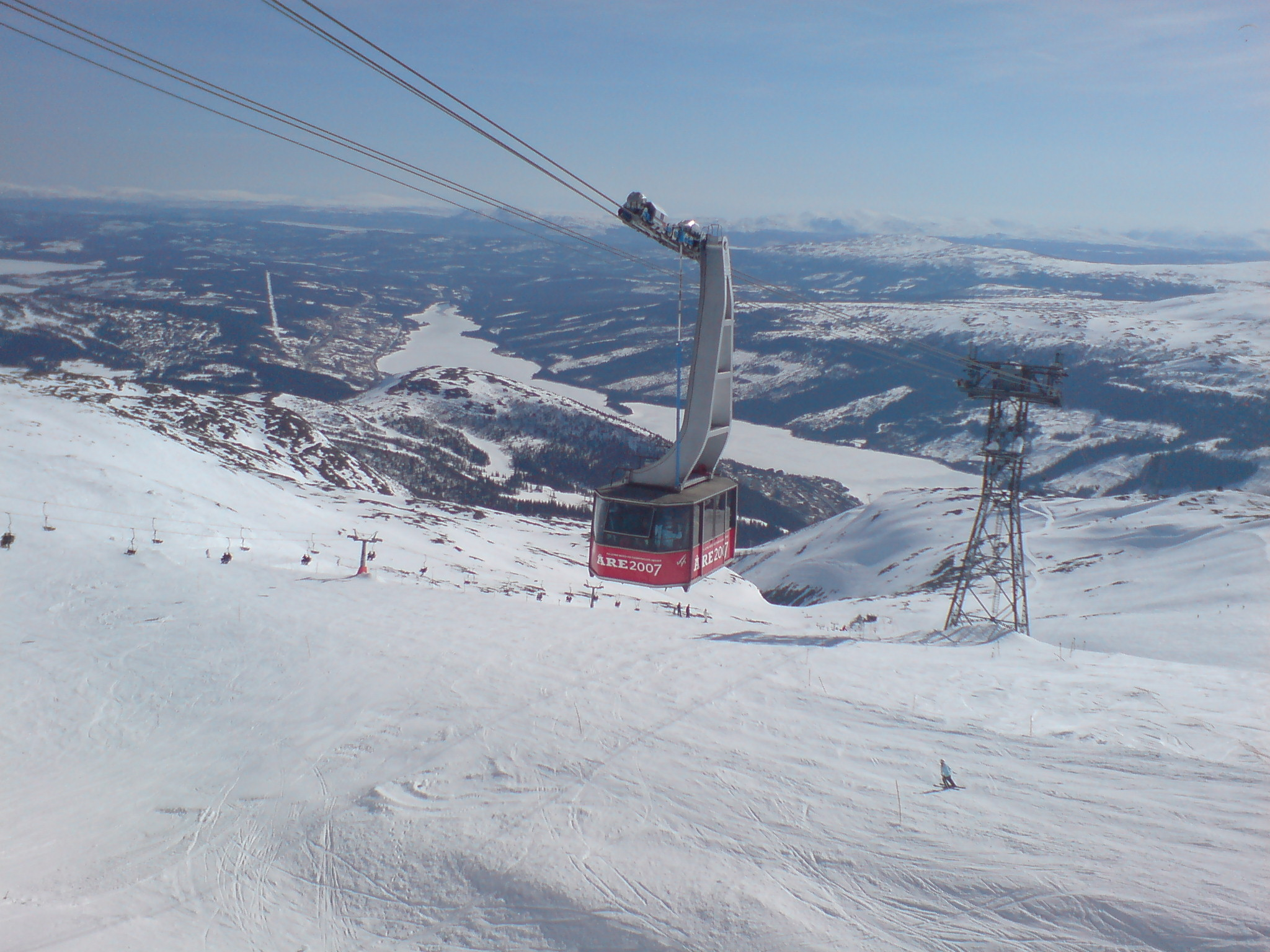
Station de sports d'hiver d'Åre, la plus grande de Scandinavie.

À l'origine, le tourisme dans les montagnes se cantonne principalement à la saison estivale, mais le tourisme d'hiver commence à se développer à partir des années 1950. Le ski est pratiqué depuis plusieurs milliers d'années en Scandinavie et la Norvège est considérée comme le lieu de naissance du ski moderne, certaines régions ayant donné leur nom à des techniques de ski telles que le télémark ou le christiania. Les plus grandes stations de sports d'hiver sont Åre (avec plus d'un million de visiteurs à l'année), Sälen et Riksgränsen en Suède ainsi que Trysil et Hemsedal en Norvège. Si ces stations sont de taille beaucoup moins importante que la plupart des stations des Alpes européennes, elles ont l'avantage d'avoir un enneigement important et proposent même parfois des garanties, avec remboursement partiel en cas de manque de neige. En Suède, c'est avant tout la partie méridionale de la chaîne, plus proche des grandes villes, qui profite de la croissance du tourisme hivernal, tandis que le Nord est préféré l'été, en particulier pour ses paysages. La pratique du ski alpin a progressé au point d'en faire l'activité principale. La conduite de motoneiges est aussi en progression constante, tandis que celle du ski de fond stagne, bien que ce sport reste une activité importante.
Les activités estivales sont avant tout représentées par la randonnée pédestre, que ce soit sur une ou plusieurs journées : les deux pays possèdent des réseaux de sentiers assez extensifs, avec de nombreux chalets disponibles pour passer la nuit. La randonnée reste la principale activité dans les montagnes du Nord de la Suède et dans celles de Norvège. La pêche et la cueillette de baies sont aussi appréciées des touristes estivaux.